# Boeing B-17 Flying Fortress
Boeing B-17 Flying Fortress – amerykański czterosilnikowy ciężki samolot bombowy dalekiego zasięgu, zaprojektowany i zbudowany w połowie lat 30. XX wieku w amerykańskim koncernie lotniczym Boeing Airplane Company.
Od 1936 roku, kiedy zaczęto produkcję serii wstępnej YB-17, do roku 1945, kiedy zakończono produkcję wersji B-17G, wyprodukowano blisko 13 000 egzemplarzy B-17 różnych wersji, z czego w działaniach bojowych utracono około 4750. Wykorzystywano je przede wszystkim do nalotów strategicznych podczas II wojny światowej – na cele na terenie III Rzeszy, na terytoriach jej sojuszników oraz na terytoriach przez nią okupowanych – prowadzonych przez siły United States Army Air Forces stacjonujące w Wielkiej Brytanii, w Afryce i we Włoszech. W skład wielu amerykańskich wypraw bombowych wchodziło po kilkaset B-17; maszyny te były najczęściej spotykanymi amerykańskimi samolotami bombowymi podczas wojny w Europie. Łącznie B-17 zrzuciły na cele w Europie ponad 640 tysięcy ton bomb. W latach 1941–1943 Amerykanie w ograniczonym zakresie wykorzystywali B-17 również na Pacyfiku, a pewna liczba bombowców służyła także w brytyjskim RAF-ie.
Odporność konstrukcji na uszkodzenia w boju i silne uzbrojenie obronne zapewniły B-17 status legendy lotnictwa. Wykorzystywany był również do innych działań poza bombardowaniami strategicznymi: ZOP, ratowniczych czy transportowych, a oprócz tego powstało wiele specjalistycznych wersji pochodnych, w tym zdalnie sterowanych.
Po II wojnie światowej Flying Fortressy nadal brały udział w konfliktach zbrojnych, choć na dużo mniejszą skalę. W siłach zbrojnych Stanów Zjednoczonych służyły jeszcze w czasie wojny koreańskiej jako maszyna ratownicza, tymczasem siły powietrzne Izraela – które stały się jednym z powojennych użytkowników B-17 – użyły tych maszyn w roli bombowców w wojnie o niepodległość i w czasie kryzysu sueskiego.

## Opis techniczny (B-17F i G)

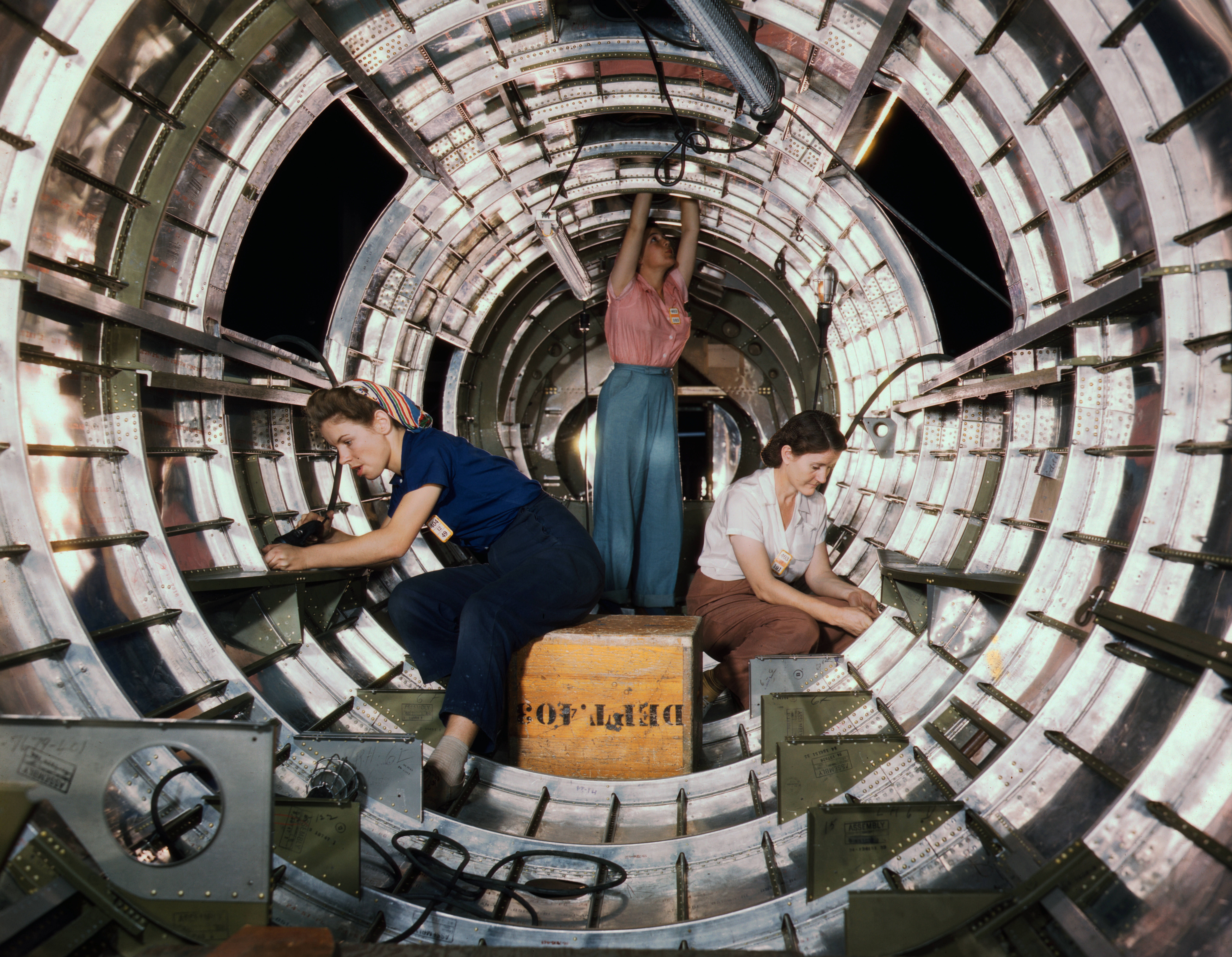
Robotnice pracujące w kadłubie B-17F

Ciężki samolot bombowy Boeing B-17 Flying Fortress był średniopłatem o konstrukcji metalowej. Kadłub o konstrukcji półskorupowej i przekroju kołowym, kryty alcladem przymocowanym techniką nitowania krytego i podzielony na pięć zasadniczych przedziałów. Skrzydła z klapami krokodylowymi, dwudźwigarowe o profilu zmiennym od NACA 0018 do NACA 0010 przy końcówce. Usterzenie klasyczne, wolnonośne, powierzchnie sterowe poruszane za pomocą układu zdwojonych cięgien linkowych, podwozie w układzie klasycznym (główne – jednogoleniowe) chowane w locie wraz z kółkiem ogonowym. Napęd stanowiły cztery silniki gwiazdowe chłodzone powietrzem, śmigła trójłopatowe samoprzestawialne o średnicy 3,53 metra.
Podział miejsc w kadłubie następujący: w przedniej części kadłuba stanowisko bombardiera (na samym przodzie) i nawigatora (po lewej), dalej kabina pilotów, wieżyczka górna z dwoma karabinami maszynowymi obsługiwana przez mechanika pokładowego, w środkowej części (między wręgami numer 4 i 5) komora bombowa zamykana otwieranymi na zewnątrz pokrywami i (bliżej ogona) zamknięte stanowisko radiooperatora. W osobnych stanowiskach kolejni strzelcy pokładowi: dolny w wieżyczce kulistej o średnicy 112 centymetrów (44") z dwoma karabinami maszynowymi, dwaj boczni (po jednym karabinie) i tylny w ciasnym przedziale pod statecznikiem pionowym z dwoma karabinami.

## Historia rozwoju konstrukcji

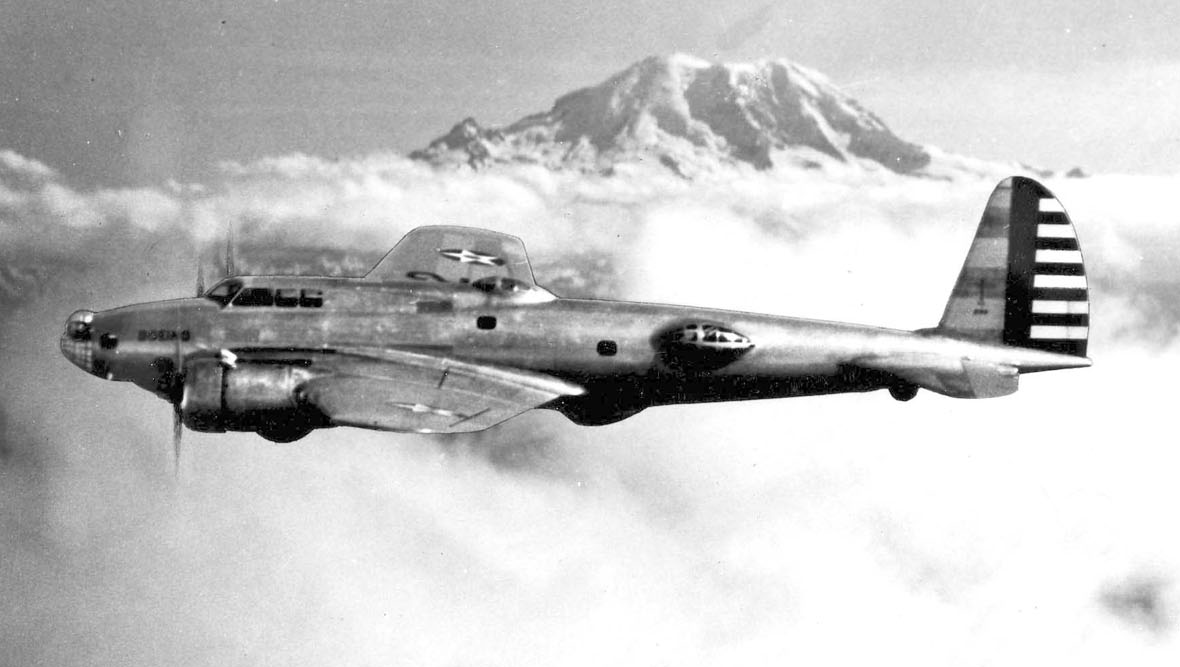
Boeing Model 299 w locie

### Od prototypu do wersji D
W sierpniu 1934 roku, w związku z opracowaniami teoretyków wojskowości (takich jak Giulio Douhet, Billy Mitchell czy Haywood S. Hansell) na temat przyszłej wojny i roli, którą miałoby odgrywać w niej lotnictwo – a zwłaszcza lotnictwo bombowe, mające dokonywać bombardowań precyzyjnych wymierzonych w kluczowe elementy infrastruktury i przemysłu – Korpus Powietrzny Wojsk Lądowych Stanów Zjednoczonych przekazał przedsiębiorstwu Boeing Airplane Company wytyczne odnośnie do opracowania bombowca ciężkiego nowej generacji, godzącego duży rozmiar z efektywnością aerodynamiczną. 16 sierpnia w biurze konstrukcyjnym Boeinga ruszyły prace (początkowo pod kierownictwem E.G. Emery’ego, a następnie Edwarda Curtisa Wellsa) nad maszyną o oznaczeniu Model 299 – bombowcem w układzie dolnopłata, napędzanym czterema silnikami gwiazdowymi Pratt & Whitney R-1690 Hornet, z podwoziem w układzie klasycznym, chowanym w locie, oraz ośmioosobową załogą i pięcioma karabinami maszynowymi do samoobrony. Nazwę Flying Fortress (pol. Latająca Forteca) ukuł dziennikarz Richard L. Williams, podpisując tak zdjęcie prototypu opublikowane w „The Seattle Times” w lipcu 1935 roku. Siły zbrojne początkowo nadały samolotowi oznaczenie B-299.

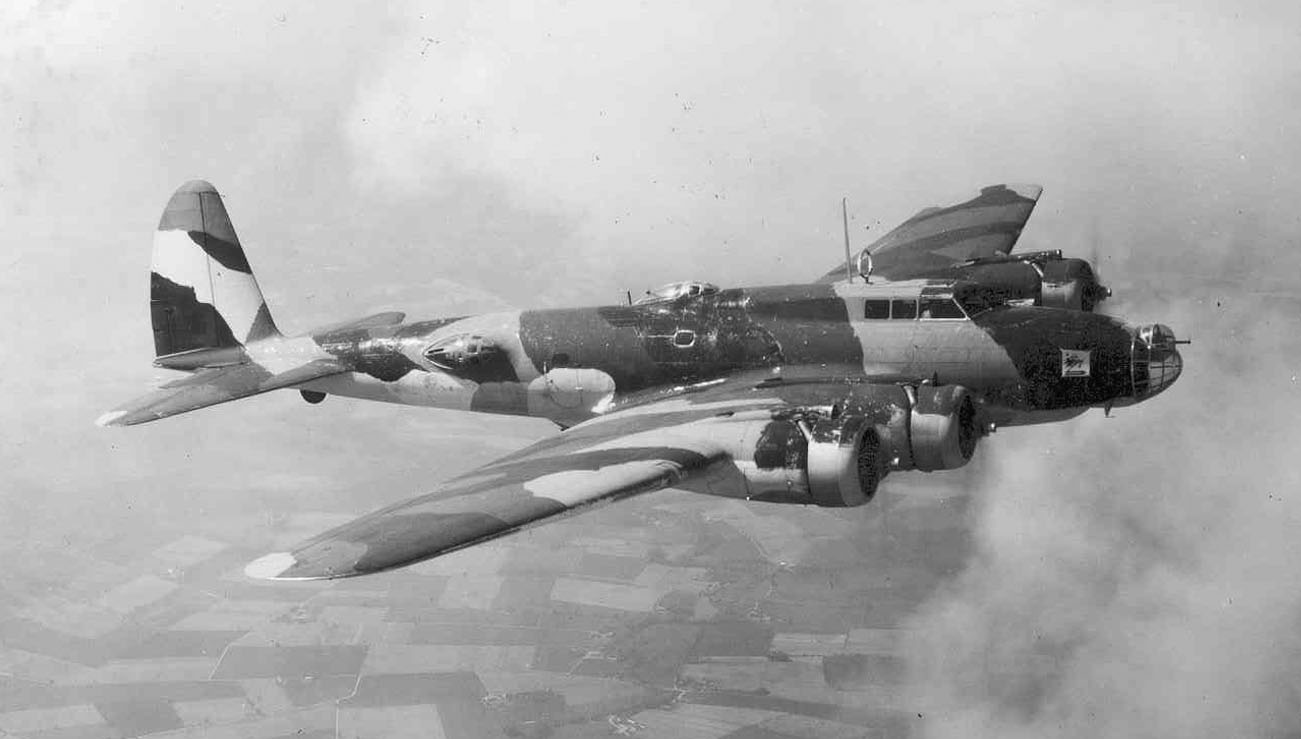
Y1B-17 w locie, widoczne kroplowe owiewki na kadłubie i odmienne niż w późniejszych modelach dziobowe stanowisko strzeleckie

Pierwszy lot prototypu – noszącego rejestrację cywilną X-13372 – odbył się 28 lipca 1935 roku z Lesliem Towerem za sterami. 20 sierpnia 1935 roku wykonano pierwszy lot długodystansowy: Tower i Louis Wait przelecieli z Seattle na Wright Field (prawie 3400 kilometrów) w trochę ponad dziewięć godzin bez międzylądowań. Podczas prób w locie udowodnił swoją wyższość nad konkurencyjnymi samolotami, ale 30 października 1935 roku doszło do wypadku maszyny (pilotowanej tym razem przez oficerów sił zbrojnych), w którym zginęły trzy osoby, między innymi Leslie Tower. Mimo że jako przyczynę zdarzenia wskazano błąd pilota (niezwolnienie blokady steru kierunku), mało brakowało, a przekreśliłoby ono szanse na dalszy rozwój maszyny; ostatecznie wojska lądowe zredukowały złożone już zamówienie na samoloty pierwszej wersji seryjnej YB-17 (później: Y1B-17) z sześćdziesięciu pięciu do trzynastu egzemplarzy. Samoloty te wyposażono w nowsze silniki Wright R-1820 Cyclone, a także wprowadzono szereg pomniejszych zmian, między innymi w konstrukcji podwozia i skrzydeł (instalacja odladzająca) i zmniejszono załogę do sześciu osób. Pierwszego Y1B-17 (numer 36-149) oblatano 2 grudnia 1936 roku, a dostawy zakończyły się 4 sierpnia 1937 roku. Dwanaście egzemplarzy dostarczono świeżo sformowanej 2. Grupie Bombowej na Langley Field, a jeden skierowano do kolejnych prób na Wright Field. Ponadto z myślą o statycznych testach wytrzymałościowych zamówiono jeden egzemplarz, który jednak został przeznaczony do prób silników z turbosprężarkami.

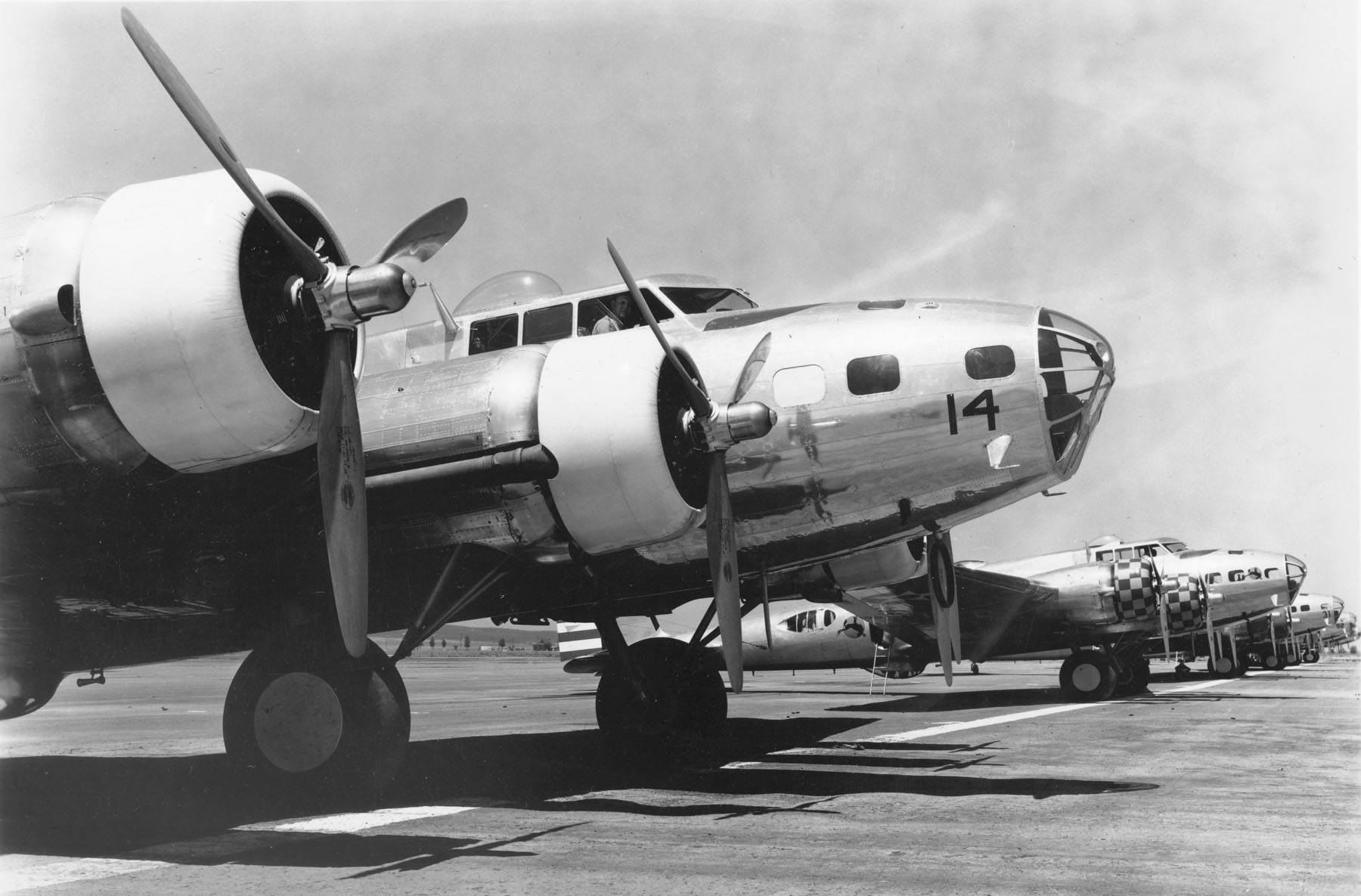
B-17B w Kalifornii

W składzie 2. Grupy samoloty intensywnie eksploatowano (między innymi pobito rekord czasu przelotu transkontynentalnego nad Stanami Zjednoczonymi, zarówno ze Wschodniego Wybrzeża na Zachodnie, jak i z powrotem, a także wieloetapowy lot do Buenos Aires i z powrotem w lutym 1938 roku). Jeszcze zanim dobiegły końca dostawy samolotów do tej jednostki, podpisano kontrakt na budowę pierwszej wersji seryjnej – B-17B – charakteryzującej się mocniejszymi silnikami i przebudowanym nosem; ostatecznie do marca 1940 roku Korpus Powietrzny Wojsk Lądowych otrzymał trzydzieści dziewięć B-17B. Przewidywano, że dzięki zastosowaniu celownika Nordena B-17 osiągnie niespotykaną dotąd celność bombardowań i pozwoli realizować kampanię precyzyjnych bombardowań strategicznych. Sam Carl Norden przekonywał, że dzięki jego wynalazkowi można będzie z wysokości sześciu tysięcy metrów zrzucić bombę wprost do beczki ogórków. B-17B oblatano 27 czerwca 1939 roku w Seattle. Pierwsze egzemplarze skierowano do 2. i 7. Grupy Bombowej. Również ta wersja ustanowiła kilka rekordów, między innymi bezpośredni przelot na trasie Burbank–Nowy Jork w 9 godzin i 14 minut.
B-17B trafiły także do baz poza Stanami Zjednoczonymi. Do stacjonującej w Río Hato w Panamie 74. Eskadry Uderzeniowej 6. Grupy Uderzeniowej przydzielono najpierw dwa samoloty tego typu, a potem – w grudniu 1941 roku – jeszcze osiem (wraz z pewną liczbą B-18 i A-24); ich zadaniem była obrona Kanału Panamskiego.

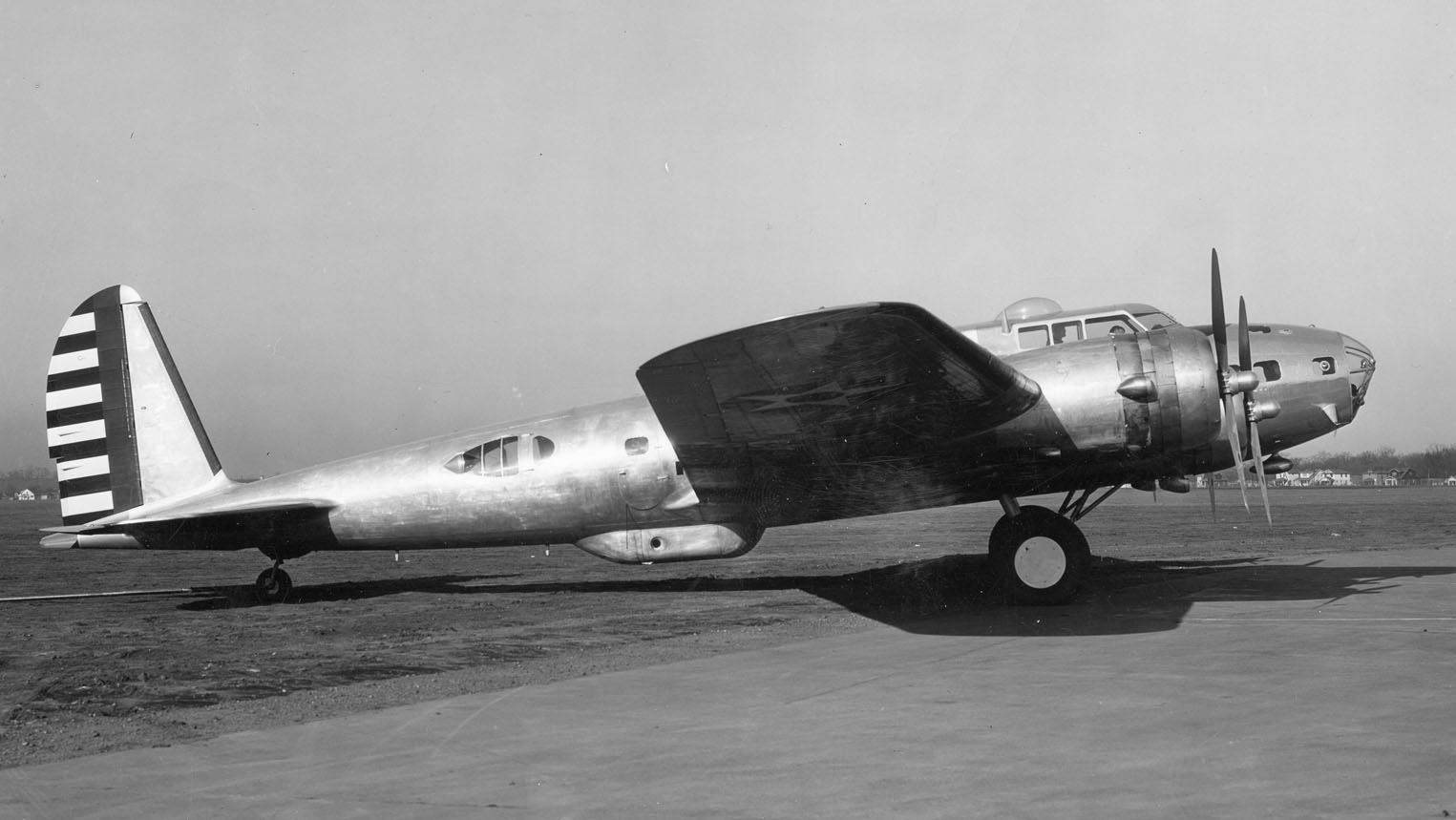
B-17D. Pod kadłubem widoczna „wanna” ze stanowiskiem strzeleckim

Jeszcze w 1939 roku wojska lądowe zamówiły Fortressy nowej wersji – B-17C, w której wprowadzono samouszczelniające się zbiorniki paliwa i nowe dolne stanowisko strzeleckie w kształcie wanny oraz usunięto kroplowe owiewki przy stanowiskach bocznych karabinów maszynowych. Pierwszy egzemplarz oblatano 21 lipca 1940 roku. Z pierwotnie zamówionych osiemdziesięciu sztuk powstało trzydzieści osiem, z czego osiemnaście trafiło na wyposażenie amerykańskich sił zbrojnych (na początku 1941 roku zmodernizowano je do standardu B-17D), a dwadzieścia na mocy Lend-Lease Act wyeksportowano w marcu 1941 roku do Wielkiej Brytanii, gdzie oznaczono je Fortress Mk. I. Ich udział w działaniach bojowych w Europie dowiódł, że uzbrojenie obronne Flying Fortressów i zabezpieczenie ich instalacji paliwowej jest za słabe.
Na bazie B-17C Boeing opracował również samolot pasażerski – Boeing 307 Stratoliner – mający zupełnie nowy, dużo większy kadłub z kabiną ciśnieniową, ale te same skrzydła, silniki i usterzenie. Samolot oblatano 31 grudnia 1938 roku.
17 kwietnia 1940 roku złożono zamówienie na czterdzieści dwie maszyny, które wprawdzie zakwalifikowano początkowo do wersji B-17C, lecz zakres wprowadzonych modyfikacji w zakresie instalacji elektrycznej i uzbrojenia (wprowadzono sześć karabinów maszynowych kalibru 12,7 mm) sprawił, że oznaczenie zmieniono na B-17D. Oblotu dokonano 3 lutego 1941 roku.

### Wersje od E do H

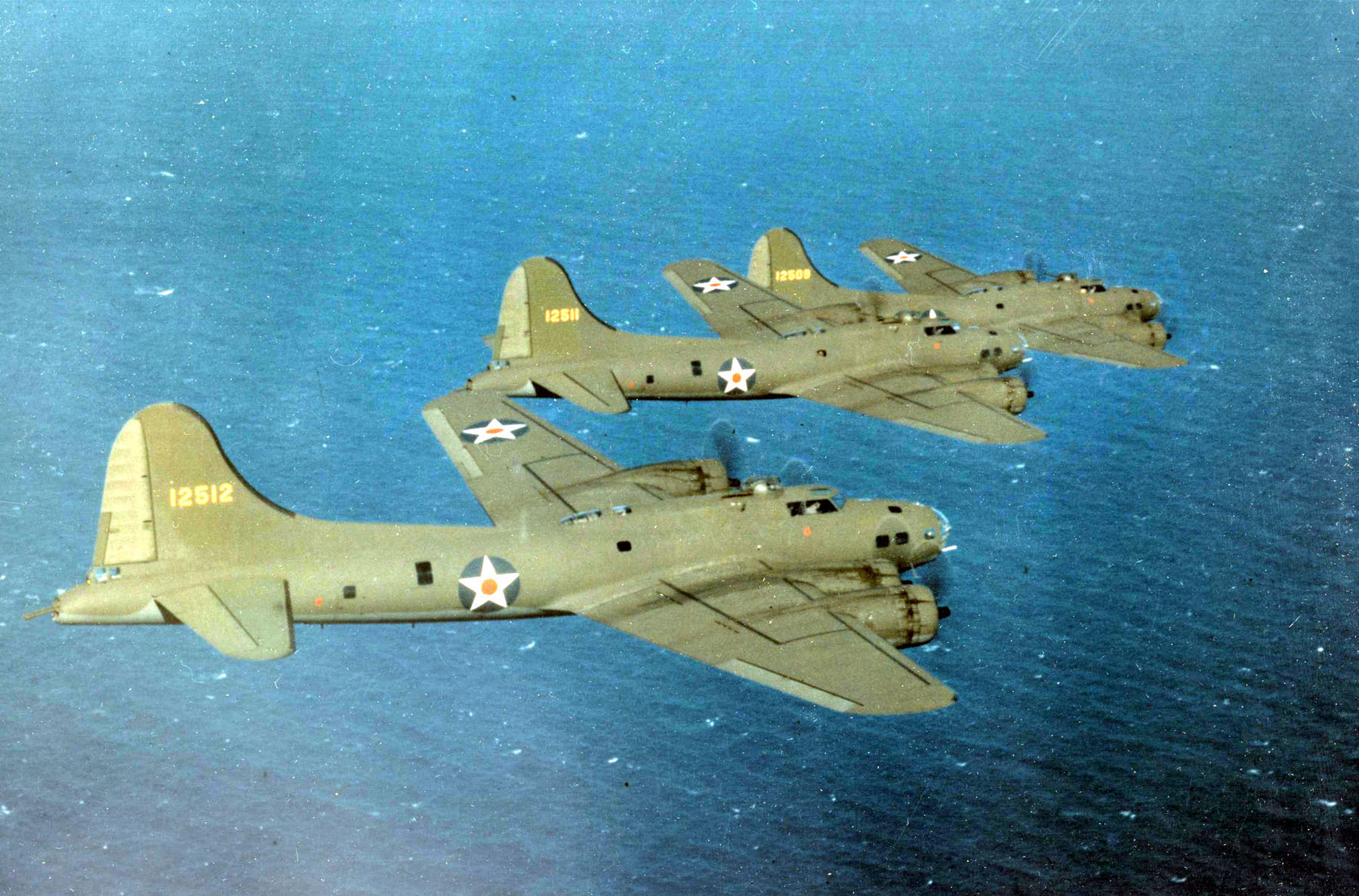
B-17E. W porównaniu z B-17D zauważalny jest inny kształt statecznika pionowego

Następna wersja – B-17E, oblatana 5 września 1941 roku – miała w założeniu eliminować niedostatki wcześniejszych wariantów i korzystać z pierwszych doświadczeń bojowych Flying Fortressów. W związku z niemożnością skutecznej obrony tylnej półsfery ze stanowisk strzeleckich istniejących w wersjach wcześniejszych zdecydowano się na przebudowę i wydużenie ogona i umieszczenie w nim dodatkowego strzelca, mającego do dyspozycji dwa karabiny maszynowe kalibru 12,7 mm. W tej wersji pojawiła się również górna wieżyczka strzelecka i zdalnie sterowana wieżyczka podkadłubowa (po dwa karabiny kalibru 12,7 mm w każdej), a do tego w dziobie umieszczono sześć gniazd, przygotowanych dla pojedynczego (i przenoszonego ręcznie) karabinu maszynowego kalibru 7,62 mm. Inne zmiany w konstrukcji płatowca objęły między innymi przebudowę statecznika pionowego i zwiększenie rozpiętości stateczników poziomych o 2,82 metra; ogół zmian spowodował wzrost masy o około 7000 kilogramów. Załogę stanowiło dziesięć osób.
Zdalnie sterowana wieżyczka podkadłubowa okazała się jednak niewystarczająco skuteczna ze względu na małą celność prowadzonego z niej ognia, toteż począwszy od 113. egzemplarza instalowano wieżyczkę kulistą Sperry z dwoma karabinami maszynowymi kalibru 12,7 mm i zapasem amunicji aż 571 szt. na lewy karabin, oraz 475 szt. na prawy (inne źródło amerykańskie podaje ilość 500 szt. na każdy). Miała ona średnicę 112 centymetrów (44"), strzelec wsuwał się do niej, kiedy samolot był w powietrzu, i przyjmował pozycję embrionalną pomiędzy dwoma karabinami umieszczonymi z boków wieżyczki. W warunkach bojowych strzelcy dolni musieli spędzać w wieżyczkach wiele godzin bez ustanku, przez co byli zmuszeni oddawać mocz do ubrania, co z kolei skutkowało odmrożeniami pleców, pośladków i ud. Ze względów bezpieczeństwa przebywanie w wieżyczce podkadłubowej podczas startu było ściśle zakazane. Wieżyczka podkadłubowa miała sterowanie elektryczne, strzelec obracał ją za pomocą pedałów.

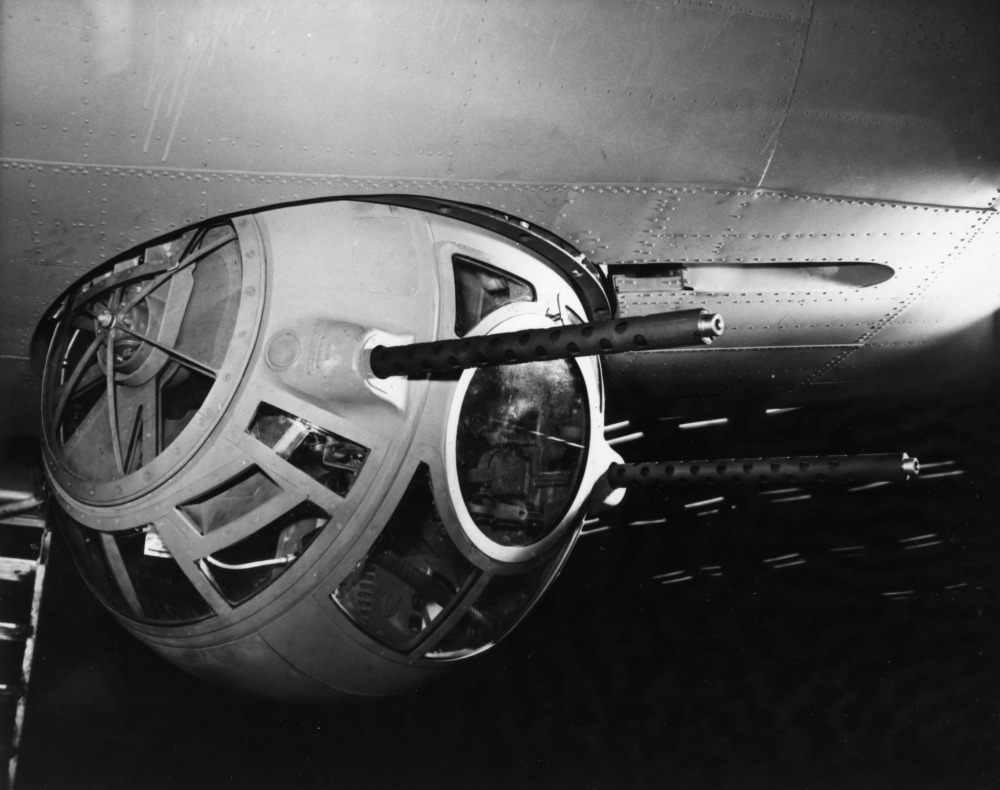
Kulista wieżyczka podkadłubowa z dwoma karabinami maszynowymi

Pierwsze B-17E dostarczono w listopadzie 1941 roku do 7. Grupy Bombowej. Do maja 1942 roku zbudowano 512 Flying Fortressów w wariancie E. W połowie 1942 roku do Wielkiej Brytanii dostarczono czterdzieści pięć B-17E (oznaczenie lokalne Fortress Mk. II); część B-17E przeznaczonych dla RAF-u trafiła jednak do służby w amerykańskich siłach zbrojnych. Poszukując sposobów zwiększenia skuteczności B-17 w atakowaniu okrętów podwodnych, Brytyjczycy wyposażyli jedną maszynę w działo Vickers S kalibru 40 milimetrów. W grudniu 1943 roku trzy B-17E trafiły do służby w kanadyjskich wojskach lotniczych jako maszyny transportowe, II wojnę światową przetrwały dwa egzemplarze.
Kilka B-17E i B-17F przebudowano na samoloty transportowe; była wśród nich maszyna o nazwie własnej „Bataan” stanowiąca osobisty samolot dyspozycyjny generała Douglasa MacArthura.
Krótko przed II wojną światową zapotrzebowanie na B-17 wzrosło ponad poziom, przy którym Boeing byłby w stanie samodzielnie realizować zamówienia, w związku z czym USAAF doprowadził do powstania kartelu, w którego skład poza Boeingiem weszły Vega Aircraft Corporation (spółka córka Lockheeda) i Douglas Aircraft Company. Pierwszą wersją produkowaną wspólnie przez trzy przedsiębiorstwa była B-17F, wyposażona w jeszcze mocniejsze silniki Wright R-1820-97 i oblatana 30 maja 1942 roku. Wprowadzono w niej szereg ulepszeń (łącznie ponad 400) na podstawie doświadczeń bojowych, jednak głównie w wyposażeniu wewnętrznym (dotyczyły między innymi instalacji tlenowej czy autopilota), tak że z zewnątrz samolot zasadniczo nie różnił się od wersji E. Wyraźna zmiana w części nosowej pojawiła się dopiero w ostatnich osiemdziesięciu sześciu egzemplarzach B-17F – była to przednia wieżyczka zwana podbródkową, mająca poprawić obronę przedniej półsfery, gdzie bombowiec był najbardziej narażony na ataki myśliwców nieprzyjaciela.
Na bazie B-17F stworzono w listopadzie 1942 roku ciężki samolot eskortowy YB-40, nieprzenoszący bomb, za to uzbrojony w więcej karabinów maszynowych (w tym dwa w wieżyczce podbródkowej) i z większym zapasem amunicji. Ponadto w zakładach Vega na bazie B-17E opracowano samolot oznaczony XB-38 napędzany silnikami rzędowymi Allison V-1710. Oblatano go 19 maja 1943 roku. Z nową jednostką napędową samolot wykazywał niewielki wzrost osiągów; niespełna trzy miesiące później – po wypadku, w którym samolot uległ zniszczeniu – program anulowano.

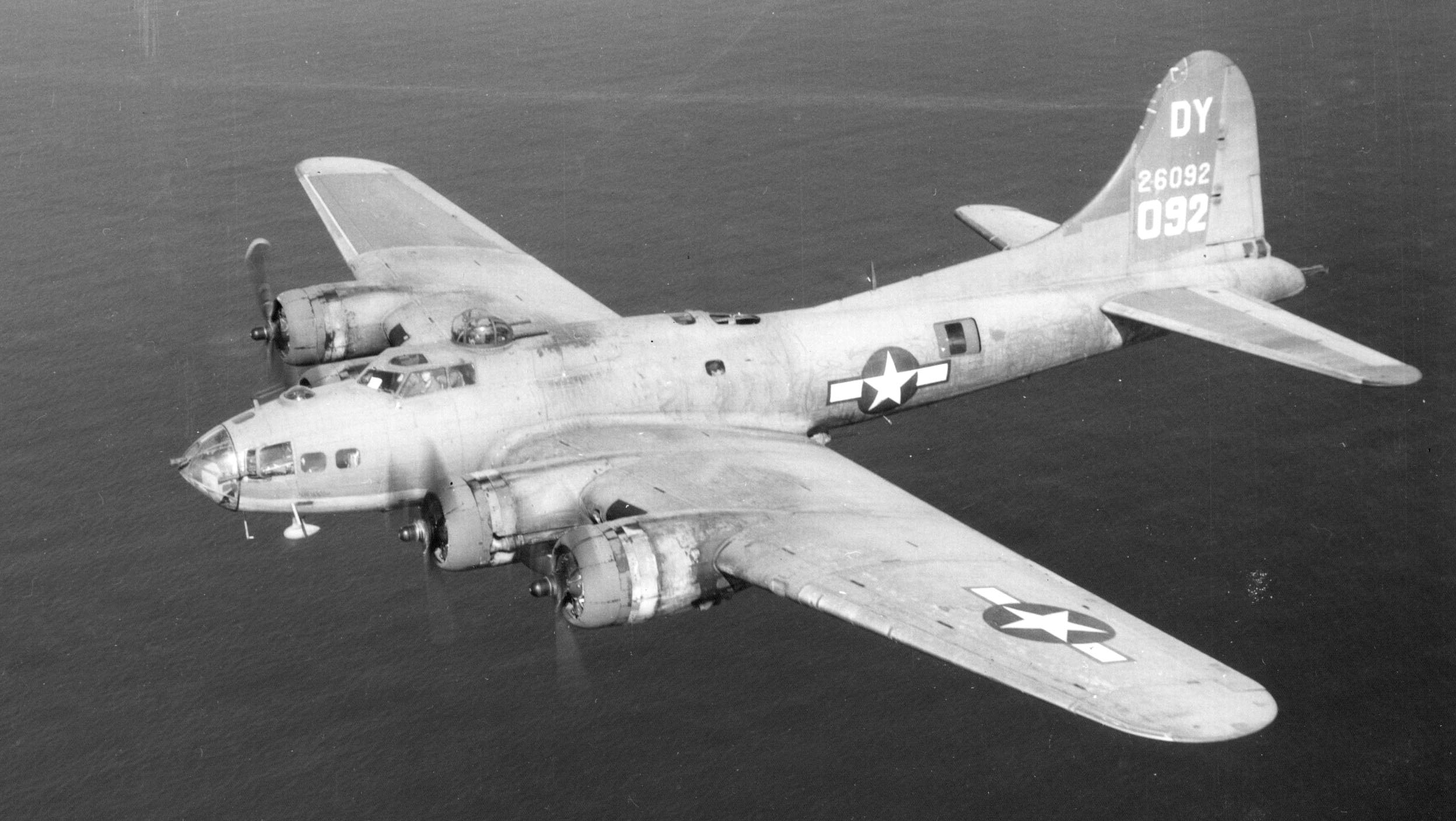
B-17F

Dziewiętnaście B-17F trafiło do Wielkiej Brytanii (te również otrzymały oznaczenie Fortress Mk. II), a trzy – do Kanady. Pewną liczbę amerykańskich B-17F (a także B-17G) przebudowano na samoloty rozpoznawcze, wyposażone w aparaty o ogniskowej od sześciu do czterdziestu cali, i oznaczono F-9/F-9A/F-9B.
W lipcu 1943 roku ruszyła produkcja seryjna wersji B-17G, oblatanej 21 maja. Pierwsze egzemplarze dostarczono siłom zbrojnym 4 września. W tym wariancie wieżyczka podbródkowa od początku stanowiła standard, a ponadto zmieniono położenie bocznych stanowisk strzeleckich, tak aby strzelcy nie zderzali się plecami; w późniejszych odmianach B-17G wprowadzono też jako standard nowe stanowisko strzeleckie w ogonie, zapewniające strzelcowi lepszą widoczność, więcej miejsca i większy zakres ruchu karabinów. B-17G stał się najbardziej masowo produkowaną wersją Flying Fortressa (8680 egzemplarzy). Część B-17G otrzymała radar H2X umieszczony za wieżyczką podbródkową, który wykorzystywano do lokalizowania celów skrytych pod chmurami. Udział w rozwoju konstrukcji miał także wynalazca polski Jerzy Rudlicki. W 1943 roku udoskonalił on wyrzutnik bomb Świąteckiego, oparty na systemie inżyniera Władysława Świąteckiego, modyfikując go do bombardowań powierzchniowych z dużej wysokości; wyrzutnik zastosowano w B-17.

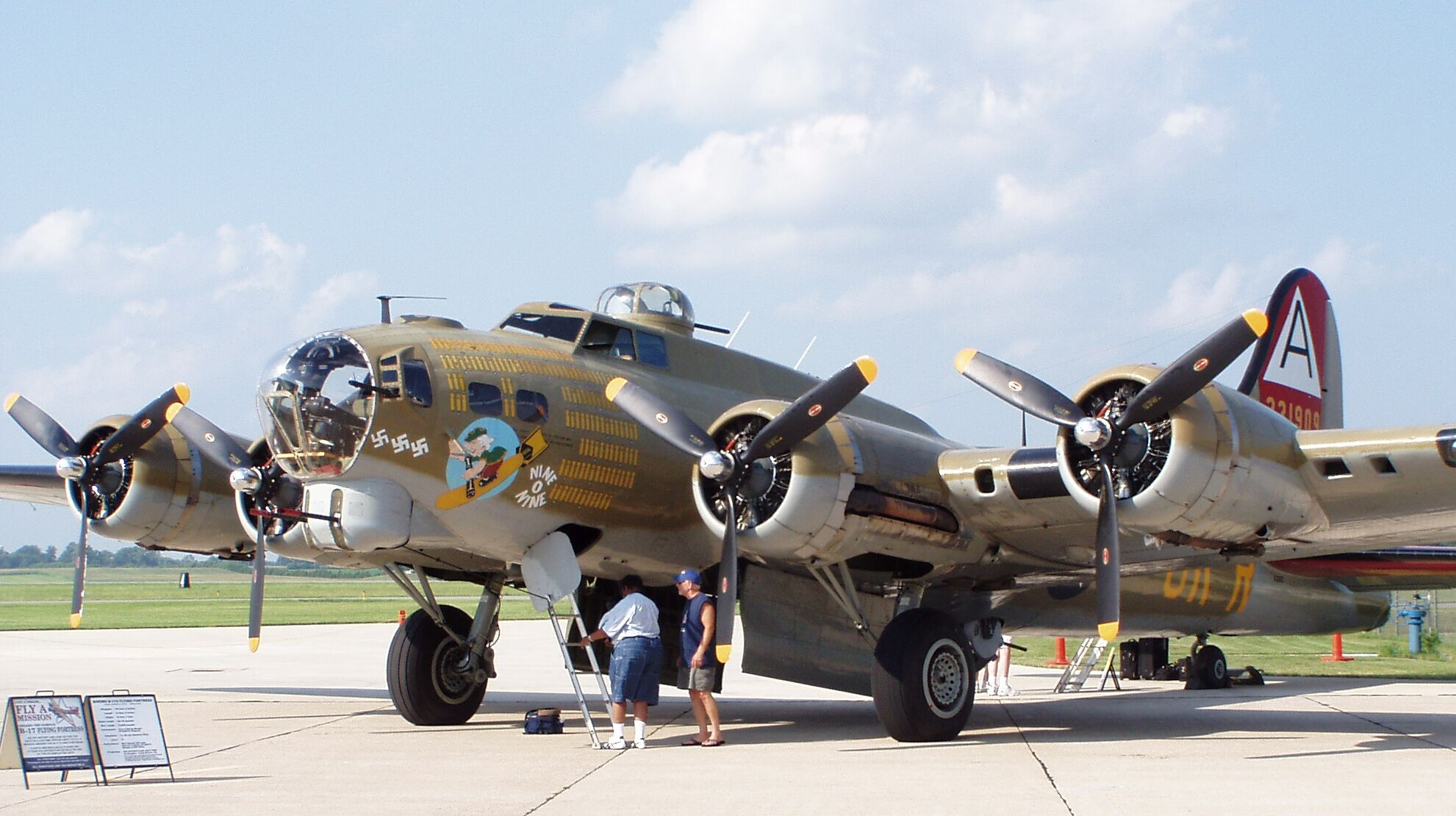
Zabytkowy B-17G

Również B-17G przebudowywano na samoloty transportowe, oznaczone CB-17G, mogące zabrać na pokład (w bardzo niekomfortowych warunkach) sześćdziesięciu czterech żołnierzy. Z dalszej produkcji tej wersji zrezygnowano w związku z odpowiednio dużymi dostawami transportowca C-47. Istniejące CB-17G zmodyfikowano do pełnienia funkcji luksusowo wyposażonych samolotów dyspozycyjnych dla oficerów wysokiego szczebla (VB-17G). Powstała także wersja treningowa B-17G, oznaczona TB-17G. Zbudowano ponad 180 egzemplarzy tego wariantu, przebudowując bombowce B-17G różnych odmian.
Po II wojnie światowej B-17G służyły w siłach powietrznych kolejnych państw. Trafiły między innymi do Brazylii, Portugalii czy Izraela.
Ostatnią wersją w ciągu oznaczeń literowych była B-17H – wersja ratownictwa morskiego, przenosząca pod kadłubem wykonany z laminowanego mahoniu dziewięciometrowy kuter ratowniczy A-1, mogący standardowo pomieścić dwanaście osób i zawierający zapas żywności i wody na dwadzieścia dni . Według różnych autorów zbudowano albo 130 B-17H, albo 147 (130 dla sił powietrznych i siedemnaście dla straży wybrzeża), albo aż 180 . Część z nich przystosowano do obserwacji i pomiarów testów pocisków rakietowych, a co najmniej pięć – na maszyny szkolne dla załóg ratowniczych (oznaczenie TB-17H). Wersja G była jednak ostatnią wypuszczaną z fabryk, nie zaś przebudowywaną.

## Użycie w czasie II wojny światowej

### RAF

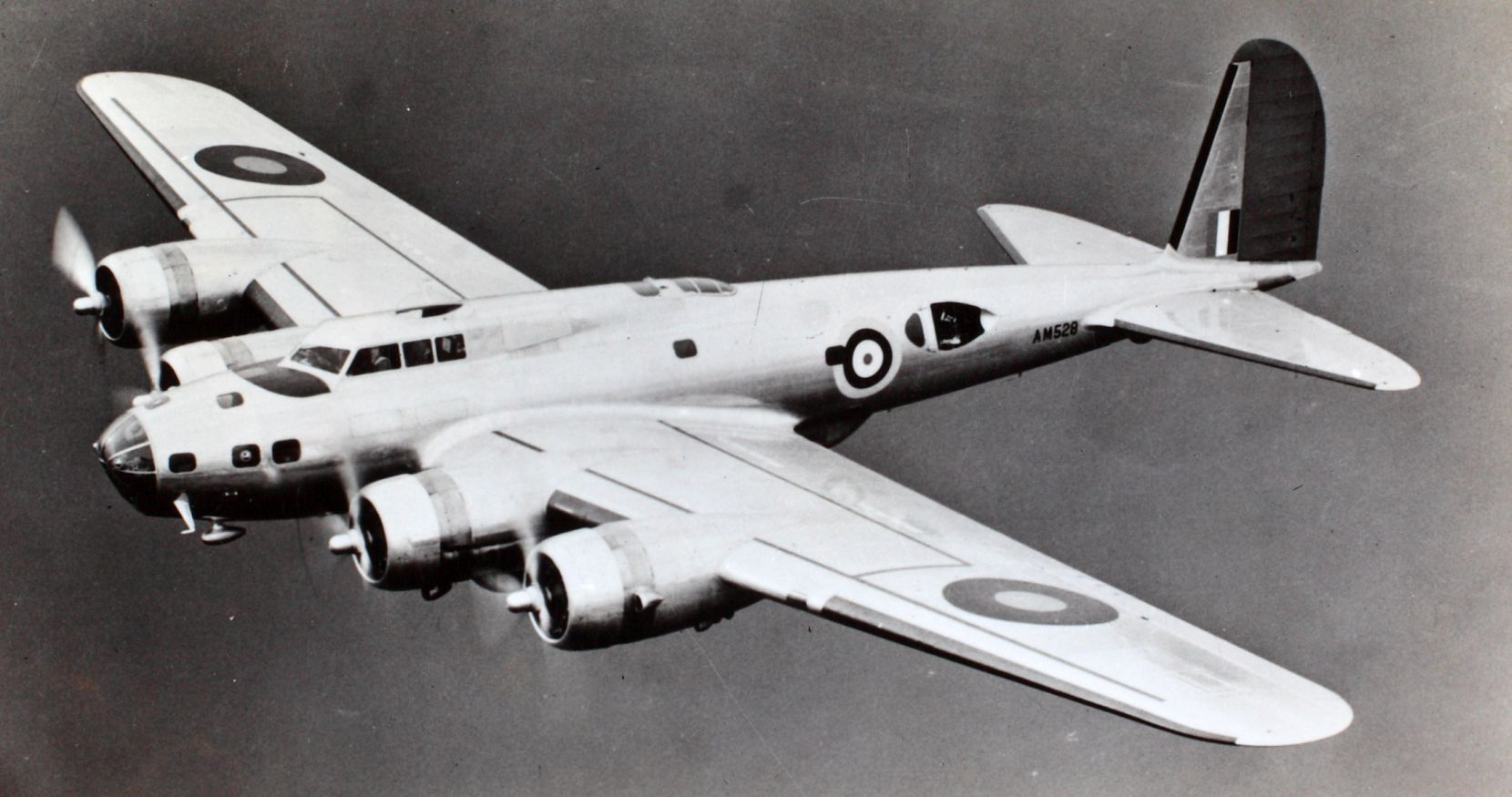
Brytyjski Fortress Mk I (B-17C)

W brytyjskich wojskach lotniczych B-17 nigdy nie odgrywały wiodącej roli, a ich liczebność zawsze była niewielka, lecz to właśnie brytyjskie Fortressy jako pierwsze wzięły udział w działaniach bojowych: 8 lipca 1941 roku trzy maszyny 90. Eskadry wystartowały z RAF Polebrook do lotu na bombardowanie bazy marynarki wojennej w Wilhelmshaven. Nalot przebiegł bez strat własnych po stronie Brytyjczyków, ale też nie wyrządził istotnych szkód w niemieckiej bazie (RAF-owskie Fortressy nie były wyposażone w tajne celowniki Nordena, a przy tym bombardowały ze zbyt dużej wysokości).
W kolejnych lotach odbywających się w ciągu kilku następnych miesięcy (między innymi nad Francję i Norwegię) RAF stracił osiem Fortressów, a w październiku 1941 roku część ocalałych maszyn przekazano 206. i 220. Eskadrze RAF Coastal Command. Cztery bombowce przebazowano do Afryki Północnej, gdzie atakowały Tobruk i Bengazi. Do Coastal Command trafiły również Fortressy Mk. II – także do 206. i 220. Eskadry. Spośród dziewiętnastu B-17F, które trafiły do Wielkiej Brytanii, część wypełniała zadania ZOP w składzie Coastal Command (59., 86., 206. i 220. Eskadra; następnie były samolotami rozpoznania pogodowego w 251., 517., 519. i 521. Eskadrze), inne zaś trafiły do 214. i 223. Eskadry RAF Bomber Command, gdzie otrzymały wyposażenie WRE.
Do RAF-u trafiło również osiemdziesiąt pięć B-17G (oznaczenie lokalne Fortress Mk. III), które podzielono między Coastal Command i Bomber Command. Maszyny lotnictwa morskiego uzbrajano w bomby głębinowe i wykorzystywano do zwalczania okrętów podwodnych, tymczasem dwie eskadry Bomber Command używały Fortressów do zrzutu spadochroniarzy i zaopatrzenia dla ruchu oporu oraz prowadzenia walki radioelektronicznej.
27 października 1942 roku Fortress z 206. Eskadry zatopił niemiecki okręt podwodny U-627 na południe od Islandii. Kolejnymi U-Bootami zatopionymi przez Fortressy były U-265 (3 lutego 1943 roku, maszyna z 220. Eskadry), U-624 (7 lutego 1943 roku, 220. Eskadra), U-384 (19 marca 1943 roku, 206. Eskadra), U-469 (25 marca 1943 roku, 206. Eskadra), U-169 (27 marca 1943 roku, 206. Eskadra), U-710 (24 kwietnia 1943 roku, 206. Eskadra), U-417 (11 czerwca 1943 roku, 206. Eskadra), U-707 (9 listopada 1943 roku, 220. Eskadra), U-575 (13 marca 1944 roku, Fortressy z 206. i 220. Eskadry wraz z okrętami i samolotami amerykańskimi, brytyjskimi i kanadyjskimi) i U-871 (26 września 1944 roku, 220. Eskadra).

### USAAF w Europie

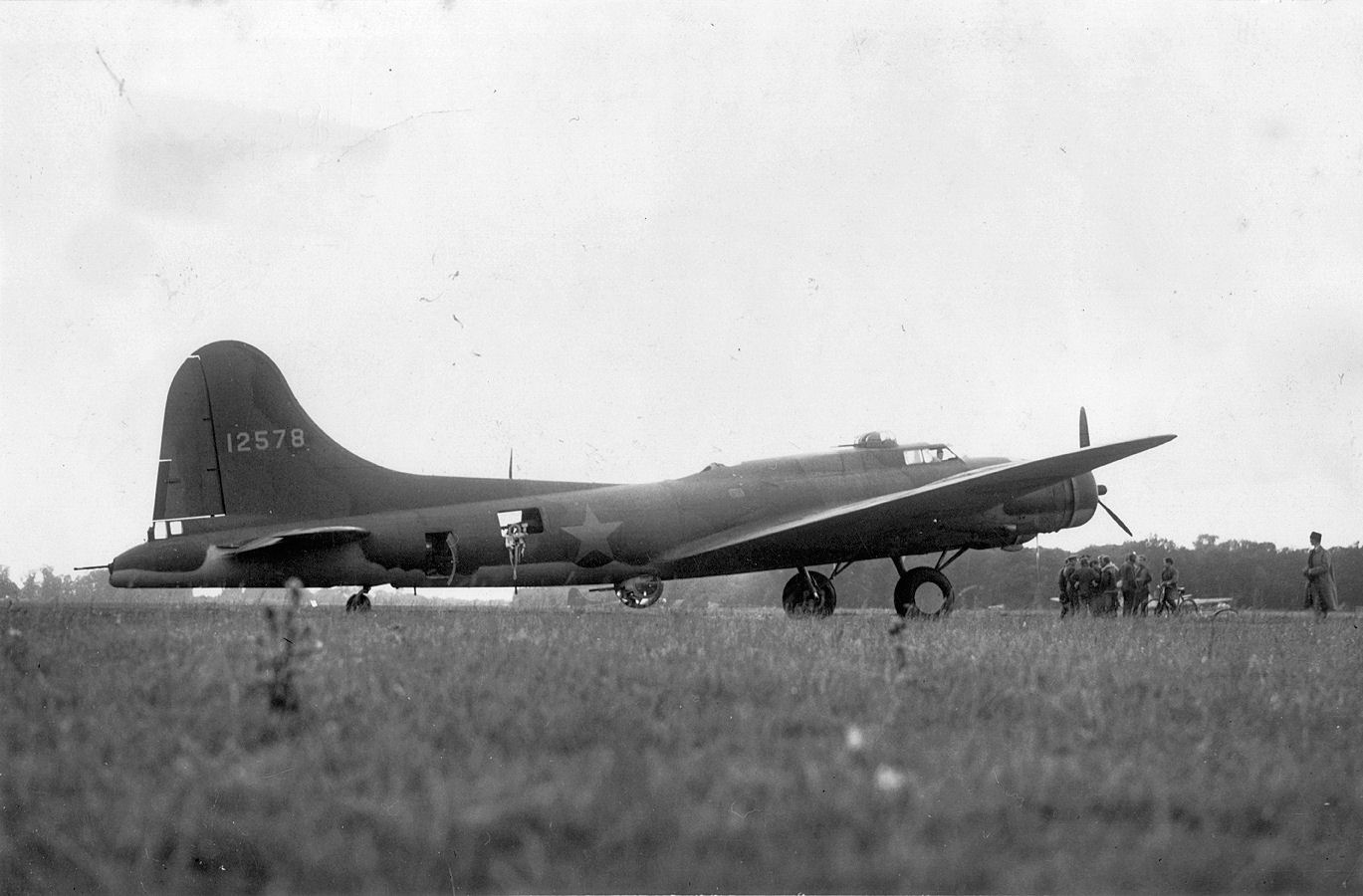
B-17E „Butcher Shop” wchodzący w skład 97. Grupy Bombowej

#### Anglia 1942–1943
2 stycznia 1942 roku generał Henry H. Arnold, dowódca Sił Powietrznych Wojsk Lądowych, powołał do życia 8. Armię Powietrzną z Carlem Spaatzem na czele, a niedługo później dowódcą jej sił bombowych mianowano Irę Eakera. 4 lutego 1942 roku Eaker z sześcioma oficerami wyruszył do Anglii, aby przygotować się do przyjęcia B-17 w Europie (stworzyć ośrodek dowodzenia, przygotować infrastrukturę we współpracy z RAF-em). Dzień wcześniej formalnie utworzono trzy grupy 8. Armii mające latać na B-17E: 97., 301. i 303. Grupę Bombową; ich bombowce miały jednak trafić do Anglii dopiero w połowie czerwca. Ostatecznie pierwsza piętnastka B-17E ruszyła w drogę przez Ocean Atlantycki 26 czerwca, ale zła pogoda na drugim odcinku przelotu zmusiła pilotów do zawrócenia lub lądowania na innych lotniskach, niż planowano. Wskutek tego pierwszy B-17 należący do 8. Dowództwa Lotnictwa Bombowego (maszyna o nazwie własnej „Jarring Jenny”) wylądował w Wielkiej Brytanii dopiero 1 lipca 1942 roku.
17 sierpnia 1942 roku lotnictwo wojsk lądowych Stanów Zjednoczonych po raz pierwszy wysłało Flying Fortressy do lotu na bombardowanie celów na kontynencie europejskim – dwanaście bombowców 97. Grupy Bombowej, prowadzonych przez samolot o nazwie własnej „Butcher Shop” z Paulem Tibbetsem i Frankiem Armstrongiem za sterami (obaj dosłużyli się później stopni generalskich), udało się z RAF Grafton Underwood nad Francję, aby zaatakować stację rozrządową opodal Rouen. Eskortę zapewniały myśliwce Supermarine Spitfire. Bomby (w sumie pięćdziesiąt cztery sztuki o różnych wagomiarach), zrzucone z wysokości 7000 metrów, w większości spadły w obrębie celu. Lot zakończył się minimalnymi stratami: jeden B-17 uszkodzony przez obronę przeciwlotniczą i dwóch lotników rannych wskutek uderzenia gołębia w pleksiglasowy nos bombowca. Sierżantowi Kentowi Westowi, strzelcowi dolnemu bombowca o nazwie własnej „Birmingham Blitzkrieg”, zaliczono zestrzelenie (później przeklasyfikowane na uszkodzenie) niemieckiego myśliwca.

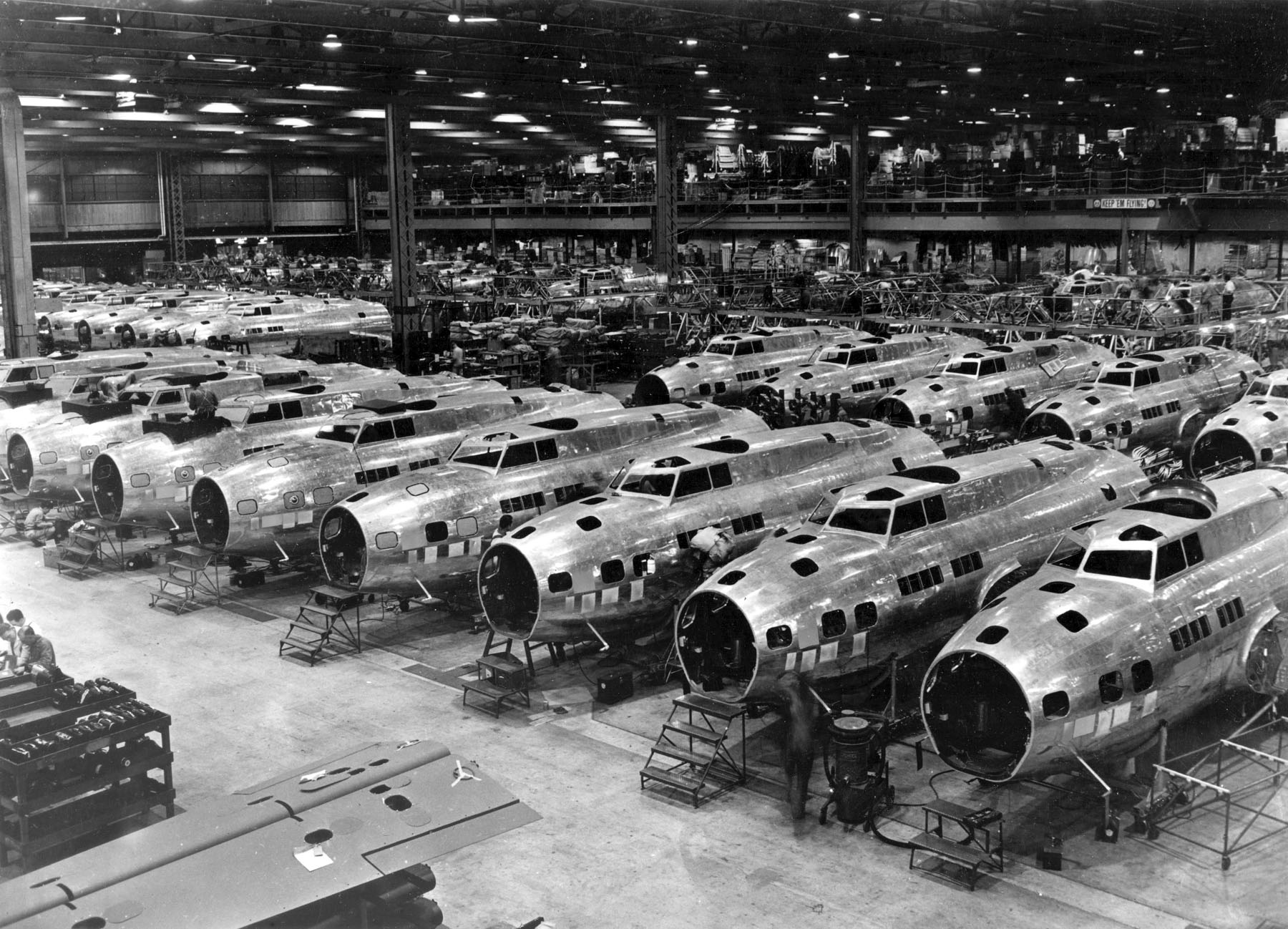
Przednie części kadłubów B-17E w hali produkcyjnej Boeinga w Seattle

19 sierpnia 97. Grupa wysłała dwadzieścia cztery B-17E w lot bojowy mający wesprzeć siły alianckie wykonujące rajd na Dieppe. Nad cel – bazę Jagdgeschwader 26 w Abbeville – dotarły dwadzieścia dwie maszyny, którym udało się zniszczyć hangar i uszkodzić pas startowy, ale Niemcy stracili tylko dwa uszkodzone Fw 190, a lotnisko jako takie wciąż było w stanie funkcjonować.
Dla Amerykanów letnie i jesienne miesiące 1942 roku były okresem nauki w zakresie prowadzenia wojny bombowej. Doskonalono zarówno celność i metody bombardowania, jak i precyzję ognia obronnego. W kolejnych nalotach występowały nieprzewidziane problemy, na przykład: 21 sierpnia (nalot na stocznię w Rotterdamie) bombowce zbyt wolno zebrały się w formację, wskutek czego Spitfire’y nie miały dość paliwa, żeby eskortować je przez całą drogę, co pozwoliło niemieckim myśliwcom atakować nieeskortowane B-17; 24 sierpnia nalot na stocznię w Le Trait nie wyrządził jej praktycznie żadnych szkód; 5 września trzydzieści jeden B-17 z 97. i 301. Grupy Bombowej (ta pierwsza miała już na stanie B-17F, a dla drugiej był to pierwszy lot bojowy) zaatakowało stacje rozrządowe w Rouen, a w obrębie celu spadło tylko dwadzieścia procent bomb, zaś część spadła na miasto, w tym jedna na miejski szpital; 9 października spośród ponad sto bombowców (zarówno B-17, jak i B-24 Liberatorów) atakujących zakłady kolejowe Fives-Lille zaledwie sześćdziesiąt dziewięć zrzuciło bomby w obrębie celu (wielu bombardierów nie zdołało nawet ujrzeć go w celownikach), a do tego nieskuteczna okazał się taktyka stosowana przez eskortę; 17 listopada przez grubą pokrywę chmur w ogóle nie udało się odnaleźć celu – schronów U-Bootów w Saint-Nazaire. Jednym z nielicznych udanych nalotów było uderzenie na bazę myśliwską Wevelgem 29 sierpnia – dwanaście B-17E wyrządziło poważne szkody na lotnisku, nie ponosząc strat.

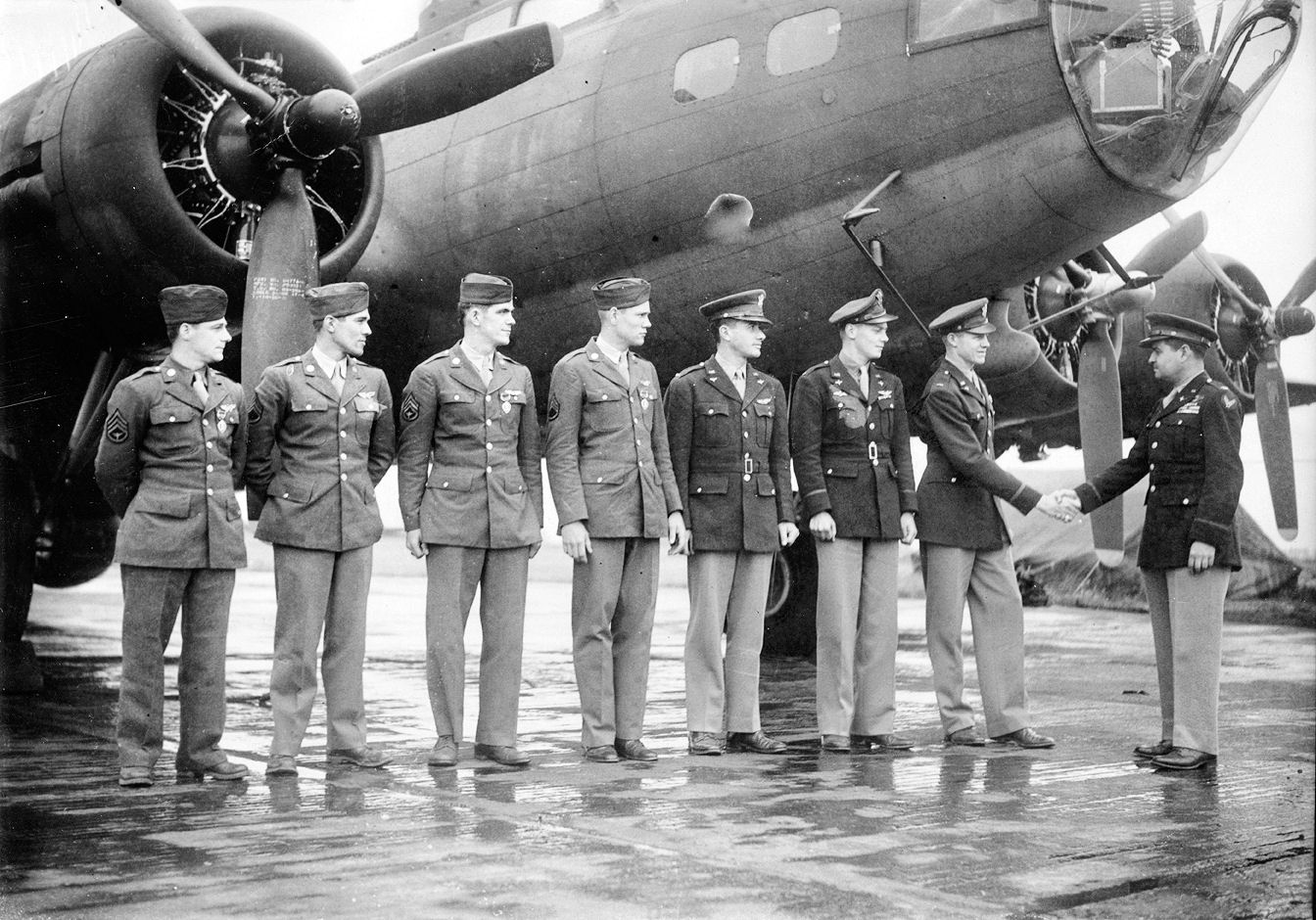
Curtis LeMay z jedną z załóg 306. Grupy Bombowej

Pierwsze dwie maszyny 8. Armia Powietrzna straciła 6 września 1942 roku. Straty wzrosły w drugiej połowie listopada 1942 roku, kiedy Niemcy – szczególnie as myśliwski Egon Mayer – zaczęli opracowywać nową taktykę atakowania B-17: dwójkami lub czwórkami od przodu, gdzie Flying Fortressy były najsłabiej chronione. 20 grudnia wyprawa wysłana nad Romilly-sur-Seine (pierwsza penetracja nieprzyjacielskiej przestrzeni powietrznej na głębokość stu mil) straciła sześć B-17, a do tego trzydzieści jeden zostało uszkodzonych.
W tym okresie Curtis LeMay opracował nową taktykę: zrzut bomb na sygnał z samolotu prowadzącego formację. Miała ona tę zaletę, że nie zmuszała samolotów do ryzykownych manewrów w ciasnej formacji, ale zarazem sprawiała, że samoloty zamykające formację zrzucały bomby w tym samym momencie co maszyna prowadząca, a więc daleko przed celem. Pomimo to pierwszy nalot, w którym udało się zastosować tę taktykę – 3 stycznia 1943 roku na Saint-Nazaire – okazał się najprecyzyjniejszy ze wszystkich dotychczasowych. Sukces okupiono jednak wysokimi stratami: siedem samolotów zestrzelonych, pewna liczba rozbitych w Anglii podczas lądowania awaryjnego, ponad siedemdziesięciu lotników zabitych lub zaginionych, czterdzieści siedem bombowców uszkodzonych.
8. Armia Powietrzna po wielu atakach na Francję rozpoczęła dzienne naloty na terytorium Niemiec w styczniu 1943 roku. Pierwsza penetracja niemieckiej przestrzeni powietrznej nastąpiła 27 stycznia 1943 roku podczas nalotu na stocznię w Wilhelmshaven (pierwotnie celem miało być Vegesack); formację prowadziła 306. Grupa Bombowa z Frankiem Armstrongiem na czele. Amerykanie stracili jednego B-17, a strącili prawdopodobnie aż siedem myśliwców niemieckich. W kolejnych tygodniach na przeszkodzie dalszym nalotom stanęła jednak zła pogoda: samoloty albo nie mogły startować, albo nie były w stanie dotrzeć nad wyznaczone cele.

Combat box złożony z dwunastu samolotów; formacja taka miała zapewniać bombowcom wzajemne wsparcie i osłanianie się ogniem karabinów maszynowych

18 marca Eaker zorganizował największą do tej pory wyprawę bombową nad Niemcy: siedemdziesiąt trzy Flying Fortressy i dwadzieścia cztery Liberatory miały zbombardować Vegesack, uratowane przez pogodę 27 stycznia. W tym nalocie bombardier 359. Eskadry Jack W. Mathis, pomimo śmiertelnych ran zadanych przez pocisk artylerii przeciwlotniczej, zdołał w ostatnich chwilach życia zwolnić bomby (i dać sygnał do zwolnienia całej eskadrze) – odznaczono go za to Medalem Honoru, pierwszym dla lotnika 8. Armii Powietrznej. Nalot uznano za udany.
Kolejny rekord liczebności pobito 17 kwietnia 1943 roku: w nalocie na Bremę wzięło udział 115 Flying Fortressów (z czego nad Niemcy dotarło 107) należących do czterech grup bombowych (91., 303., 305., 306.), formujących dwa skrzydła, z których każde składało się z trzech combat boxów po 18–21 bombowców. Amerykanie ponieśli dotkliwe straty: 401. Eskadra 91. Grupy utraciła pięć B-17 zestrzelonych przez obronę przeciwlotniczą i jednego strąconego przez Fw 190, a w sumie straty poniesione w dwugodzinnej bitwie nad Bremą zamknęły się liczbą szesnastu B-17 za cenę dziesięciu myśliwców niemieckich.
1 maja 1943 roku Flying Fortressy 8. Armii Powietrznej wróciły nad Saint-Nazaire. Wskutek błędu w nawigacji część maszyn wleciała nad Brest i dostała się pod ostrzał artylerii przeciwlotniczej, a wkrótce potem zaatakowały niemieckie myśliwce. Jeden z B-17F 423. Eskadry został uratowany przez strzelca dolnego Maynarda Harrisona Smitha, dla którego był to pierwszy lot bojowy. Smith walczył z pożarem, który ogarnął maszynę, najpierw gaśnicami, a następnie oddając mocz na płomienie, a także opatrzył ciężko rannego strzelca tylnego i ostrzelał zbliżające się niemieckie myśliwce. Smith stał się pierwszym podoficerem 8. Armii Powietrznej odznaczonym Medalem Honoru.

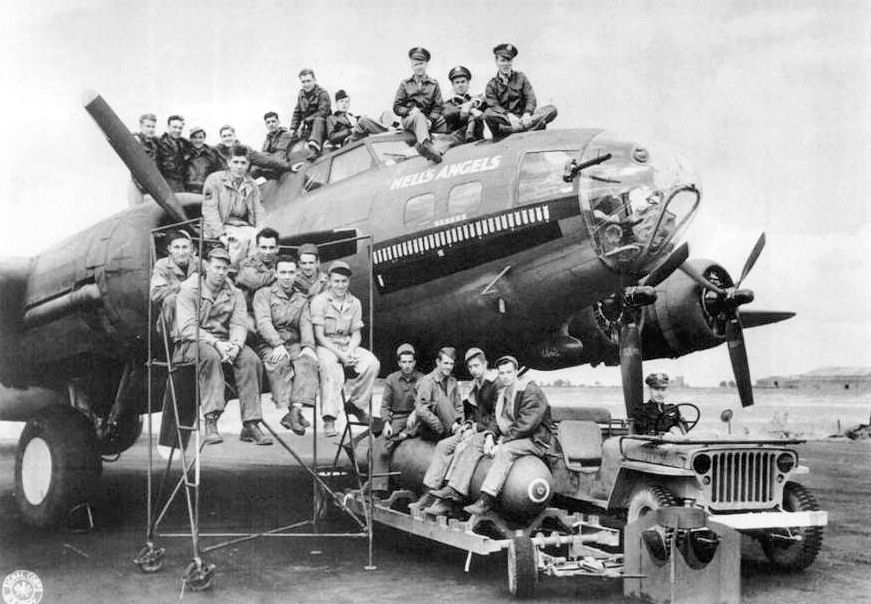
B-17F „Hell’s Angels”, który 14 maja 1943 roku jako pierwszy zaliczył pełną turę służby – dwadzieścia pięć lotów bojowych

29 maja 1943 roku, w okresie przerwy w lotach bojowych na głęboką penetrację, po raz pierwszy w locie bojowym wzięło udział siedem eskortowych YB-40 (nalot na Saint-Nazaire, łącznie 279 bombowców ciężkich). Konstrukcja okazała się nieudana – YB-40 nie był w stanie nadążyć za B-17 po zrzuceniu przez nie bomb, a liczba samolotów nieprzyjaciela strąconych przez YB-40 nie była znacząco wyższa w porównaniu ze strąconymi przez B-17 – toteż po czternastu lotach bojowych maszyny te odesłano do Stanów Zjednoczonych, gdzie wykorzystywano je w roli samolotów szkolno-treningowych.
Mimo że amerykańskie siły bombowe były coraz liczniejsze i sprawniejsze, wciąż ponosiły dotkliwe straty w zmaganiach z niemieckimi myśliwcami, tak jak 13 czerwca w równoległych nalotach na Bremę i Kilonię (łącznie 174 B-17), nazwanych przez Martina Bowmana „totalnymi katastrofami”. W tym właśnie okresie alianci rozpoczęli Połączoną Ofensywę Bombową (dyrektywa „Pointblank”), mającą stanowić całodobową anglo-amerykańską kampanię bombową, która położy fundamenty pod inwazję na kontynent europejski dzięki osłabieniu niemieckiego lotnictwa (poprzez niszczenie zarówno samolotów, jak i zakładów produkcyjnych) oraz systematycznemu bombardowaniu innych gałęzi przemysłu (fabryki łożysk kulkowych i kauczuku syntetycznego, zakłady petrochemiczne).
Pierwsza wyprawa bombowa 8. Armii Powietrznej realizująca dyrektywę „Pointblank” wyruszyła 22 czerwca. 235 bombowców ciężkich skierowało się w stronę fabryki kauczuku syntetycznego w Hüls, stanowiących źródło 18% niemieckiej produkcji gumy; większość drogi bombowce miały pokonać bez eskorty myśliwskiej. Nalot okazał się precyzyjny, produkcję w zakładach wznowiono dopiero miesiąc później, a poziom sprzed bombardowania osiągnięto po pięciu miesiącach, lecz ceną za ten sukces była strata szesnastu Flying Fortressów (uszkodzonych zostało 170). 1 lipca Eaker dokonał zmiany na stanowisku dowódcy lotnictwa bombowego Ósmej Armii Powietrznej – miejsce Newtona Longfellowa zajął generał dywizji Frederick Anderson, „dowódca wściekle agresywny”.

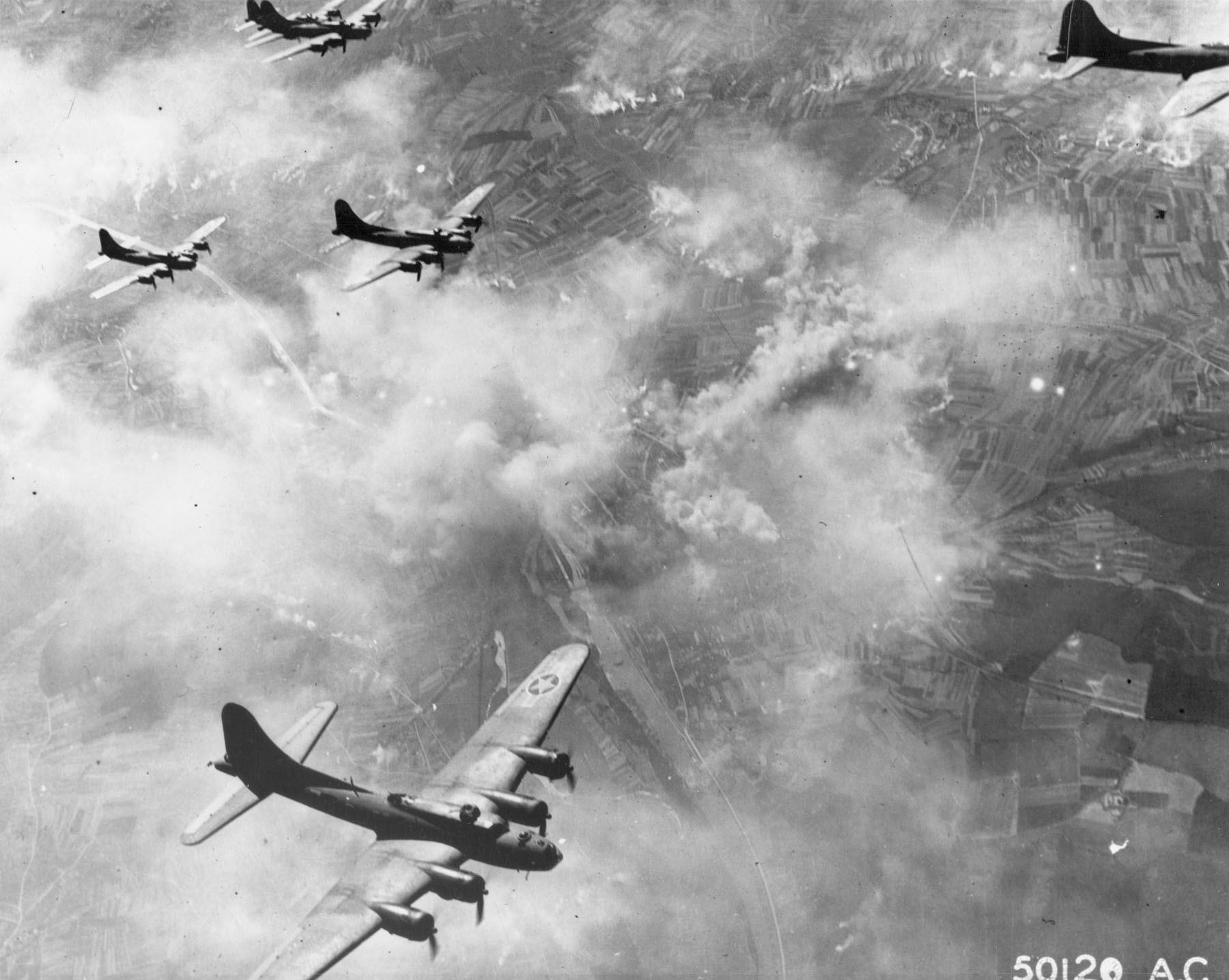
Formacja B-17F nad Schweinfurtem, 17 sierpnia 1943

Za prawdziwy początek realizacji dyrektywy „Pointblank” uznaje się tak zwany Blitz Week (tydzień Blitzu), który przypadł na końcówkę lipca 1943 roku. W tym okresie atakowano między innymi cele w okupowanej Norwegii, zakłady lotnicze w Kassel i Warnemünde czy stocznie w Kilonii, ale przede wszystkim 8. Armia Powietrzna wespół z RAF-em przeprowadziła serię nalotów na Hamburg, w których doszczętnie spłonęło niemal 60% miasta i zginęło, jak się szacuje, 46 tysięcy ludzi. W ciągu tego tygodnia Amerykanie stracili około stu bombowców ciężkich.
Po Blitz Weeku grupy bombowe 8. Armii Powietrznej odpoczywały przez niemal dwa tygodnie; powrót do lotów bojowych nastąpił 12 sierpnia wraz z nalotem w wykonaniu 330 bombowców na cele w Zagłębiu Ruhry.
17 sierpnia 1943 roku wysokimi stratami zakończył się podwójny dzienny nalot na fabrykę łożysk kulkowych w Schweinfurcie (230 bombowców) i fabrykę Messerschmittów Bf 109 w Ratyzbonie (146 bombowców). Oba ugrupowania miały startować równocześnie i wspólnie udać się nad Niemcy; dzięki rozdzieleniu się w ostatniej chwili planowano zmylić obronę nieprzyjaciela i zmusić ją, żeby również się rozdzieliła. Pogoda pokrzyżowała jednak te plany: świadom presji z Waszyngtonu, Frederick Anderson podjął decyzję o opóźnieniu startu formacji zmierzającej nad Schweinfurt do czasu rozpogodzenia, a formację ratyzbońską wysłał w powietrze samą. W pierwszej fazie lotu Flying Fortressom towarzyszyły myśliwce eskorty, ale ostatnie P-47 Thunderbolty musiały zawrócić w chwili, w której bombowce dzieliło od Ratyzbony 500 kilometrów. W tym samym rejonie kilka godzin później zawróciły również myśliwce towarzyszące wyprawie bombowej zmierzającej na Schweinfurt. O ile w Ratyzbonie bombardowanie było stosunkowo celne, o tyle w Schweinfurcie jedna trzecia bomb spadła na dzielnice mieszkalne, a te, które trafiły w fabryki, nie wyrządziły poważnych szkód. Amerykanie opóźnili jednak (nieświadomie) program budowy myśliwca odrzutowego Me 262. Straty Amerykanów wyniosły sześćdziesiąt bombowców zestrzelonych (w tym trzydzieści sześć nad Ratyzboną) oraz kolejne sto uszkodzonych i nienadających się do naprawy, Luftwaffe straciła (w atakach na bombowce i w starciach z P-47 opodal Eupen) czterdzieści siedem myśliwców.

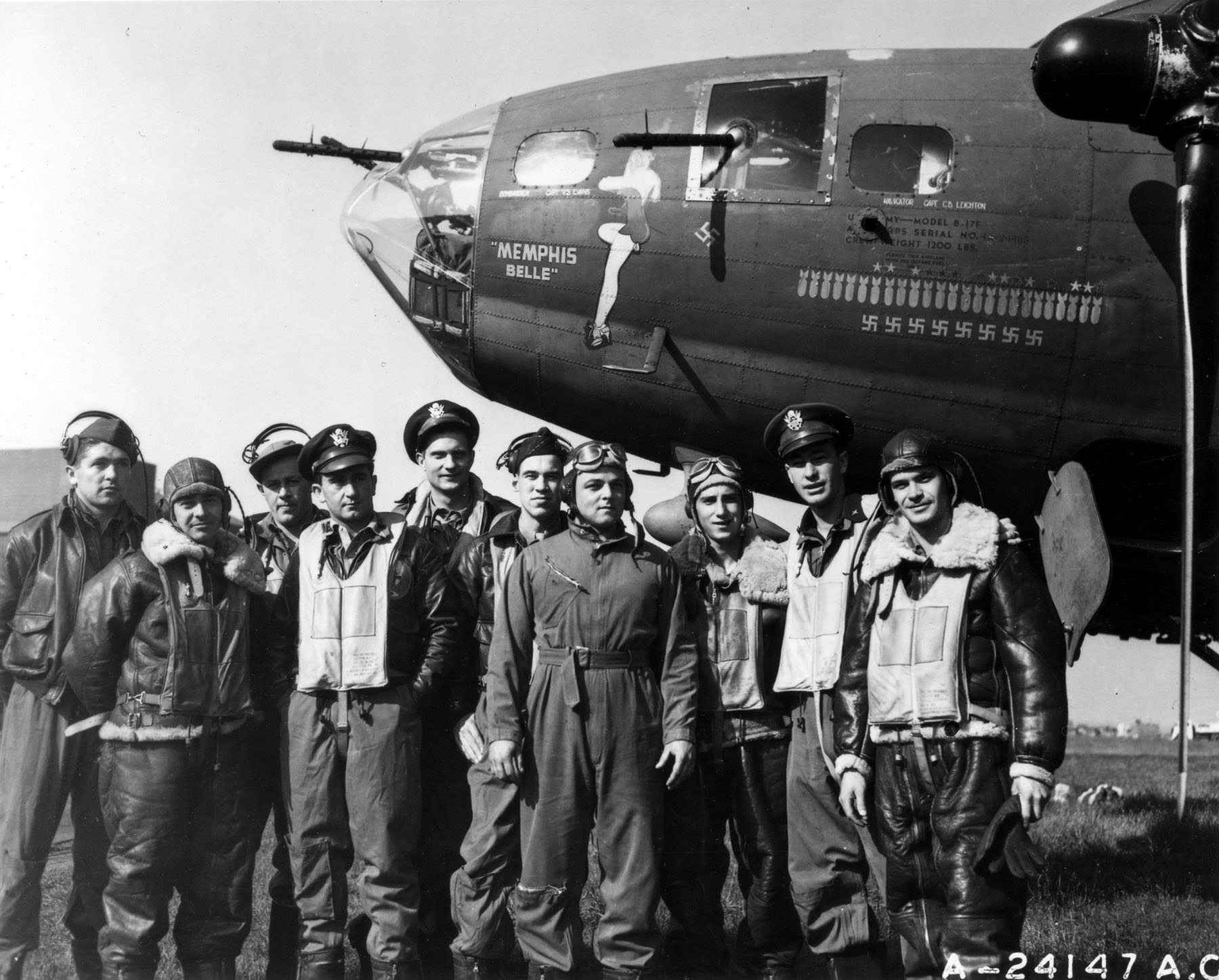
B-17F „Memphis Belle” ze swoją załogą. Maszyna ta zyskała miano „najsłynniejszego amerykańskiego bombowca w wojnie w Europie”.

Flying Fortressy wróciły nad Niemcy 6 września – 338 bombowców wyruszyło bombardować stuttgarckie zakłady lotnicze. Amerykanom nie udało się znaleźć przykrytego chmurami celu, toteż B-17 zrzuciły bomby na przygodne cele w drodze powrotnej do Anglii; kilka bombowców zużyło tak dużo paliwa podczas krążenia w rejonie Stuttgartu, że musiało wodować w kanale La Manche.
8 października 1942 roku Eaker rozpoczął drugi „Tydzień Blitzu”, który jednak – ze względu na wysokie straty – został wkrótce określony mianem „Czarnego Tygodnia”. Drugiego dnia kampanii zbombardowano między innymi Gdynię i Malbork, a także zakłady Arado Flugzeugwerke w Anklam; Stracono tego dnia dwadzieścia osiem bombowców ciężkich. 10 października w nalocie na Münster 8. Armia Powietrzna 100. Grupa Bombowa straciła dwanaście z trzynastu wysłanych B-17; po powrocie jedynie trzech z pierwotnej liczby 140 oficerów było dostępnych do udziału w lotach bojowych. Cztery dni później Amerykanie wysłali kolejną wyprawę bombową nad Schweinfurt (ponad 300 bombowców, z czego 257 Flying Fortressów spenetrowało niemiecką przestrzeń powietrzną). Luftwaffe przeciwstawiła wyprawie jeszcze większe siły niż w pierwszym nalocie na to miasto – w tym Ju 88 uzbrojone w nową broń, Werfer-Granate 21 – i zadała jej ciężkie straty. Według Millera nad Niemcami strącono sześćdziesiąt bombowców, a kolejne siedemnaście musiało lądować awaryjnie w Anglii. Caidin podaje odmienne i bardziej szczegółowe informacje: dwadzieścia osiem maszyn utraconych w drodze nad cel, trzydzieści jeden w drodze powrotnej, jeden rozbity w kanale La Manche, kolejne pięć w Anglii, co oznacza zniszczenie sześćdziesięciu pięciu B-17. W następstwie Czarnego Czwartku, jak nazwano potem dzień drugiego nalotu na Schweinfurt, amerykańskie lotnictwo wstrzymało loty bojowe obejmujące głęboką penetrację niemieckiej przestrzeni powietrznej bez eskorty.
W sierpniu 1943 roku w RAF Alconbury sformowana została 482. Grupa Bombowa (Pathfinderów, czyli tropicieli), której zadaniem było naprowadzanie wypraw bombowych za pomocą radaru; jej pierwszym lotem bojowym było bombardowanie miasta Emden 27 września. Początkowo użyto brytyjskiego radaru H2S, ale już 3 listopada w wyprawie bombowej na Wilhelmshaven wzięli udział Pathfinderzy wyposażeni w amerykański radar H2X. Nalot okazał się nieprecyzyjny – większość bomb spadła na miasto, a nie na zabudowania portowe – lecz pomimo to wyniki użycia radaru uznano za obiecujące. Trzynaście dni później dwie dywizje bombowe 8. Armii Powietrznej zaatakowały cele na terenie Norwegii, między innymi kopalnie molibdenu w Knaben na południu kraju, co miało opóźnić niemieckie prace nad bronią jądrową, o których donosił wywiad. Przy tej okazji B-17F „Knockout Dropper” pilotowany przez porucznika Manninga z 303. Grupy Bombowej stał się pierwszym Flying Fortressem, który odbył pięćdziesiąt lotów bojowych w Europie.

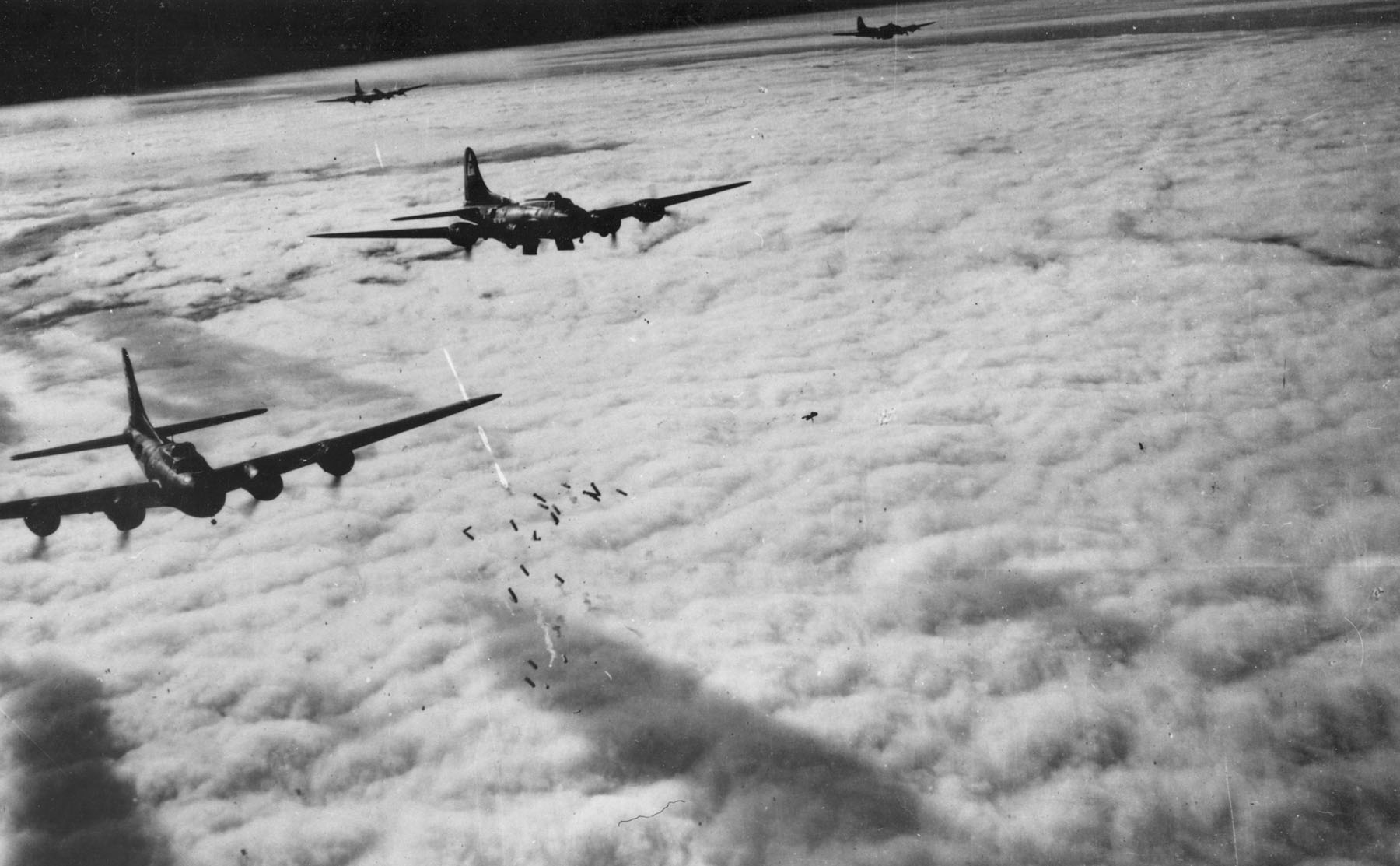
B-17F bombardują Bremę z pomocą radaru w locie ponad chmurami, 13 listopada 1943

26 listopada 8. Armia pobiła kolejny rekord liczebności wypraw bombowych wysłanych jednego dnia: 633 bombowce skierowano przeciwko celom w Bremie i Paryżu. Dla 401. Grupy Bombowej był to debiut bojowy; wraz z jej przybyciem do Anglii liczebność B-17 w szeregach samej 1. Dywizji Bombowej wzrosła do 505 maszyn. W nalocie na Bremę stracono dwadzieścia dziewięć B-17. 13 grudnia Bremę zaatakowano po raz kolejny, wraz z Hamburgiem i Kilonią; wówczas po raz pierwszy nad celami wyznaczonymi dla jednej wyprawy zjawiło się ponad 600 bombowców ciężkich.

#### Anglia 1944–1945
Ostatnie naloty prowadzone przez B-17 w ramach 8. Dowództwa Lotnictwa Bombowego odbyły się 5 stycznia 1944 roku (426 bombowców zaatakowało cele we Francji i w Niemczech). Następnego dnia dokonała się zmiana struktury amerykańskiego lotnictwa w Europie: dowództwo lotnictwa bombowego 8. Armii rozwiązano, Eakera przeniesiono na śródziemnomorski teatr działań wojennych, jego miejsce zajął Jimmy Doolittle, a Carl Spaatz stanął na czele nowej struktury nazwanej USSTAF (Strategiczne Siły Powietrzne Stanów Zjednoczonych w Europie), mającej koordynować działania 8. i 15. Armii Powietrznej. Już 7 stycznia 420 Flying Fortressów zbombardowało zakłady IG Farben w Ludwigshafen; Amerykanie stracili dwanaście bombowców.
20 lutego rozpoczęto kolejną znaczącą ofensywę bombową, nazwaną „Wielkim Tygodniem”. Miała ona dosięgnąć celów w całej Europie; pierwszego dnia głównym celem były zakłady lotnicze w Lipsku. Tego dnia czynów nagrodzonych później Medalem Honoru dokonało trzech lotników 8. Armii. Pięciodniową kampanię zamknęło wspólne uderzenie około 680 bombowców ciężkich z wszystkich trzech dywizji bombowych 8. Armii na zakłady lotnicze w różnych niemieckich miastach. „Wielki Tydzień” stał się początkiem „najdłuższej, decydującej bitwy powietrznej II wojny światowej”. W jego trakcie 8. Armia Powietrzna straciła 137 bombowców czterosilnikowych, a 15. Armia – osiemdziesiąt dziewięć.

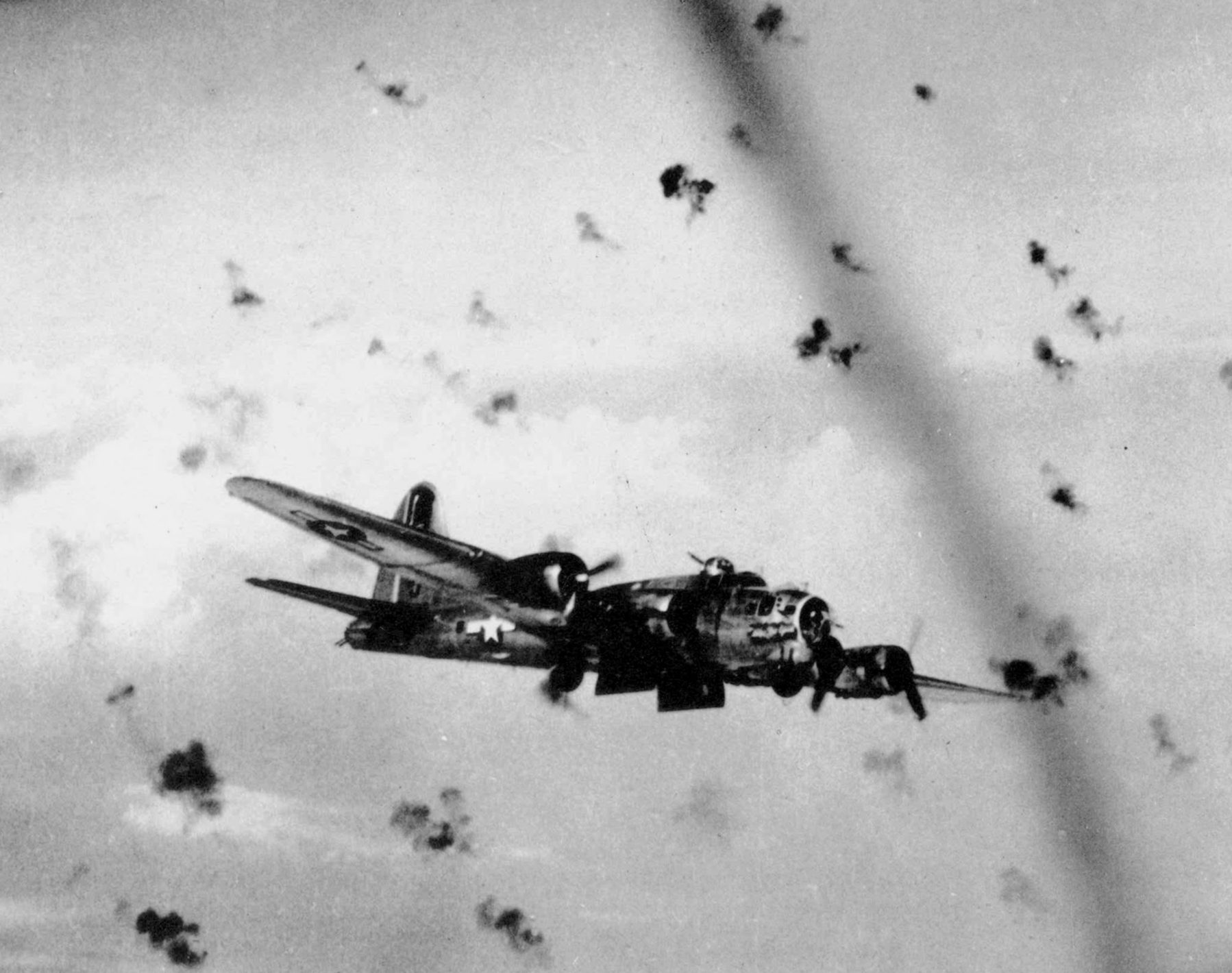
B-17G pod ostrzałem artylerii przeciwlotniczej

4 marca 1944 roku trzy eskadry (dwie z 95. i jedna z 100. Grupy Bombowej) jako pierwsze amerykańskie jednostki lotnicze zrzuciły bomby na Berlin. 6 marca na stolicę Trzeciej Rzeszy ruszyła wyprawa bombowa złożona z 730 bombowców ciężkich w osłonie blisko 800 myśliwców. Amerykanie stracili sześćdziesiąt dziewięć bombowców. Siedemdziesiąt dwie godziny później odbył się trzeci amerykański nalot na Berlin, tym razem w wykonaniu 600 bombowców (zestrzelono trzydzieści siedem B-17), a 9 marca nad Berlin skierowało się około 300 Flying Fortressów. 22 marca w nalocie na Berlin wzięło udział blisko 800 Flying Fortressów i Liberatorów.
Kwiecień 1944 roku był dla 8. Armii Powietrznej najtrudniejszym miesiącem w całej wojnie pod względem strat – straciła ona 361 (lub nawet ponad 400) bombowców ciężkich, głównie B-17, w nalotach między innymi na Schweinfurt, Monachium czy Chociebuż. 1 maja rozpoczęła się seria nalotów na infrastrukturę kolejową we Francji i Belgii zgodnie z dyrektywą „Pointblank”, ale nie oznaczało to zaprzestania nalotów na Berlin; 7 maja niemiecką stolicę zbombardowało 549 Flying Fortressów, a nazajutrz – 378. W kolejnych dniach bombardowano między innymi lotniska w Holandii, zakłady naftowe w Policach, stocznie w Kilonii czy różnorodne cele we Francji. 24 maja B-17 wróciły nad Berlin – spośród 519 maszyn artyleria przeciwlotnicza i myśliwce strąciły trzydzieści trzy, w tym osiem z 381. Grupy Bombowej, która w chmurach oddzieliła się od reszty wyprawy.
28 maja Amerykanie ustanowili kolejny rekord liczby bombowców – 1282 samoloty wysłane przeciwko siedmiu celom w Niemczech – a nazajutrz 881 bombowców skierowało się nad zakłady w Policach i fabryki lotnicze w północno-zachodnich Niemczech.
Od 30 maja bombowce amerykańskie i brytyjskie prowadziły naloty na cele związane z mającą nastąpić 6 czerwca inwazją na wybrzeżu Francji. Na pierwszy lot bojowy w D-Day, służący zneutralizowaniu sił niemieckich broniących wybrzeża, wysłano 1361 bombowców ciężkich, z czego 1015 zrzuciło bomby. Kolejne bombardowania miały odciąć rejon przyczółka od rejonów leżących dalej w głąb lądu. W drugim locie bojowym pogoda uniemożliwiła większości bombowców zlokalizowanie celu, ale w kolejnych dwóch cele pomyślnie zbombardowano, nie tracąc ani jednego B-17. Cele o charakterze taktycznym leżące we Francji atakowano do 15 czerwca, po czym skupiono się częściowo na bombardowaniu baz Luftwaffe i stanowisk wyrzutni V-1 oraz zrzucaniu zaopatrzenia dla ruchu oporu.

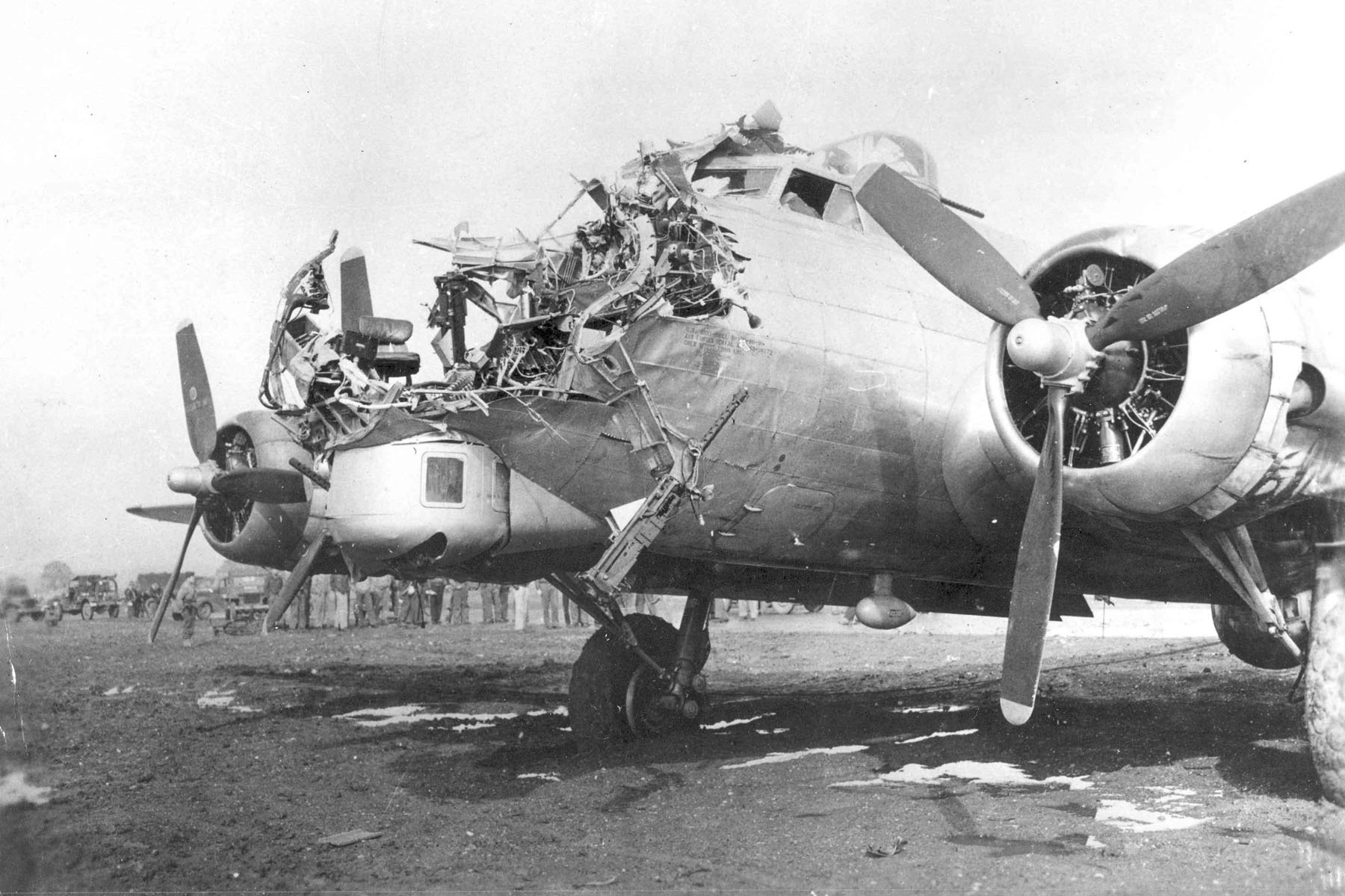
B-17G-80-BO 43-38172 398. Grupy Bombowej uszkodzony w trakcie nalotu na Kolonię, 15 października 1944 roku. Pilot, porucznik Lawrence De Lancey, sprowadził uszkodzonego Fortressa do Nuthampstead, gdzie zrobiono to zdjęcie. Pocisk przeciwlotniczy zabił bombardiera, sierżanta sztabowego George’a E. Abbotta.

18 lipca siły brytyjskie-kanadyjskie dowodzone przez Bernarda Montgomery’ego podjęły próbę przełamania linii niemieckich pod Caen, poprzedzoną jednym z największych dotychczasowych nalotów dywanowych. W następstwie tej rozczarowującej operacji generał Omar Bradley opracował plan „Cobra”: ponad 1000 bombowców miało w ciągu godziny zrzucić 50 tysięcy bomb na oddziały niemieckie w rejonie Saint-Lô i otworzyć drogę natarciu korpusu generała Collinsa. Mimo sprzeciwu generała Spaatza, który uważał takie użycie bombowców strategicznych za marnotrawstwo, nalot wykonano 24 lipca. Okazał się on mało precyzyjny: część bomb spadła poza wyznaczonym obszarem i zabiła dwudziestu siedmiu żołnierzy amerykańskiej 30. Dywizji Piechoty, a dalszych 130 raniła. Kolejnego dnia nalot powtórzono. Tym razem udział wzięło 1507 bombowców czterosilnikowych. Część bomb ponownie spadła na oddziały amerykańskie (tym razem zginęło 111 Amerykanów, w tym generał Lesley J. McNair). Zarazem jednak bombowce zadały ciężkie straty niemieckiej dywizji „Panzer Lehr”, a generał Collins nazajutrz zdecydował się na rozpoczęcie natarcia, które okazało się udane.
Oprócz tego pod koniec czerwca oraz w lipcu, sierpniu i wrześniu B-17 atakowały cele przemysłowe w Niemczech, ale wciąż zdarzały się naloty na lotniska. Doolittle coraz silniej atakował niemiecki przemysł naftowy, jednocześnie zaś zawiadywał przezbrojeniem pięciu grup 3. Dywizji Bombowej z B-24 na B-17. 7 października 457. Grupa Bombowa straciła cztery B-17 w nalocie na Police. 2 listopada 8. Armia Powietrzna wysłała wyprawę bombową na fabrykę benzyny syntetycznej w Leunie. Również tym razem 457. Grupa doznała ciężkich strat: zepchnięta przez wiatr i pozbawiona eskorty, skierowała się na cel rezerwowy w Bernbergu i w zmaganiach z myśliwcami straciła dziewięć maszyn. 91. Grupa straciła dwanaście Fortressów.

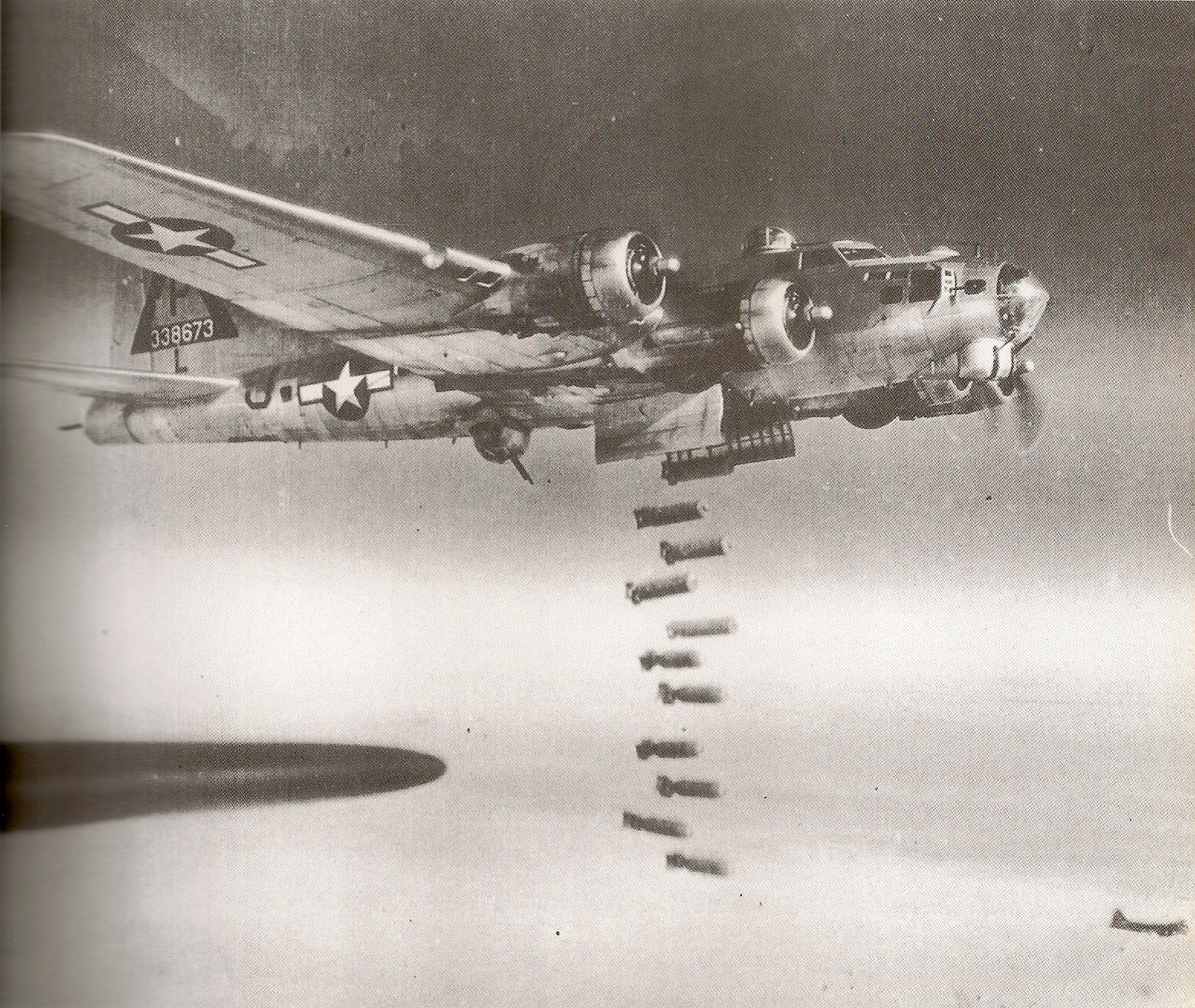
B-17G zrzuca bomby na Norymbergę, 1945 rok

9 listopada B-17 wykorzystano do wsparcia 3. Armii generała George’a Pattona. W drugiej połowie miesiąca 8. Armia trzykrotnie atakowała Merseburg, cieszący się złą sławą wśród amerykańskich załóg i zwany „Mercilessburg” (od ang. merciless – bezlitosny) ze względu na bardzo silną obronę przeciwlotniczą w tym regionie.
W grudniu w Europie Zachodniej zapanowała ostra zima, która de facto uziemiła lotnictwo aliantów. Korzystając z okazji, Niemcy rozpoczęli 16 grudnia zaskakującą ofensywę w Ardenach; broniące się siły alianckie nie mogły liczyć na wsparcie z powietrza. Sytuacja zmieniła się dopiero 23 grudnia – bombowce ciężkie od razu wysłano do ataku na infrastrukturę drogową i kolejową, ale widoczność wciąż nie była dobra, wskutek czego część B-17 musiało lądować w nie swoich bazach, a następnego dnia dochodziło do wypadków podczas startów i lądowań. 24 grudnia 8. Armia Powietrzna raz jeszcze ustanowiła rekord, wysyłając do lotu bojowego 2034 bombowce ciężkie, lecz chaos wywołany przez pogodę utrudnił prowadzenie działań w kolejnych dniach. Mimo to do końca roku B-17 atakowały zaplecze sił niemieckich w Ardenach i przemysł naftowy. 1 stycznia świeżo przemianowana 1. Dywizja Lotnicza (dawna 1. Bombowa) zaatakowała fabrykę czołgów w Kassel, rafinerię w Magdeburgu i stację rozrządową w Dillenburgu.
Podczas konferencji jałtańskiej (4–11 lutego 1945 roku) Józef Stalin prosił, aby lotnictwo alianckie sparaliżowało Berlin i Lipsk, a także Drezno, uniemożliwiając w ten sposób ściąganie posiłków na front wschodni, zbliżający się do niemieckiej stolicy. Winston Churchill i Franklin Delano Roosevelt przystali na tę prośbę i zgodzili się także przeprowadzić uderzenia na inne ośrodki administracyjne i węzły komunikacyjne. Realizacja tego planu zaczęła się jednak de facto już wcześniej – 3 lutego. Do wyprawy bombowej na Berlin zebrano ponad 1000 Flying Fortressów, które wraz z pewną liczbą B-24 zrzuciły na centrum miasta 2267 ton bomb i zabiły około 25 tysięcy ludzi; Amerykanie stracili dwadzieścia jeden bombowców zestrzelonych i sześć, które lądowały awaryjnie na terenach zajętych przez Sowietów (jednym z utraconych B-17 był „Birmingham Jewel”, który odbył 128 lotów bojowych). Nalot na Berlin z 3 lutego 1945 roku oznaczał faktyczne porzucenie doktryny niezabijania bez rozróżnienia kombatantów i niekombatantów.

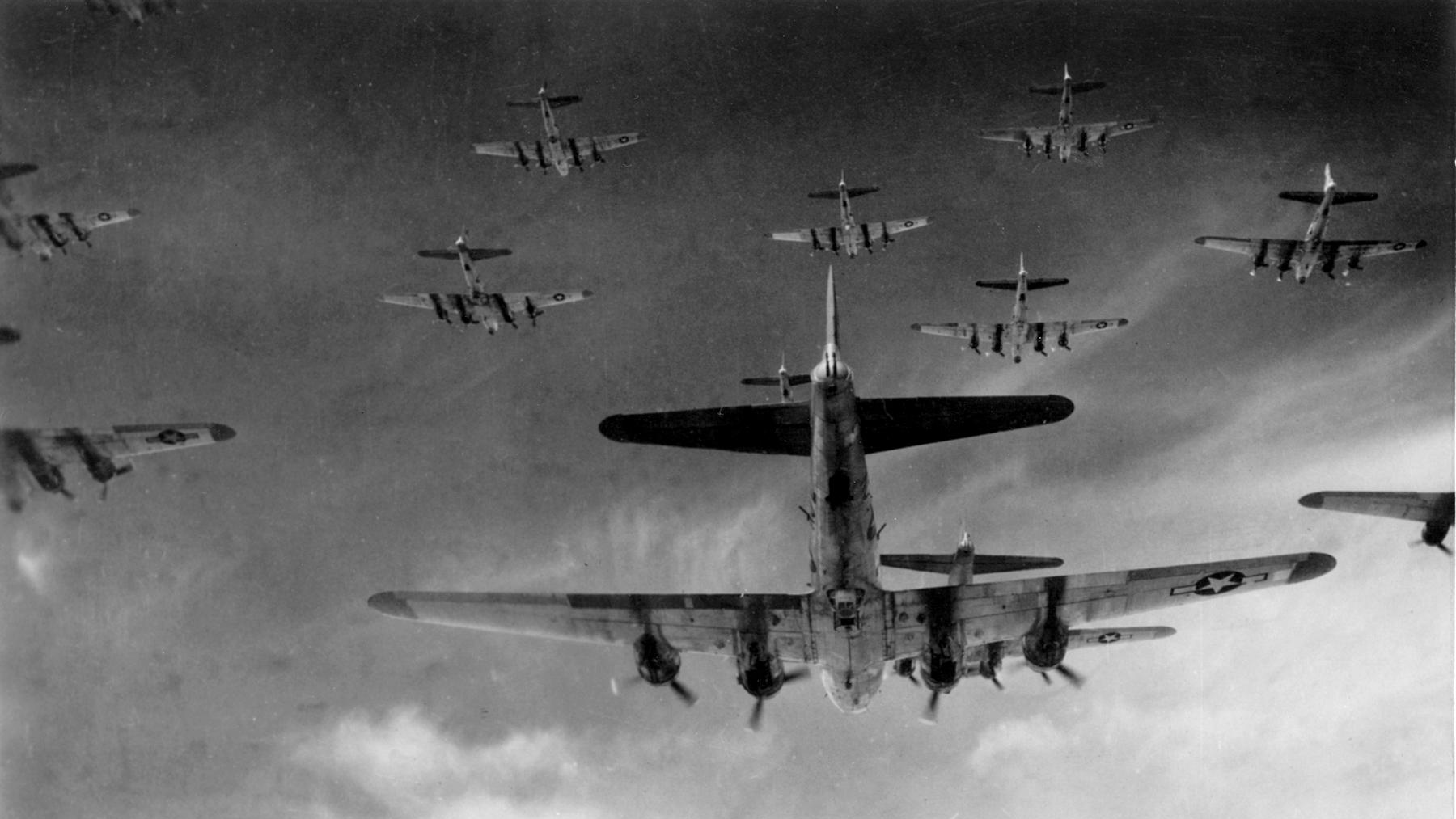
Wyprawa bombowa na Neumünster, kwiecień 1945 roku

W kolejnych kilkunastu dniach bombardowano Magdeburg, Chemnitz, Dortmund, Lützkendorf i Merseburg. Przede wszystkim jednak Amerykanie wspólnie z RAF-em zbombardowali Drezno (dotychczas atakowane tylko dwa razy, a celem były wówczas zakłady przemysłowe na obrzeżach miasta). Najpierw wieczorem 13 lutego nad miastem zjawiło się ponad 800 Avro Lancasterów, a nazajutrz 311 Flying Fortressów zrzuciło 771 ton bomb na płonące już miasto – stacje rozrządowe, dworzec kolejowy i dzielnicę przemysłową. Trzy grupy bombowe skierowane na Drezno zgubiły się w chmurach i omyłkowo zbombardowały Pragę. W Dreźnie zginęło 35 tysięcy ludzi.
W tym okresie 8. Armia Powietrzna coraz częściej organizowała wyprawy bombowe liczące ponad 1000 bombowców (23 lutego – 1193, 18 marca – 1327), a zarazem ponosiła coraz niższe straty (23 lutego – dwa bombowce, 26 lutego – pięć), choć zarówno artyleria przeciwlotnicza, jak i nowe myśliwce odrzutowe Me 262 wciąż jeszcze stanowiły zagrożenie. Na przykład 18 marca rekordowo liczną wyprawę bombową na Berlin zaatakowało trzydzieści siedem Me 262. Za cenę dwóch Me 262 Luftwaffe strąciła szesnaście bombowców i pięć myśliwców, kolejne szesnaście uszkodziła i zmusiła do lądowania na terytorium sowieckim.
23 i 24 marca siły brytyjskie i amerykańskie wspierane między innymi przez 1747 bombowców ciężkich sforsowały Ren. 13 kwietnia 398. Grupa Bombowa odbyła swój 188. lot bojowy (nalot na Neumünster). W jego trakcie bombardier samolotu prowadzącego zrzucił przedwcześnie bomby, a dwie z nich zderzyły się i eksplodowały, niszcząc sześć B-17 z 601. Eskadry. W ostatnich dniach wojny postępy aliantów były tak szybkie, że doszło do sytuacji, w której odwołano szykujące się już do startu bombowce, ponieważ żołnierze Pattona zajęli już miejscowość wyznaczoną jako cel.

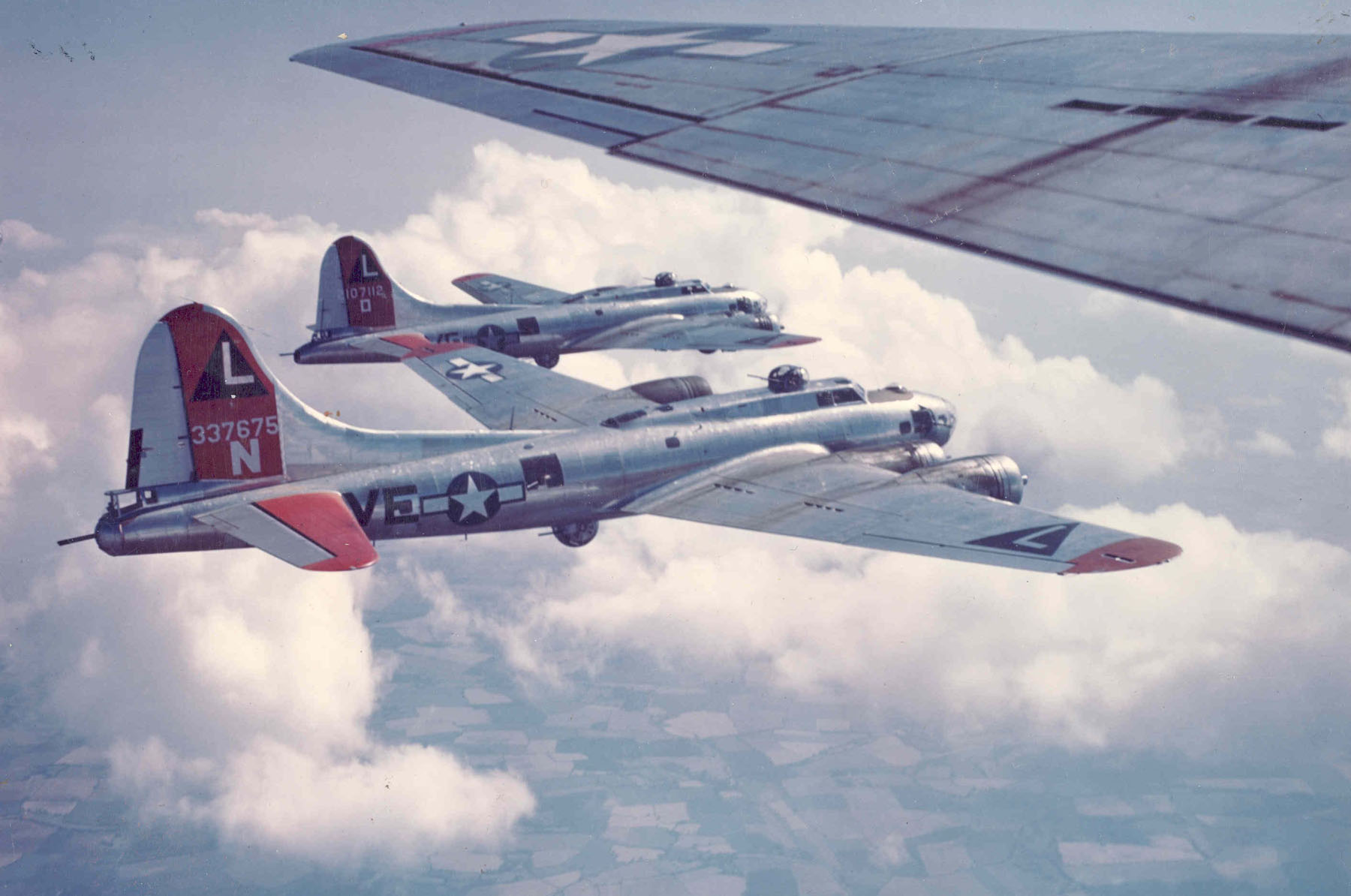
B-17G z 381. Grupy Bombowej

17 kwietnia 1945 roku po raz kolejny zaatakowano Drezno (osiem B-17 zestrzelonych, w tym sześć przez Me 262), 19 kwietnia – Uście nad Łabą (cztery B-17 zestrzelone), a 25 kwietnia 8. Armia Powietrzna wysłała w powietrze swoją ostatnią dużą wyprawę bombową – nad Pilzno (udział wzięło 306 Flying Fortressów). Głównym celem były zakłady Škody, które – jak przypuszczano – wciąż dostarczały wozy pancerne siłom niemieckim w tej części Europy. 8. Armia Powietrzna straciła tego dnia sześć bombowców; były to jej ostatnie straty bojowe. W nalocie wziął udział podpułkownik Immanuel Klette, dla którego był to dziewięćdziesiąty pierwszy lot na bombardowanie (rekord na europejskim teatrze działań wojennych). Nazajutrz doszło do spotkania oddziałów amerykańskich i sowieckich nad Łabą.
Szereg rekordów w ramach 8. Armii Powietrznej ustanowiła 379. Grupa Bombowa: najwięcej samolotolotów (10 492), największa łączna masa zrzuconych bomb (26 359,6 tony) i najwięcej lotów bojowych wykonanych przez jeden samolot (157 – „Ol Gappy” z 524. Eskadry). Nie był to wszakże koniec służby B-17 w Europie. Teraz powierzono im zadanie ratowania życia ludzkiego.
Od 1 maja Flying Fortressy wykonywały loty z prowiantem dla głodującej ludności holenderskiej (operacja „Chowhound”; Brytyjczycy dwa dni wcześniej rozpoczęli analogiczną operację pod kryptonimem „Manna”). Bombowce zrzucały pakunki z żywnością wprost z komór bombowych w locie na małej wysokości ponad oznaczonymi punktami zrzutu. 8. Armia Powietrzna przeprowadziła w sumie (według różnych źródeł) pięć tego typu misji w okresie 1–5 maja lub sześć w okresie 1–7 maja. Po kapitulacji Niemiec B-17 przydzielono do zadań transportowych innego rodzaju: przewożenia jeńców alianckich z obozów w Europie Środkowej i Wschodniej, przewożenia „dipisów” z powrotem w ojczyste strony (do Francji, Holandii czy Danii) oraz transportu żołnierzy zmierzających na Daleki Wschód do Casablanki, skąd ruszali w dalszą drogę. Poza tym członków personelu naziemnego zabierano na pokładach B-17 na swoiste wycieczki ponad zbombardowanymi miastami.

#### Morze Śródziemne
Kilka dni przed operacją „Torch” Paul Tibbets przewiózł w B-17 o nazwie „Red Gremlin” generała Dwighta Eisenhowera i jego sztab do Gibraltaru. 9 listopada 1942 roku 97. Grupa Bombowa rozpoczęła przebazowanie do Afryki Północnej, gdzie dzień wcześniej rozpoczęła się operacja „Torch”; pod koniec listopada w jej ślady podążyła 301. Grupa. Obie grupy podporządkowano nowo utworzonej, dowodzonej przez Jimmy’ego Doolittle’a 12. Armii Powietrznej, noszącej nieoficjalny kryptonim „Junior”. Pierwszym lotem bojowym B-17 w Afryce – wzięło w nim udział zaledwie sześć Flying Fortressów – był nalot na lotnisko Sidi Ahmed.

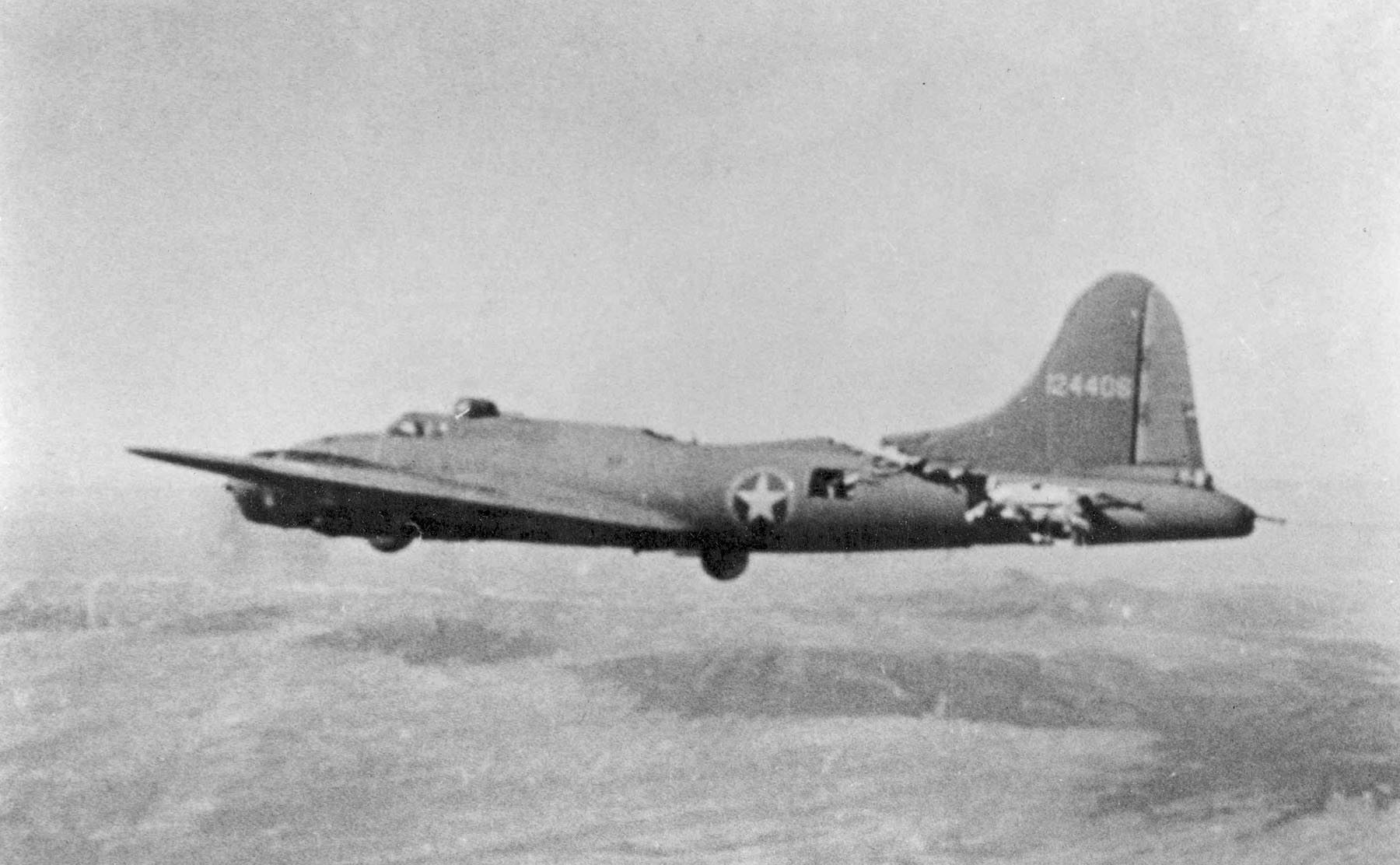
1 lutego 1943 B-17F „All American” zderzył się z Fw 190 z Jagdgeschwader 2; mimo ciężkich uszkodzeń pilot, porucznik Kendrick Bragg, zdołał doprowadzić maszynę z powrotem na lotnisko w Biskirze

W następnych dniach kontynuowano naloty na lotniska niemieckie. Dopiero 28 listopada trzydzieści siedem B-17 z 98. i 301. Grupy zaatakowało port w Bizercie, który w kolejnych tygodniach wraz z portem w Tunisie stał się jednym z głównych celów alianckich bombowców ciężkich; pierwszym B-17 strąconym w Afryce był samolot porucznika Roberta Mahera. Bizertę bombardowano regularnie, między innymi 23 stycznia (co najmniej jedenaście B-17), 29 stycznia (szesnaście B-17) i 1 lutego (dziesięć B-17). 4 lutego czterdzieści dwa B-17 zaatakowały nową bazę Jagdgeschwader 77 pod Kabisem.
7 lutego 1943 roku po raz pierwszy wyprawa bombowa zapuściła się poza Afrykę – trzydzieści dwa B-17 zbombardowały lotnisko Port lotniczy Cagliari-Elmas na Sardynii, nie ponosząc strat. Osiem dni później 97. Grupa przebazowała się do Chateaudun-du-Rhumel w Algierii (w przeciwieństwie do Biskiry tutaj grupa nigdy nie została zaatakowana na ziemi przez niemieckie lotnictwo), a po kolejnym tygodniu wysłano ją na poszukiwania sił Erwina Rommla. Poszukiwania długo okazywały się bezowocne, dopiero 23 lutego po raz pierwszy udało się zrzucić bomby na niemieckie wozy pancerne. Miesiąc później dużym sukcesem zakończył się nalot dwudziestu czterech B-17 na port w Palermo (Amerykanie stracili dwa samoloty). 4 kwietnia po raz pierwszy zbombardowano Neapol. 10 kwietnia około sześćdziesięciu B-17 wysłano do ataku na zakotwiczone u brzegów Sardynii włoskie krążowniki „Gorizia” typu Zara i „Trieste” typu Trento – jeden okręt zatopiono, drugi uszkodzono.
9 maja 1943 roku nalotem 211 samolotów różnych typów (poza B-17 także B-25 i B-26) na silnie bronione Palermo rozpoczęła się aliancka ofensywa powietrzna wymierzona w Sycylię. Przez cały maj i czerwiec atakowano lotniska, infrastrukturę kolejową i instalacje portowe, a w pierwszej połowie czerwca bombardowaniami z powietrza i z morza zmuszono do kapitulacji włoski garnizon na strategicznie ważnej wyspie Pantelleria. 18 czerwca alianckie bomby zatopiły w Mesynie transportowy okręt podwodny Romolo. W dniu inwazji – 10 lipca – B-17 wystartowały, lecz warunki pogodowe uniemożliwiły im przeprowadzenie nalotów w celu wsparcia sił desantowych, a w kolejnych dniach, wobec sukcesu natarcia, wsparcie ze strony bombowców ciężkich było prawie zbędne.

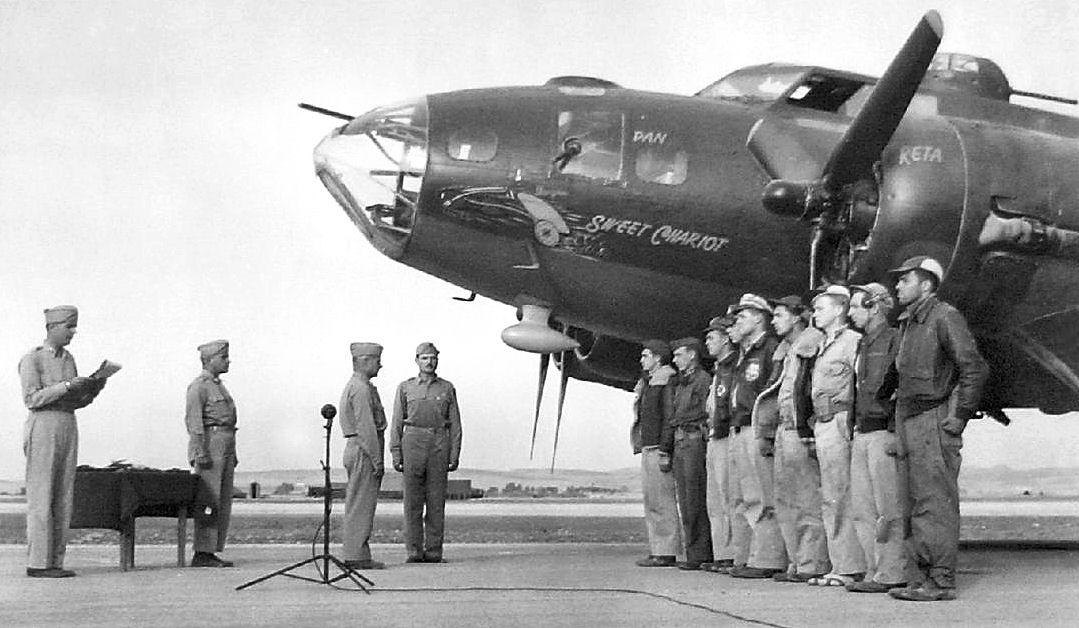
Jimmy Doolittle odznacza Purpurowym Sercem załogę B-17F. Chateaudun-du-Rhumel, luty 1944

19 lipca Flying Fortressy po raz pierwszy zaatakowały Rzym. Głównym celem była stacja rozrządowa w dzielnicy San Lorenzo; załogom polecono nie bombardować kościołów ani innych zabytków. Niedługo potem kampania sycylijska dobiegła końca i wojna w powietrzu chwilowo zamarła, a 5. Skrzydło Bombowe wykorzystało ten czas na przebazowanie z Algierii do Tunezji. 19 sierpnia wszystkie cztery grupy 5. Skrzydła Bombowego sformowały wyprawę na Foggię. Nalot okazał się udany, praktycznie sparaliżował ruch kolejowy w mieście, ale zarazem wysokie były straty: sama 2. Grupa Bombowa straciła pięć B-17 i dwudziestu dziewięciu zabitych. 3 września, kilka dni przez lądowaniem sił amerykańskich w rejonie Salerno, Włochy podpisały rozejm z aliantami. W dniu inwazji 150 Flying Fortressów zbombardowało dowództwo niemieckie we Frascati i niemalże zabiło dowódcę sił niemieckich we Włoszech Alberta Kesselringa; Amerykanie stracili jednego B-17.
1 października 1943 roku przyszła chwila pierwszego nalotu na Niemcy – na fabrykę Messerschmitta w Augsburgu. Wyprawa trafiła jednak w gęste chmury, które uniemożliwiły bombowcom odnalezienie celu. Dokładnie miesiąc później cztery grupy 12. Armii Powietrznej wyposażone w B-17, dwie grupy myśliwskie i dwie grupy bombowe 9. Armii Powietrznej latające na B-24 sformowały nową 15. Armię Powietrzną. Jej pierwszym lotem bojowym było uderzenie na inne zakłady Messerschmitta – w Wiener Neustadt. Na początku grudnia, po stosunkowo spokojnym okresie, 15. Armia przebazowała się do Włoch, na lotniska w okolice Foggii, skąd znów regularnie latała nad cele we Włoszech, w Niemczech i w Grecji. Amerykanie ponieśli dotkliwe straty 11 stycznia 1944 roku podczas nalotu na Pireus. Tuż przed celem doszło do kolizji w chmurach, w której zniszczone zostało pięć B-17 z 301. Grupy Bombowej i dwa z 97. Grupy.

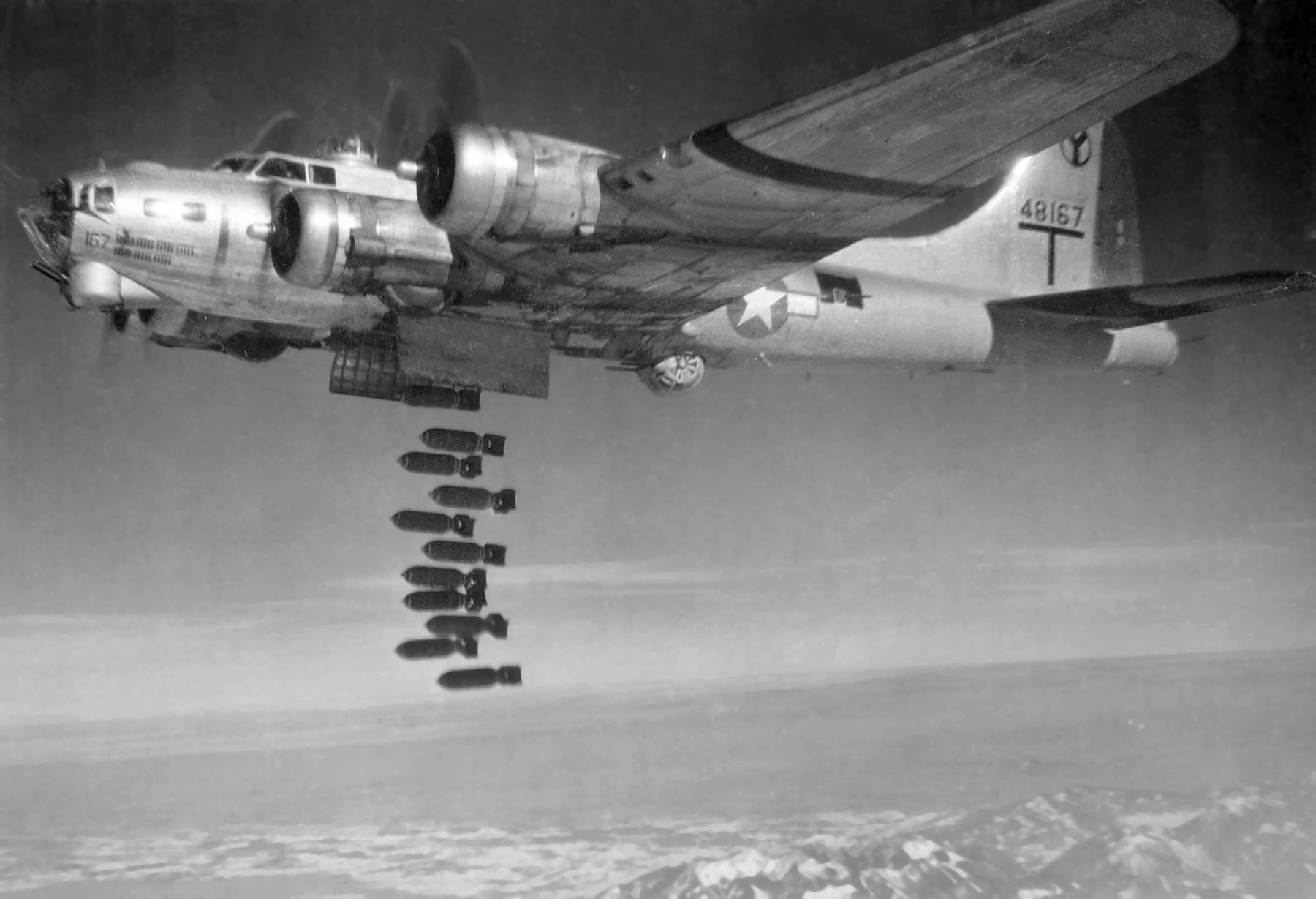
Zrzut bomb z B-17G 2. Grupy Bombowej 15. Armii Powietrznej

Kolejna aliancka operacja desantowa – kryptonim „Shingle” – rozpoczęła się 22 stycznia. Tego dnia 97. Grupa Bombowa straciła jednego B-17 podczas nalotu na most w Pontecorvo. Dwa dni później podczas nalotu na Sofię jeden samolot 2. Grupy został ciężko uszkodzony przez bombę z innego, lecącego powyżej B-17 (a następnie strącony przez myśliwce). W sumie wyprawa straciła sześć B-17, w tym cztery, które musiały wodować w Adriatyku po wyczerpaniu paliwa. 4 lutego 97. Grupa zbombardowała port w Tulonie, a 10 lutego celem były oddziały niemieckie atakujące przyczółek w Anzio. 15 lutego 5. Skrzydło Bombowe wraz z innymi formacjami 12. i 15. Armii Powietrznej przeprowadziło „jeden z najbardziej kontrowersyjnych” nalotów w całej wojnie – na Monte Cassino.
15. Armia również wzięła udział w ofensywie bombowej zwanej „Wielkim Tygodniem”. 20 lutego cztery grupy Flying Fortressów wyruszyły nad Ratyzbonę, gdzie miały zbombardować zakłady Messerschmitta, lecz pogoda zmusiła je do zawrócenia. Nalot na Ratyzbonę udało się przeprowadzić (z umiarkowanym sukcesem) dopiero dwa dni później za cenę dwóch B-17; dla porównania: cztery grupy B-24 atakujące ten sam cel straciły czternaście maszyn. Nazajutrz celem były zakłady Steyr-Daimler-Puch w mieście Steyr, lecz i tym razem na przeszkodzie stanęła pogoda, wobec czego konieczna była druga wyprawa na ten sam cel 24 lutego. Tym razem to B-17 doznały ciężkich strat: w samej 2. Grupie Bombowej ofiarą myśliwców padło czternaście maszyn, w tym wszystkie siedem wysłanych przez 49. Eskadrę Bombową. Mimo to pokiereszowane 5. Skrzydło Bombowe zbombardowało następnego dnia zakłady lotnicze w Regensburg-Prüfening. Tym razem 2. Grupa Bombowa straciła dwa B-17, a 301. Grupa – jedenaście. Naloty prowadzone przez 5. Skrzydło w ramach „Wielkiego Tygodnia” wyrządziły w zakładach przemysłowych mniejsze szkody, niż oczekiwano, a 15. Armia Powietrzna doznała strat w wysokości 14,6% wysłanych sił, ale zarazem Luftwaffe straciła dużą liczbę myśliwców, usiłując powstrzymać wyprawy bombowe.
W marcu 1944 roku 5. Skrzydło Bombowe wspierało siły alianckie w trakcie operacji „Strangle” i odniosło pewne sukcesy, niszcząc na ziemi wiele niemieckich myśliwców. Naloty na cele przemysłowe wznowiono w kwietniu, rozpoczynając od uderzenia na fabrykę łożysk kulkowych w Steyrze. Nazajutrz bombowce udały się nad Budapeszt, aby zbombardować zakłady Dunai Repülőgépgyár, produkujące samoloty myśliwskie Messerschmitt Me 210; mimo stosunkowo dobrej celności zginęło 1073 węgierskich cywilów, niemieckie lotnictwo strąciło zaś trzy B-17.

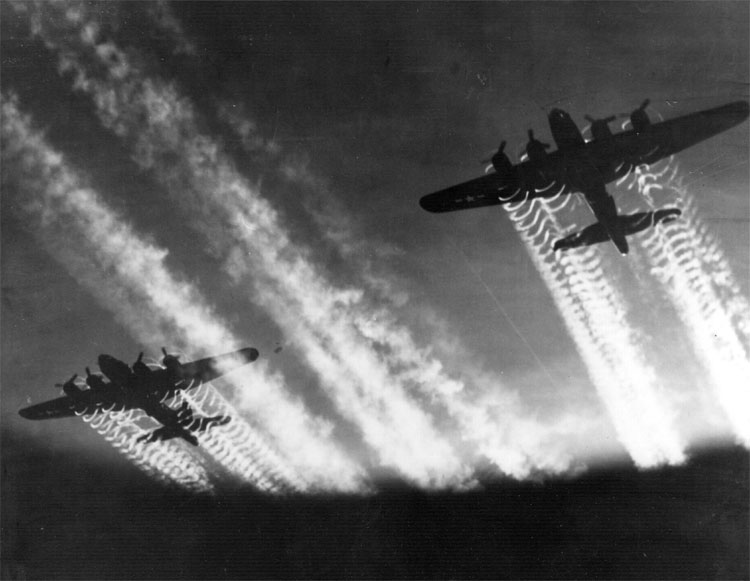
B-17 nad Europą

5 kwietnia 1944 roku 15. Armia Powietrzna siłami złożonymi głównie z B-24 zaatakowała stację rozrządową w Ploeszti; był to pierwszy nalot w tym rejonie od czasu bombardowania kompleksu petrochemicznego w sierpniu 1943 roku. Osiem dni później zaatakowano najważniejszą fabrykę lotniczą na Węgrzech, w mieście Győr, a po kolejnych dwóch dniach 5. Skrzydło Bombowe wróciło nad Ploeszti, swój najważniejszy w tym okresie cel, tym razem prowadzone przez Pathfinderów. Mimo wzrostu siły amerykańskiego lotnictwa Niemcy wciąż potrafili zadać Amerykanom dotkliwe straty: w kwietniu 1944 roku 8. Armia Powietrzna straciła 409 bombowców, a 15. Armia – 214.
W czerwcu 1944 roku, zgodnie z wytycznymi generała Spaatza, wszystkie amerykańskie grupy bombowców ciężkich w Europie skupiły się na uderzeniach na niemiecki przemysł naftowy. 14 czerwca 15. Skrzydło zbombardowało rafinerie na Węgrzech, dwa dni później – w Austrii, a 23 czerwca bombowce wróciły nad Ploeszti. W tym ostatnim nalocie 97. Grupa Bombowa straciła dwa B-17; bombardier jednego z nich, David R. Kingsley, otrzymał pośmiertnie Medal Honoru za uratowanie życia kolegi z załogi.
7 lipca 15. Armia Powietrzna wykonała pierwszy nalot na kompleks rafineryjny w Blachowni Śląskiej. Był on wówczas trzecim co do wielkości producentem paliwa na świecie i był silnie broniony. Tego dnia obrona przeciwlotnicza i myśliwce (w tym Fw 190 i Me 410) strąciły siedem B-17. Osiem dni później Amerykanie po raz kolejny zbombardowali Ploeszti, a nazajutrz – magazyny paliwa pod Wiedniem. Nad Austrią 15. Armia Powietrzna straciła jedenaście bombowców, w tym sześć Flying Fortressów. 18 lipca w uderzeniu na lotnisko w Memmingen 483. Grupa Bombowa, która ze względu na problemy z pogodą i łącznością jako jedyna znalazła się nad celem, została niemal unicestwiona przez myśliwce: 816. Eskadra straciła wszystkie siedem B-17, cała grupa – czternaście z dwudziestu sześciu wysłanych w powietrze. Grupę uratowało pojawienie się dwunastu P-51 z 31. Grupy Myśliwskiej. Z kolei 26 lipca 301. Grupa straciła jedenaście Flying Fortressów w nalocie na zakłady lotnicze w Wiener Neudorf.

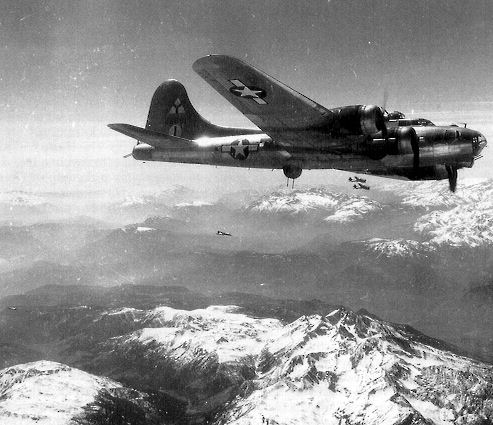
B-17F 97. Grupy Bombowej nad Alpami

Przez kilka dni poprzedzających rozpoczętą 15 sierpnia operację „Dragoon” 5. Skrzydło atakowało stanowiska artylerii w Savonie i Genui oraz na Riwierze Francuskiej. W dzień desantu B-17 zbombardowały plaże, na których miały lądować siły alianckie, a w kolejnych dniach bombardowano infrastrukturę na zapleczu. 19 sierpnia po raz ostatni zbombardowano Ploeszti, które wkrótce potem zajęła Armia Czerwona. W sumie 15. Armia Powietrzna atakowała je dwadzieścia cztery razy i straciła 239 samolotów, w tym około czterdziestu pięciu B-17. 20 sierpnia 15. Armia wykonała pierwszy z trzech nalotów na fabrykę IG Farben przy obozie Monowitz, a 29 sierpnia zbombardowano rafinerię w Morawskiej Ostrawie. W tym drugim nalocie 2. Grupa Bombowa straciła dziewięć B-17.
31 sierpnia trzydzieści sześć B-17 wzięło udział w operacji „Reunion”, w której ramach z zajętej przez Sowietów Rumunii przewieziono do Włoch 1162 uwolnionych amerykańskich jeńców wojennych, a 4 września Flying Fortressy zbombardowały port w Genui i zatopiły lub uszkodziły kilka okrętów podwodnych.
Pod koniec 1944 roku 5. Skrzydło Bombowe zaczęło dodatkowo prowadzić naloty nocne. Zarówno w dzień, jak i w nocy na przeszkodzie często stawała pogoda – w styczniu 1945 roku 5. Skrzydło Bombowe wykonało zaledwie osiem lotów bojowych. 22 marca 15. Armia odbyła jeden z najdłuższych lotów bojowych w swojej historii: nad fabrykę benzyny syntetycznej w Ruhland. Flying Fortressy poniosły wysokie straty wskutek ataków Me 262 i w ogniu artylerii przeciwlotniczej: 483. Grupa straciła sześć maszyn, 2. Grupa – pięć. Dwa dni później B-17 wchodzące w skład 15. Armii po raz pierwszy zjawiły się nad Berlinem (ponad rok później niż pierwsze Flying Fortressy 8. Armii). Pomimo stosunkowo wysokich strat bombardowanie było celne, a zakłady Daimler-Benz zostały poważnie uszkodzone. Jeszcze celniejsze okazało się bombardowanie stacji rozrządowej w Vepetino 20 kwietnia: 99. Grupa Bombowa zmieściła 93% bomb w promieniu 1000 stóp od punktu celowania.
Ostatni lot bojowy 5. Skrzydła Bombowego odbył się 1 maja 1945 roku. Jego samoloty zaatakowały most kolejowy w Kolbnitz i stację rozrządową w Salzburgu.

#### Loty do Związku Radzieckiego

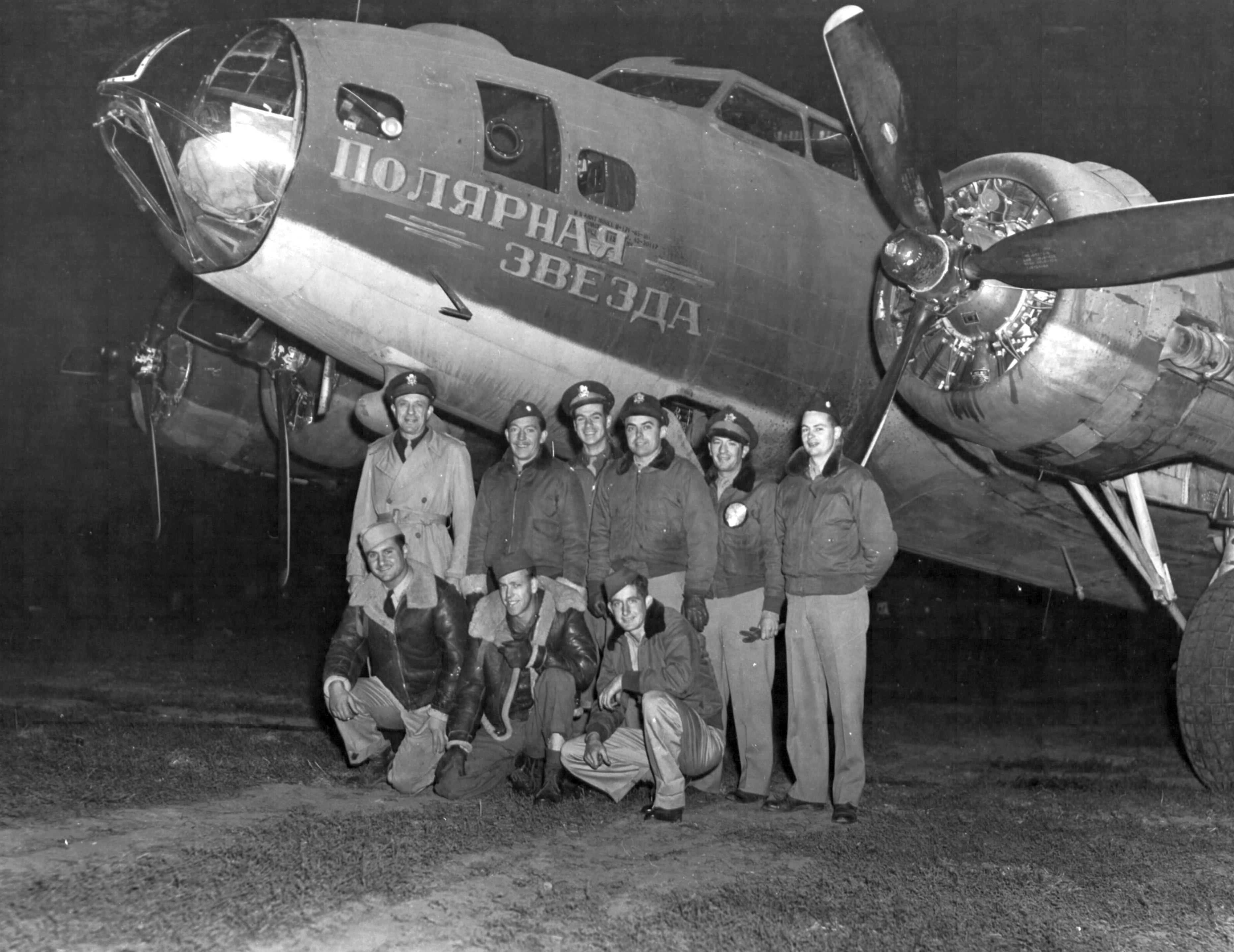
B-17F z wymalowaną nazwą w języku rosyjskim „Polarnaja zwiezda”

Od czerwca 1944 roku 8. i 15. Armia Powietrzna wykonywały misje wahadłowe do Związku Radzieckiego oznaczone kryptonimem „Frantic”. Bombowce lecące z Anglii na bombardowanie odległych celów w Niemczech nie wracały do baz macierzystych, ale kontynuowały lot na wschód – do udostępnionych baz na Ukrainie – z których leciały do Włoch, a z Włoch z powrotem do Anglii, tak aby na każdym odcinku mieć możliwość zrzucenia bomb na cel. 5. Skrzydło Bombowe 15. Armii wyruszyło w pierwszy lot do Związku Sowieckiego 2 czerwca; pierwszym celem była stacja rozrządowa w Debreczynie. 6 czerwca B-17 zbombardowały lotnisko w Gałaczu i wróciły na Ukrainę, a pięć dni później poleciały z powrotem do Włoch, bombardując po drodze lotnisko w Fokszanach.
21 czerwca 144 Flying Fortressy 8. Armii Powietrznej stanowiące część dużej wyprawy bombowej nad Niemcy wylądowały w Połtawie i Myrhorodzie. Nocą z 21 na 22 czerwca Luftwaffe zaatakowała słabo bronione przez artylerię przeciwlotniczą lotnisko w Połtawie i zniszczyła lub uszkodziła sześćdziesiąt dziewięć z obecnych tam 114 Flying Fortressów (Martin Bowman podaje: czterdzieści cztery zniszczone i dwadzieścia sześć poważnie uszkodzonych, łącznie siedemdziesiąt, Tomasz Szlagor – czterdzieści siedem zniszczonych i dziewiętnaście uszkodzonych, łącznie sześćdziesiąt sześć). 18 września 1944 roku 107 Flying Fortressów z 8. Armii Powietrznej wzięło udział w dziennej wyprawie nad Warszawę, mającej na celu dostarczenie zaopatrzenia dla powstańców warszawskich. Samoloty przewoziły około 1250 zasobników, lecz powstańcy zebrali jedynie 228 z nich.

#### Samoloty zdalnie sterowane
W czerwcu 1944 roku, po rozpoczęciu przez Niemców ataków za pomocą pocisków V-1, obmyślono plan wykorzystania dziesięciu zużytych Flying Fortressów wypełnionych materiałami wybuchowymi w charakterze zdalnie sterowanych latających bomb do zniszczenia stanowisk startowych V-1. Operacja otrzymała kryptonim „Aphrodite” (pol. Afrodyta). Samoloty, które oznaczono BQ-7, pozbawiono wszystkich zbędnych elementów, aby maksymalnie je odciążyć, i wypełniono nitroskrobią, a załogę stanowiły tylko dwie osoby: pilot i mechanik pokładowy odpowiedzialny za autopilota. Załoga miała wyprowadzić samolot pocisk na wysokość 550 metrów, uzbroić ładunki wybuchowe i wyskoczyć ze spadochronem jeszcze nad Anglią; od tego momentu za sterowanie i naprowadzenie na cel (na wysokości 180–210 metrów) miał odpowiadać towarzyszący BQ-7 samolot matka.
Samoloty pociski na bazie B-17 wykonały kilkanaście lotów bojowych w okresie od 4 sierpnia 1944 roku do 20 stycznia 1945 roku. Celem pierwszego uderzenia był podziemny kompleks w Mimoyecques, a maszynę prowadzącą pilotował porucznik Fain Pool. Ostatecznie program okazał się nieudany, a wśród uczestników zyskał przezwisko Perilous (niebezpieczny); dochodziło do sytuacji, w których po opuszczeniu samolotu pocisku przez załogę maszyna wymykała się spod kontroli i rozbijała w przypadkowym miejscu na terytorium Anglii. Donald Miller ocenia, że projekt „okazał się spektakularną klapą”.

### USAAF na Pacyfiku
Flying Fortressy miały stanowić kluczowy element obrony Filipin, które z kolei miały zablokować dalsze agresywne działania Japonii w tym regionie. 5 września 1941 roku mieszana eskadra dziewięciu B-17D (złożona z maszyn 5. i 11. Grupy Bombowej Hawajskiej Armii Powietrznej) wyruszyła z Hickam Field w drogę na Filipiny via Midway, Wake, Port Moresby i Darwin. Bombowce wylądowały na Clark Field tydzień później.

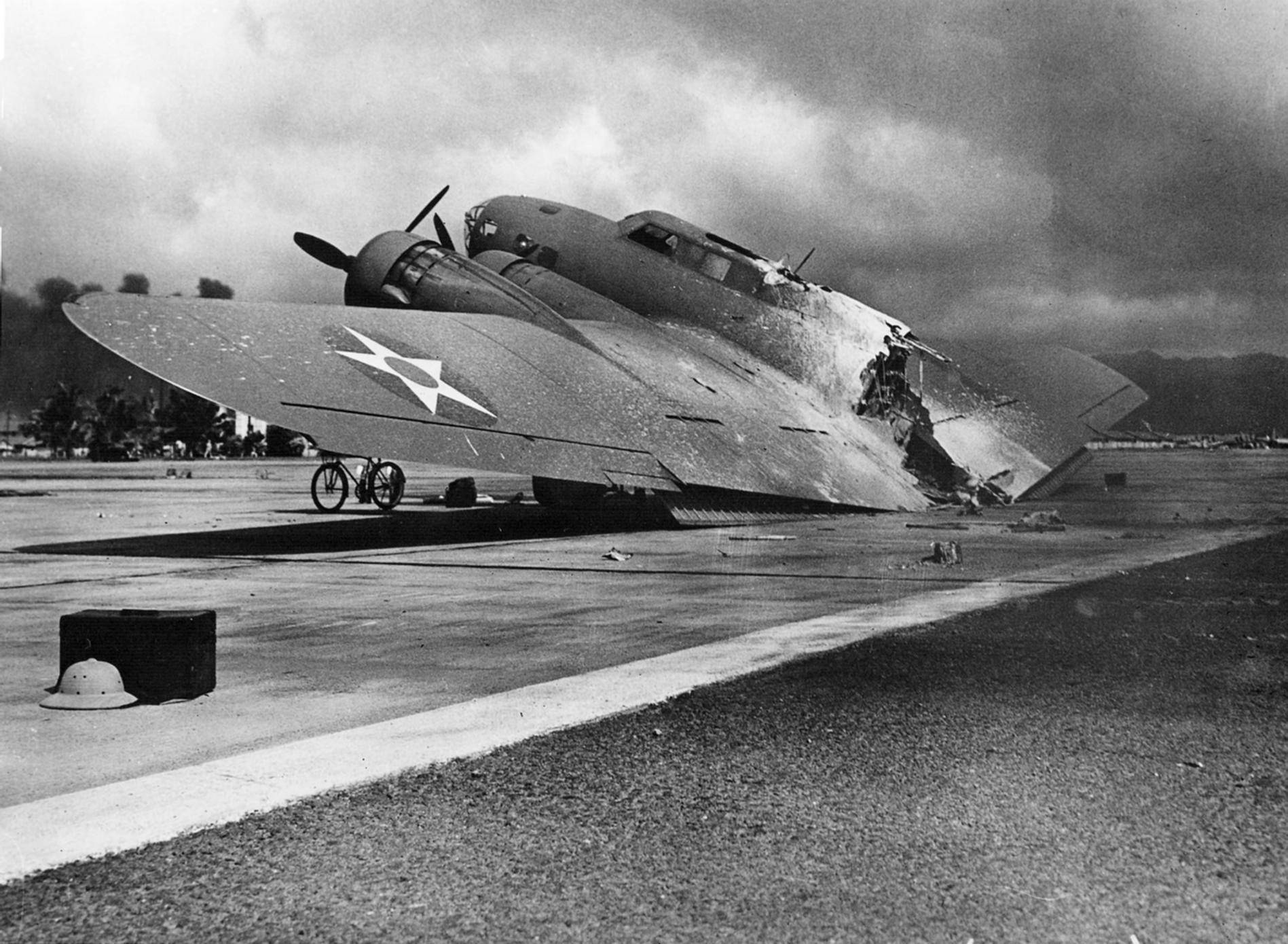
B-17C kapitana Raymonda Swensona, zaatakowany przez Japończyków podczas lądowania w bazie Hickam, przełamał się w chwili zetknięcia z ziemią.

W chwili ataku na Pearl Harbor (7 grudnia 1941 roku) lotnictwo amerykańskich wojsk lądowych posiadało 150 Flying Fortressów. Tuż przed japońskim uderzeniem z kontynentalnych Stanów Zjednoczonych w drogę na Filipiny ruszyły kolejne dwie formacje B-17C, D i E. Kiedy posterunek radarowy opodal bazy Pearl Harbor wykrył dużą formację zbliżających się samolotów, dowódca bazy uznał, że jest to właśnie grupa B-17, i zignorował ostrzeżenie, tymczasem była to w istocie pierwsza fala japońskiego lotnictwa. Japończycy zniszczyli na ziemi niemal wszystkie obecne tam Flying Fortressy. W tym czasie przybyły samoloty z kontynentu (nieuzbrojone, aby mogły zabrać więcej paliwa); część z nich również została zniszczona.
Wkrótce japońskie lotnictwo zaatakowało Filipiny. W pierwszym uderzeniu zniszczono na ziemi siedemnaście Flying Fortressów, co zredukowało o połowę flotę samolotów tego typu na Filipinach. 10 grudnia pięć spośród siedemnastu bombowców przeprowadziło pierwszy w tej wojnie nalot w wykonaniu amerykańskiego lotnictwa – na japoński konwój, z którego Japończycy desantowali się w północnej części Luzonu. Jedna z maszyn zaatakowała krążownik ciężki „Ashigara”. W następnych dniach kontynuowano ataki na flotę inwazyjną, lecz bez zauważalnych sukcesów; tymczasem Japończycy z powodzeniem niszczyli kolejne B-17.
W następstwie ataku na Pearl Harbor Amerykanie obawiali się, że kolejne uderzenie może być wymierzone w zachodnie wybrzeże kontynentu. Rozpoczęto więc przebazowanie części Flying Fortressów do stanów Kalifornia (dwadzieścia dziewięć B-17E) i Waszyngton (dziewiętnaście B-17B). W kolejnych tygodniach przebazowano czterdzieści sześć B-17 na Hawaje. Tymczasem w drugiej połowie grudnia filipińskie B-17 ewakuowano do Australii, skąd kontynuowały ataki na siły japońskie, zwłaszcza na żeglugę. Później siły rozproszono: B-17 trafiły między innymi na Mindanao i Jawę, a także na Kendari. W obliczu szybkich postępów japońskich B-17 z Jawy ewakuowano do Australii na przełomie lutego i marca 1942 roku.

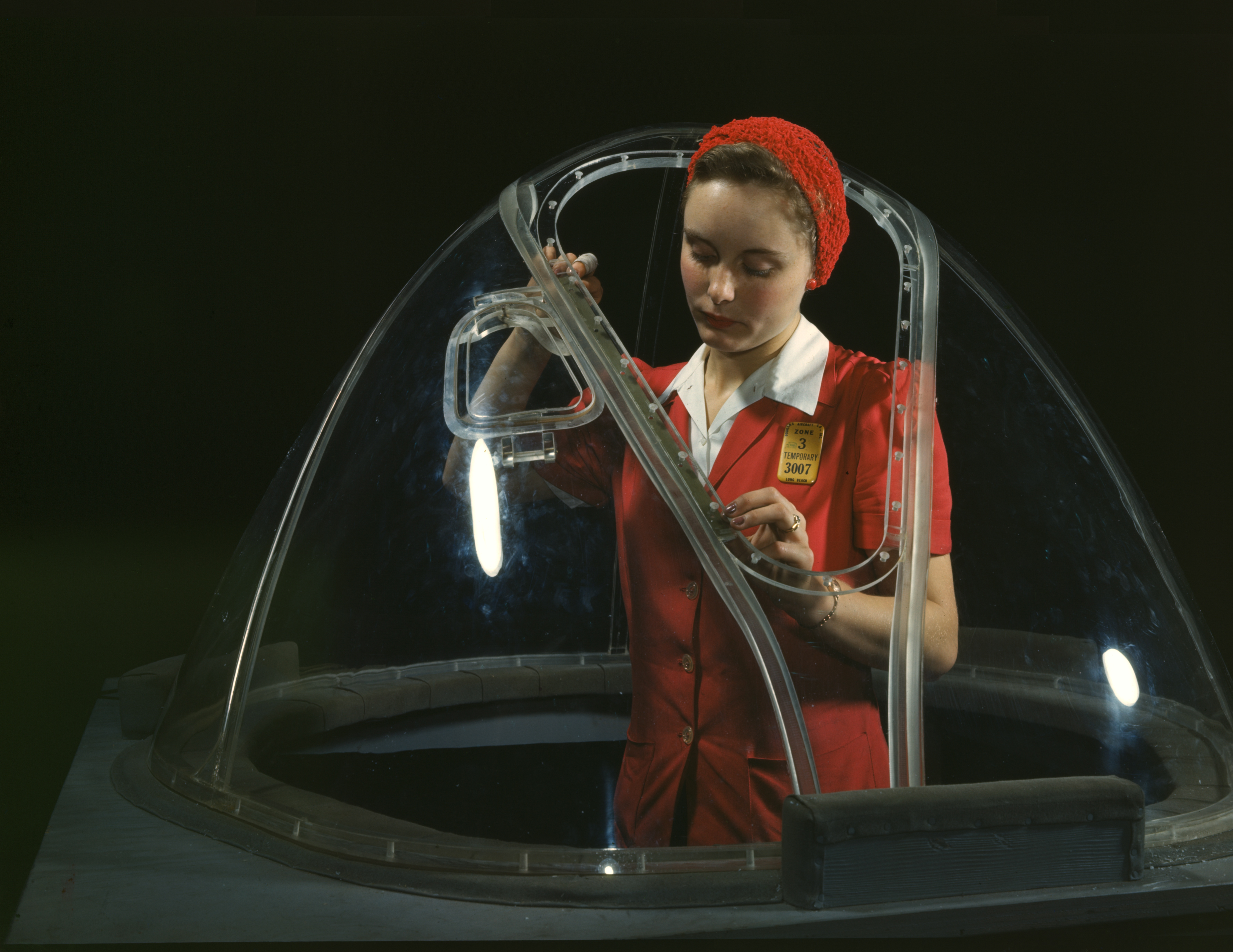
Robotnica w zakładach Douglasa pracująca nad pleksiglasową osłoną nosa B-17F

W lutym i marcu B-17 bombardowały port w Rabaulu, mający stanowić – jak spodziewali się alianci – fundament przyszłej inwazji na Nową Gwineę. Niedługo po kapitulacji sił amerykańskich na Filipinach B-17 zaczęły atakować również ten archipelag, a w maju 19. Grupa Bombowa atakowała oddziały japońskie prowadzące inwazję Nowej Gwinei. W tym okresie, w czasie lotu bojowego nad Morzem Koralowym, formacja B-17 omyłkowo zbombardowała sojuszniczy krążownik HMAS „Australia”, ale nie wyrządziła mu żadnych szkód.
W dniach 29–30 maja siedemnaście B-17E z 11. Grupy Bombowej przybyło na Midway. 2 czerwca sześć z nich wróciło na Oʻahu. 3 czerwca o godzinie 12.30 dziewięć Flying Fortressów wyruszyło na poszukiwania floty japońskiej i cztery godziny później zauważyły ją w odległości 570 mil od atolu. Bombowce zaatakowały trzema kluczami po trzy na różnych wysokościach (od około 2400 do około 3700 metrów), ale bez powodzenia; mimo że załogi meldowały o trafieniach i pożarach na pokładach japońskich okrętów, widziany przez nie dym był w istocie zasłoną dymną. W nocy z 3 na 4 czerwca na Midway przybyło kolejne siedem B-17E z 11. Grupy Bombowej, toteż 4 czerwca wczesnym rankiem w powietrze wysłano już czternaście Flying Fortressów. B-17 odnalazły i zbombardowały parę japońskich lotniskowców, „Sōryū” i „Hiryū”.
Nazajutrz B-17 kontynuowały ataki na flotę japońską. Tym razem jeden bombowiec został strącony, a drugi rozbił się, kiedy zabrakło mu paliwa. W sumie w trakcie bitwy pod Midway Flying Fortressy wykonały pięćdziesiąt pięć samolotolotów i zrzuciły 300 bomb, ale nie uzyskały ani jednego trafienia, co dowiodło, że użycie bombowców strategicznych w locie poziomym na dużej wysokości do atakowania poruszających się okrętów jest zasadniczo błędem. Podobnie bezowocny był atak B-17 i B-26 na japońskie lotniskowce w toku kampanii aleuckiej (3 czerwca 1942 roku). Nie znaczyło to jednak, iż B-17 w ogóle nie są w stanie zatopić okrętu: 25 sierpnia 1942 roku w trakcie bitwy koło wschodnich Wysp Salomona B-17 zatopiły niszczyciel „Mutsuki”, a niebawem miały odnieść na tym polu jeszcze większy sukces.

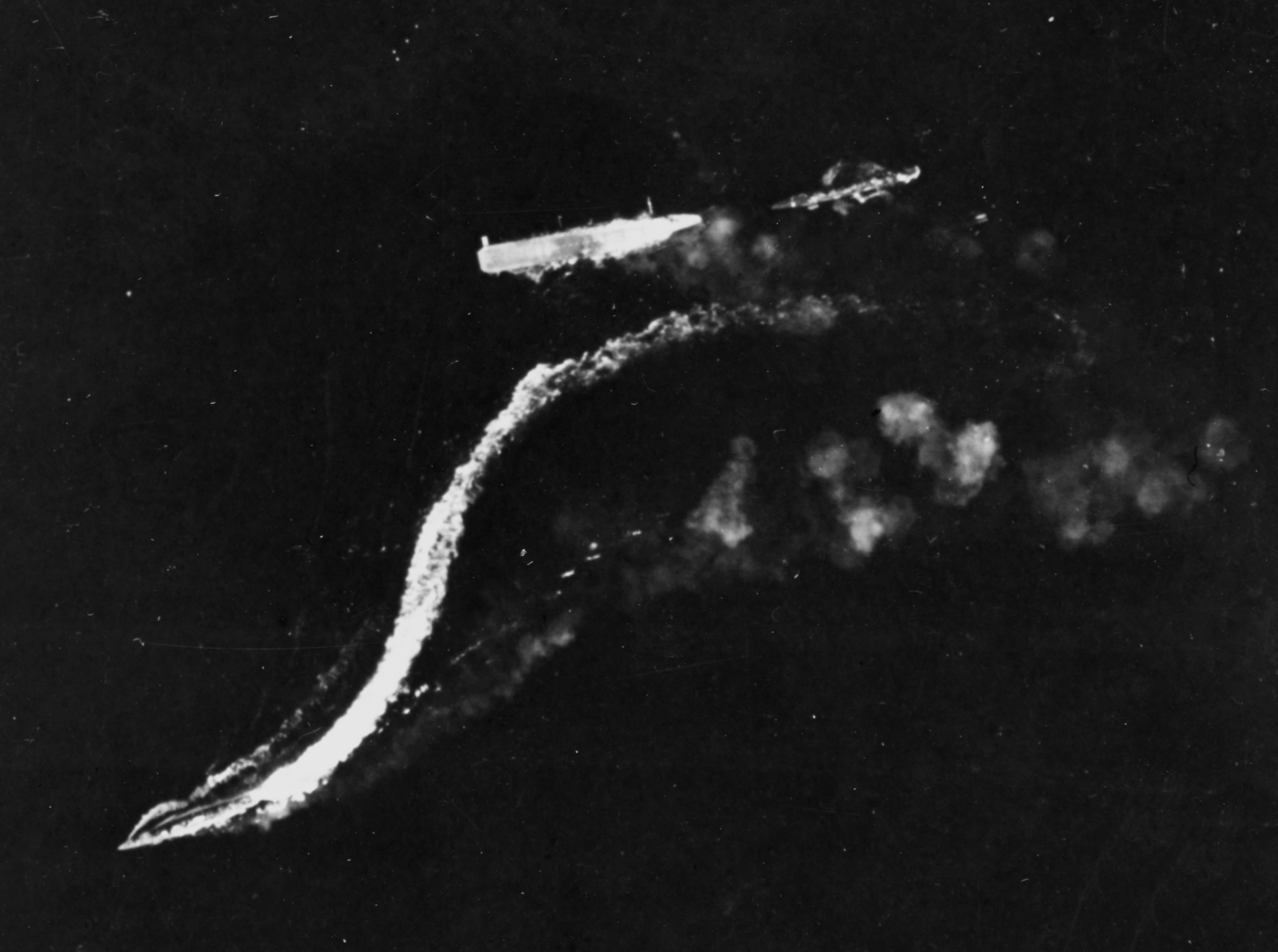
Ryūjō (pośrodku u góry) i dwa towarzyszące mu niszczyciele pod bombami zrzucanymi z B-17

30 lipca nalotem z Efate na Tulagi 11. Grupa Bombowa rozpoczęła bombardowania stanowiące przygotowanie do kampanii na Guadalcanalu. Następnego dnia B-17 zaatakowały lotnisko Lunga Point. Naloty trwały do 6 sierpnia, tymczasem 7 sierpnia – w dzień operacji desantowej – B-17 poszukiwały floty japońskiej na północ od Wysp Salomona. 24 sierpnia Flying Fortressy zaatakowały lotniskowiec „Ryūjō”. Lotnicy meldowali o czterech trafieniach, ale okręt został unieszkodliwiony dopiero później przez samoloty torpedowe i bombowce nurkujące marynarki wojennej. W kolejnych tygodniach B-17 wciąż zapewniały wsparcie marines walczącym z Japończykai na Guadalcanalu. Latały one głównie z Espiritu Santo i Efate, ale wkrótce na ich użytek wydłużono pas w Lunga Point, przemianowanym już na Henderson Field. We wrześniu 1942 roku na Espiritu Santo zaczęły przybywać B-17F.
13 listopada para B-17 poleciała zbombardować unieruchomiony japoński pancernik „Hiei”. Bombowce zdołały uszkodzić okręt, ale go nie zatopiły, toteż do akcji wysłano kolejne siedemnaście Flying Fortressów. Pomimo uzyskania jednego trafienia bezpośredniego i pięciu prawdopodobnych pancernik jeszcze przez jakiś czas utrzymał się na wodzie.
Tymczasem Flying Fortressy 19. Grupy Bombowej od 7 sierpnia znów atakowały Rabaul. Pod koniec 1942 roku w porcie tym znajdowało się coraz więcej statków i okrętów, na początku stycznia było ich już ponad dziewięćdziesiąt, toteż 5 stycznia generał dywizji George Kenney zarządził nalot w wykonaniu dwunastu bombowców ciężkich – sześciu B-17 z 43. Grupy Bombowej i sześciu B-24 z 90. Grupy. Kenney chciał, aby bombowce znalazły się nad Rabaulem o świcie, zanim japońskie myśliwce rozpoczną patrole, ale generał brygady Kenneth Walker obawiał się, że nocny start z Port Moresby może być niebezpieczny, i przesunął godzinę startu tak, że bombowce znalazły się nad celem w południe; sam Walker poleciał jako obserwator na pokładzie B-17F „San Antonio Rose”. Nalot okazał się udany, bomby trafiły dziesięć jednostek, w tym jedną zatopiły. Rabaul był jednak silnie broniony przez myśliwce i artylerię przeciwlotniczą. Samolot z Walkerem na pokładzie został strącony, a generała pośmiertnie odznaczono Medalem Honoru.
W styczniu 1943 roku Rabaul bombardowano trzynaście razy, zawsze jednak niewielkimi siłami, maksymalnie po dwanaście B-17. Dla porównania: 8. Armia Powietrzna w nalocie na Vegesack 18 marca 1943 roku wykorzystała siedemdziesiąt trzy Flying Fortressy. 43. Grupa Bombowa teoretycznie miała na stanie pięćdziesiąt pięć B-17E i B-17F, lecz na ogół w stanie zdatnym do lotu było tylko kilkanaście maszyn.

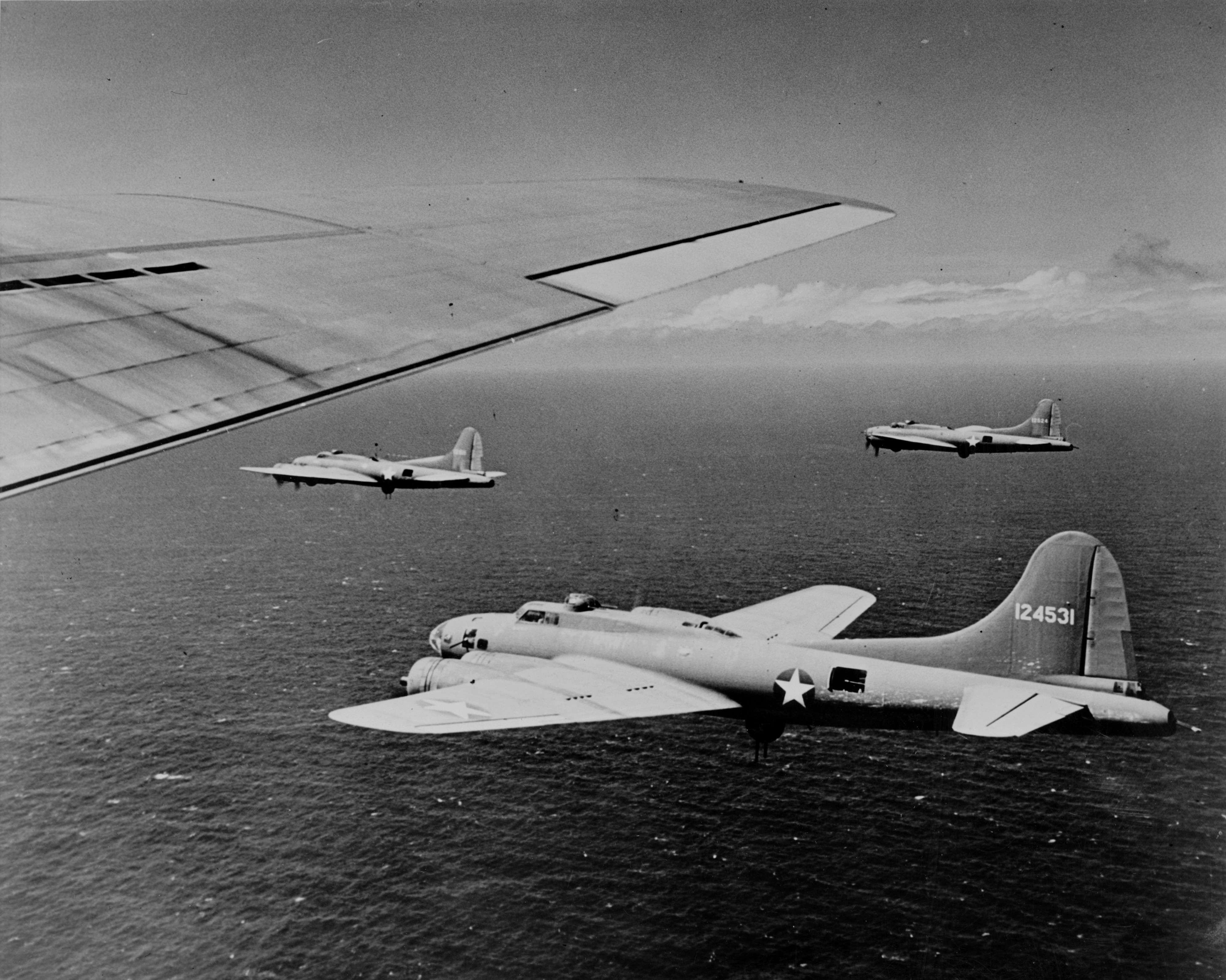
B-17F 11. Grupy Bombowej

1 marca siedem B-17 wyleciało nad Morze Bismarcka w poszukiwaniu japońskiego konwoju transportującego znaczne siły do Lae. Tego dnia Flying Fortressy nie zdołały odnaleźć celu, ale już nazajutrz rano osiem bombowców z 63. Eskadry 43. Grupy przeprowadziło pierwszy nalot na konwój. Ta formacja zatopiła dwie jednostki (transportowiec i niszczyciel), a przybyła niedługo później druga formacja, licząca dwadzieścia bombowców, zapisała sobie na konto dwa trafienia i cztery bliskie uderzenia bomb. Tego wieczora nastąpił jeszcze trzeci nalot w wykonaniu B-17; tym razem załogi meldowały o zatopieniu jednego okrętu. Po raz kolejny Flying Fortressy (tym razem eskortowane przez P-38 Lightningi) zaatakowały konwój 3 marca, najpierw rankiem, a następnie po południu; rankiem japońskie myśliwce strąciły B-17 „Ka-Puhio-Wela” i ostrzelały opadających pod spadochronem członków załogi, a w odwecie podczas drugiego nalotu niektórzy lotnicy amerykańscy ostrzelali japońskich rozbitków. Rankiem 4 marca trzy B-17 zaatakowały kilka japońskich barek desantowych opodal Lae. Bitwa na Morzu Bismarcka zakończyła się porażką Japończyków, którzy stracili osiem transportowców wojska i cztery niszczyciele – wszystkie padły ofiarą lotnictwa.
W maju 1943 roku 43. Grupa Bombowa rozpoczęła długotrwałe (zakończone we wrześniu) przezbrojenie z B-17 na B-24, których większy zasięg sprawiał, że lepiej się nadawały do działań na rozległych akwenach Pacyfiku.
16 czerwca B-17E „Lucy” wystartował do lotu aerofotograficznego nad Wyspami Salomona, który przyniósł dwu członkom załogi odznaczenie Medalem Honoru. Maszynę zaatakowało co najmniej piętnaście japońskich myśliwców. Śmiertelnie ranny bombardier Joseph Sarnoski do ostatniej chwili prowadził ogień z karabinu maszynowego. Pilot, Jay Zeamer, mimo poważnych ran rąk i nóg manewrował samolotem, aby utrudnić przeciwnikom celowanie, a następnie doprowadził samolot na lotnisko Dobodura; jego hospitalizacja po tym locie trwała piętnaście miesięcy. Zarówno Sarnoskiemu, jak i Zeamerowi przyznano najwyższe amerykańskie odznaczenie wojskowe.
5 września Flying Fortressy zrzucały zaopatrzenie dla amerykańskich spadochroniarzy, którzy wylądowali na lotnisku Lae Nadzab. Było to ostatnie użycie bojowe B-17 w ramach 43. Grupy Bombowej, lecz jeszcze do maja 1944 roku wykorzystywano je w roli samolotów transportowych latających pomiędzy wyspami zajmowanymi przez Amerykanów.

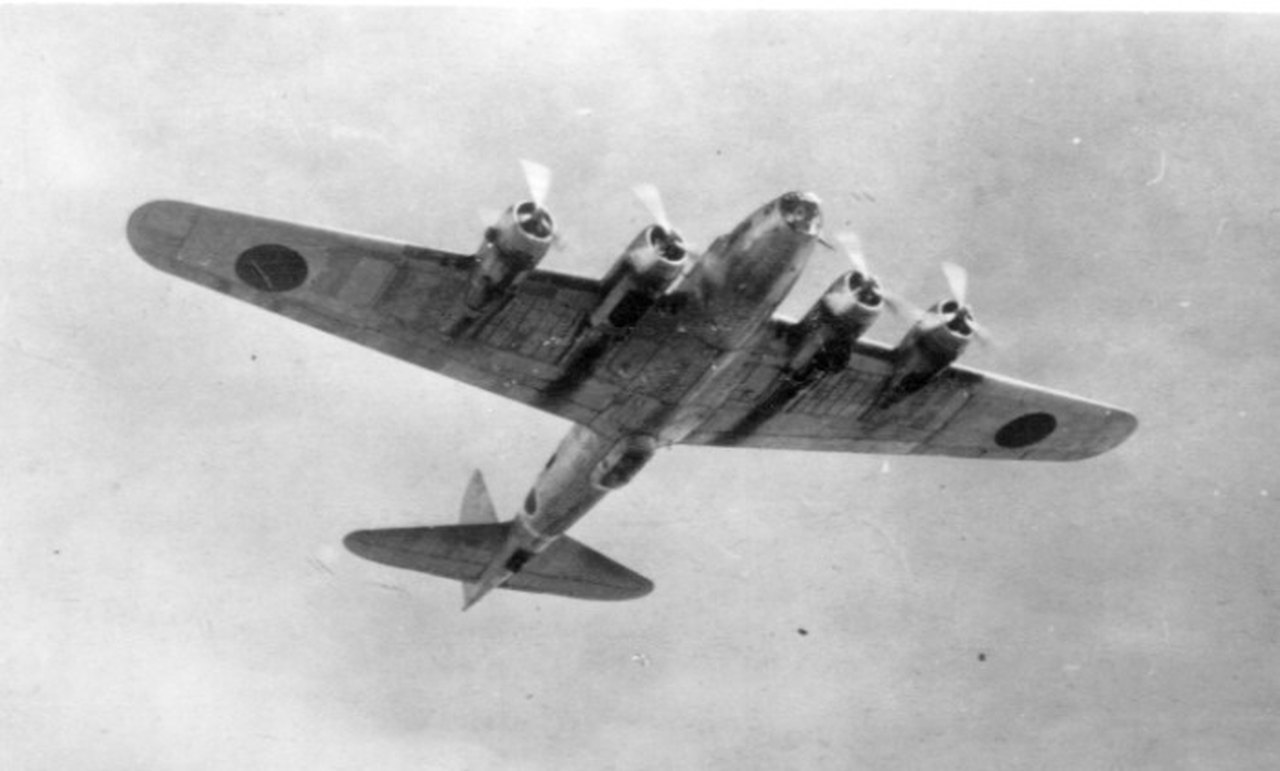
B-17D użytkowany przez Japończyków

### Maszyny zdobyczne i internowane
Japończycy przywrócili do stanu lotnego jednego Flying Fortressa w wersji D (numer 40-3095), którego zdobyli na Clark Field; jako że był uszkodzony, być może de facto złożyli go z dwóch różnych egzemplarzy. Ponadto na Jawie (w Yogyakarcie i Bandungu) zdobyli B-17 (co najmniej jeden B-17E). Japońskie siły zbrojne z pomocą maszyn zdobycznych opracowywały taktykę zwalczania amerykańskich bombowców ciężkich.
Pewna liczba B-17 dostała się w ręce niemieckie; część z nich została przydzielona do Kampfgeschwader 200 i pomalowana w barwy Luftwaffe. Wykorzystywano je między innymi do potajemnych zrzutów agentów za liniami wroga.
Wiele uszkodzonych lub zagubionych maszyn lądowało w krajach neutralnych – Szwecji lub Szwajcarii (generał Arnold podejrzewał, że w niektórych przypadkach piloci kierowali tam swoje bombowce nie dlatego, że były uszkodzone, ale dlatego, że sami chcieli zdezerterować). W toku całej II wojny światowej w Szwajcarii internowano 1740 lotników, w Szwecji – około 1400.
Sześćdziesiąt osiem B-17 wylądowało w Szwecji; maszyny internowano tam wraz z załogami. W ostatnich miesiącach wojny rząd szwedzki zwolnił internowanych lotników, a w zamian rząd amerykański sprzedał Szwedom dziewięć internowanych B-17 za symbolicznego dolara, z czego siedem przebudowano na samoloty pasażerskie dla linii AB Aerotransport.

## Użycie po II wojnie światowej

### Wojna koreańska

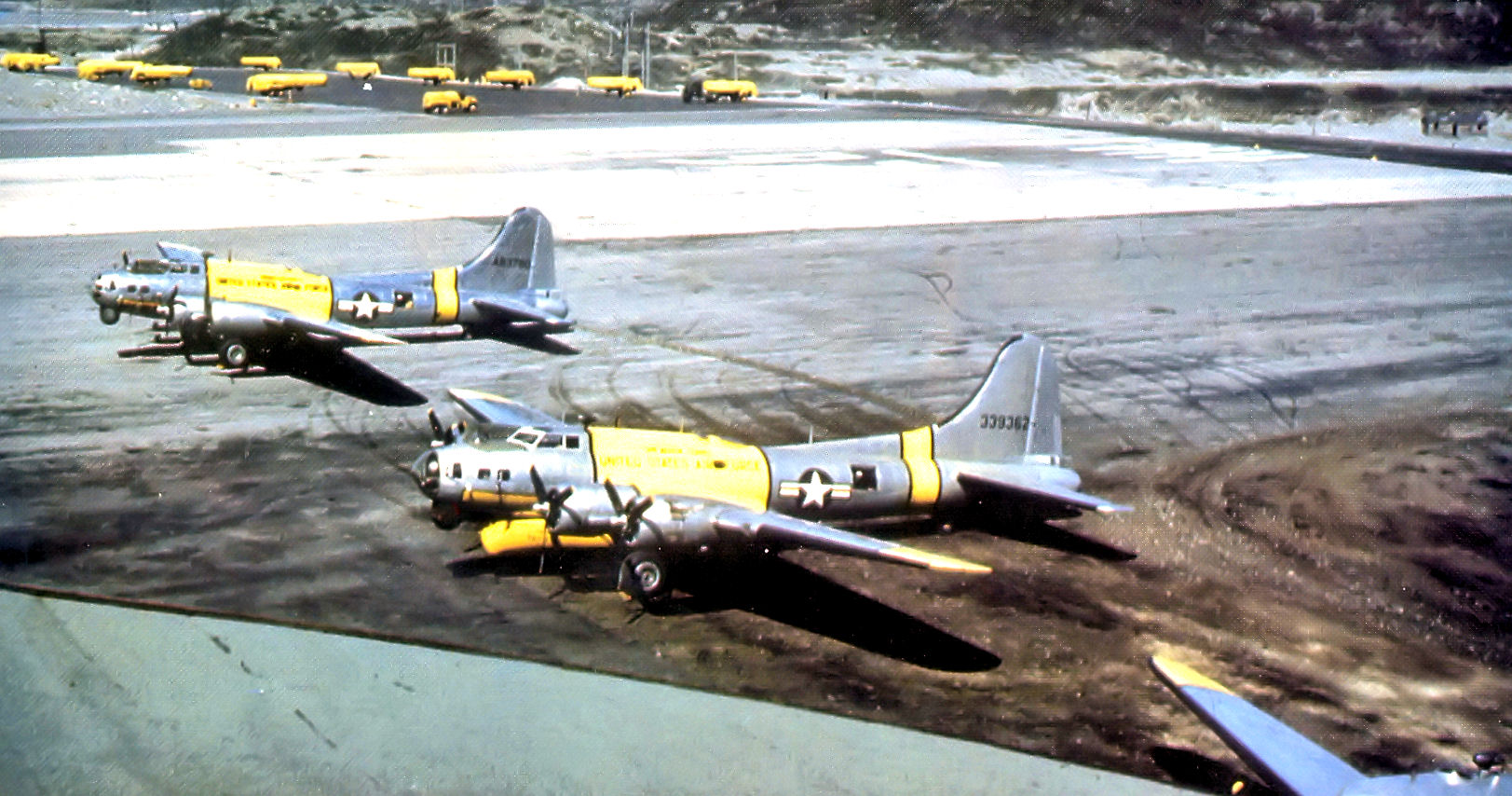
SB-17G w Narsarsuaq; pod nosem owiewki radarów, a pod centropłatem – kutry ratownicze

W czasie wojny koreańskiej Flying Fortressy nie były już wykorzystywane w roli samolotów bombowych, ale wciąż wypełniały zadania poszukiwawczo-ratownicze. Maszyny na bazie B-17G – oznaczone SB-17G – stacjonowały w Japonii . Ze względu na możliwość spotkania z myśliwcami wroga SB-17G otrzymały z powrotem część uzbrojenia obronnego . Pierwszy zrzut kutra ratunkowego wykonano 8 grudnia 1950 roku dla jednego z członków załogi rozbitego B-26 . Służba SB-17 w Korei była jednak krótka, gdyż z biegiem czasu do zadań ratowniczych coraz częściej wykorzystywano SB-29 .
W wojnie koreańskiej używane były również samoloty dyspozycyjne VB-17G.

### Amerykańska marynarka wojenna i straż wybrzeża
W 1945 roku US Navy otrzymała kilkadziesiąt używanych B-17 z zapasów USAAF-u. Dwadzieścia trzy B-17G – pod oznaczeniem PB-1W – od kwietnia 1946 roku do 1955 roku służyły jako samoloty wczesnego ostrzegania (z umieszczonym pod kadłubem radarem AN/APS-20) i ZOP w eskadrze VBP-101. Poza tym trzydzieści osiem bombowców przekazane marynarce nigdy nie weszły do służby i zostały skanibalizowane na części zamienne. Z kolei United States Coast Guard używała osiemnastu B-17G (pod oznaczeniem PB-1G) jako maszyn poszukiwawczo-ratowniczych.

### Samoloty specjalne i samoloty cele

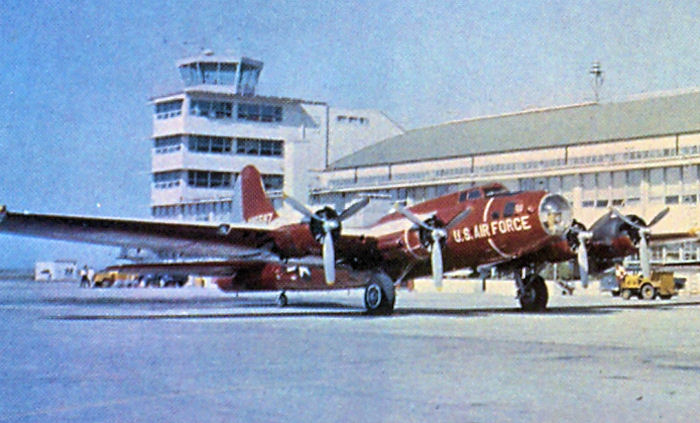
QB-17 w Holloman Air Force Base, 1959 rok

Po II wojnie światowej powrócono do koncepcji użycia zdalnie sterowanych BQ-7 – tym razem do bliskiej obserwacji prób z bronią nuklearną. W maju 1946 roku na drony przebudowano szesnaście Flying Fortressów, a kolejne sześć przystosowano do pełnienia funkcji samolotu matki – wzięły one udział w próbach w ramach operacji „Crossroads”. W tej roli wykorzystywano je do 1952 roku (w późniejszym okresie pod oznaczeniem QB-17G dla drona i DB-17G dla samolotu matki).
Inna grupa B-17G przebudowanych na drony otrzymała oznaczenie QB-17L. Większość z nich zniszczono w charakterze celów latających w próbach systemów przeciwlotniczych MIM-3 Nike Ajax i pocisków powietrze–powietrze AIM-4 Falcon, a ostatni QB-17L został zestrzelony pociskiem Bomarc w 1960 roku.

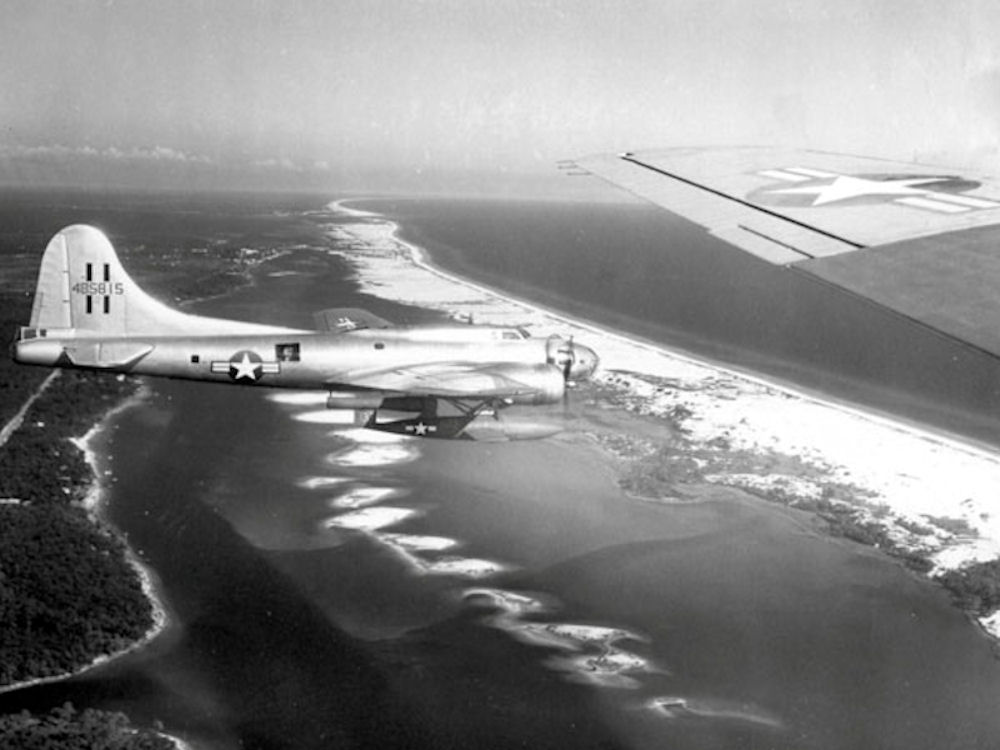
MB-17G nad Zatoką Meksykańską z podwieszonym pociskiem JB-2 Loon

Jeszcze w marcu 1945 roku dwa B-17G (oznaczone MB-17G) rozpoczęły udział w próbach pocisku JB-2 Loon (amerykańskiej kopii niemieckiego V-1).
Dwa B-17G przeznaczono w US Air Force do prób silników turbośmigłowych, które instalowano w części nosowej, w miejscu przedziału bombardiera i nawigatora. Konstrukcję samolotu, oznaczonego EB-17G (od 1956 roku JB-17G) wzmocniono, kabinę pilotów przesunięto do tyłu, usunięto całe uzbrojenie, a w komorze bombowej umieszczono stanowisko mechanika pokładowego. Jeden samolot latał do 1980 roku, drugi – do roku 1979, w którym został uszkodzony przez tornado. Jedną podobnie przebudowaną maszynę użytkowała w tym samym celu amerykańska marynarka wojenna (samolot otrzymał później oznaczenie JTB-17).
Co najmniej jeden B-17 był wykorzystywany przez Centralną Agencję Wywiadowczą do wykonywania zadań transportowych w latach pięćdziesiątych.

### Izrael
Wysłannicy izraelscy w Stanach Zjednoczonych kupili cztery używane B-17G, z czego trzy dotarły do Izraela. Wcielono je do służby w wojskach lotniczych i intensywnie wykorzystano bojowo w toku wojny o niepodległość (w sumie 131 samolotolotów bojowych, między innymi bombardowanie Kairu). Odbyły także loty bojowe w czasie kryzysu sueskiego w 1956 roku (w sumie osiem lotów, bez znaczących sukcesów).
Izraelskie B-17 wycofano ze służby pod koniec lat pięćdziesiątych i wkrótce zezłomowano.

## Wersje samolotu
- Model 299 – pojedynczy egzemplarz przeznaczony do prób, nieprzekazany formalnie siłom zbrojnym. Oblot: 28 lipca 1935 roku. Napęd: cztery silniki gwiazdowe Pratt & Whitney SIE-G Hornet(inne języki) o mocy 750 koni mechanicznych[19].
- YB-17 (Y1B-17) – seria wstępna, wyprodukowano trzynaście egzemplarzy. Oblot: 2 grudnia 1936 roku. Napęd: silniki Wright R-1820-39 Cyclone o mocy startowej 930 koni mechanicznych[326].
- B-17A (Y1B-17A) – pojedynczy egzemplarz Y1B-17 przebudowany i wykorzystywany do prób silników z turbosprężarkami. Oblot: 29 kwietnia 1938 roku. Napęd: silniki Wright R-1820-51 o mocy startowej 1000 koni mechanicznych. Uzbrojenie: pięć karabinów maszynowych[21].
- B-17B (Model 299M) – pierwsza wersja seryjna, wyprodukowano trzydzieści dziewięć egzemplarzy. Oblot: 27 czerwca 1939 roku. Napęd: silniki Wright R-1820-51 o mocy startowej 1000 koni mechanicznych. Uzbrojenie: pięć karabinów maszynowych, do 2176 kilogramów bomb (8 × 272 kg)[327].
- B-17C (Model 299H) – druga wersja seryjna, wyprodukowano trzydzieści osiem egzemplarzy. Oblot: 21 lipca 1940 roku[30]. Napęd: silniki Wright R-1820-65 o mocy startowej 1200 koni mechanicznych. Uzbrojenie: pięć karabinów maszynowych, do 2176 kilogramów bomb. Służył w Wielkiej Brytanii pod oznaczeniem Fortress Mk I[328].
- B-17D (również oznaczony fabrycznie jako Model 299H) – trzecia wersja seryjna, wyprodukowano czterdzieści dwa egzemplarze. Oblot: 3 lutego 1941 roku. Napęd: silniki Wright R-1820-65 o mocy startowej 1200 koni mechanicznych. Uzbrojenie: siedem karabinów maszynowych, do 2176 kilogramów bomb[329].
- B-17E – czwarta wersja seryjna, o nowej konstrukcji ogona z tylnym stanowiskiem strzeleckim, wyprodukowano 512 egzemplarzy. Służyła w Wielkiej Brytanii pod oznaczeniem Fortress Mk. IIA. Oblot: 5 września 1941 roku[330]. Napęd: silniki Wright R-1820-65 o mocy startowej 1200 koni mechanicznych. Uzbrojenie: osiem karabinów maszynowych, do 3628 kilogramów bomb[331].
- B-17F (Model 299P) – piąta wersja seryjna, wyprodukowano 3405 egzemplarzy (w tym 1105 poza zakładami Boeinga). Służyła w Wielkiej Brytanii pod oznaczeniem Fortress Mk. II. Oblot 30 maja 1942 roku[332]. Napęd (późniejszych egzemplarzy): silniki Wright R-1820-97 o mocy startowej 1200 koni mechanicznych. Uzbrojenie: zazwyczaj dziesięć karabinów maszynowych, do 4354 kilogramów bomb[333].
- B-17G (Model 299O) – szósta wersja seryjna, wyprodukowano 8680 egzemplarzy[57]. Służyła w Wielkiej Brytanii pod oznaczeniem Fortress Mk. III. Oblot: 21 maja 1943 roku[55]. Napęd: silniki Wright R-1820-97 o mocy startowej 1200 koni mechanicznych. Uzbrojenie: trzynaście karabinów maszynowych, do 4355 kilogramów bomb[2].
- B-17H – nieuzbrojona wersja ratownictwa morskiego na bazie B-17G, przenosząca kuter ratowniczy A-1. Wykorzystywana od kwietnia 1945 roku do 1959 roku (od 1948 roku oznaczone SB-17G). Zbudowano 147 samolotów tej wersji[62] .

## B-17 jako symbol

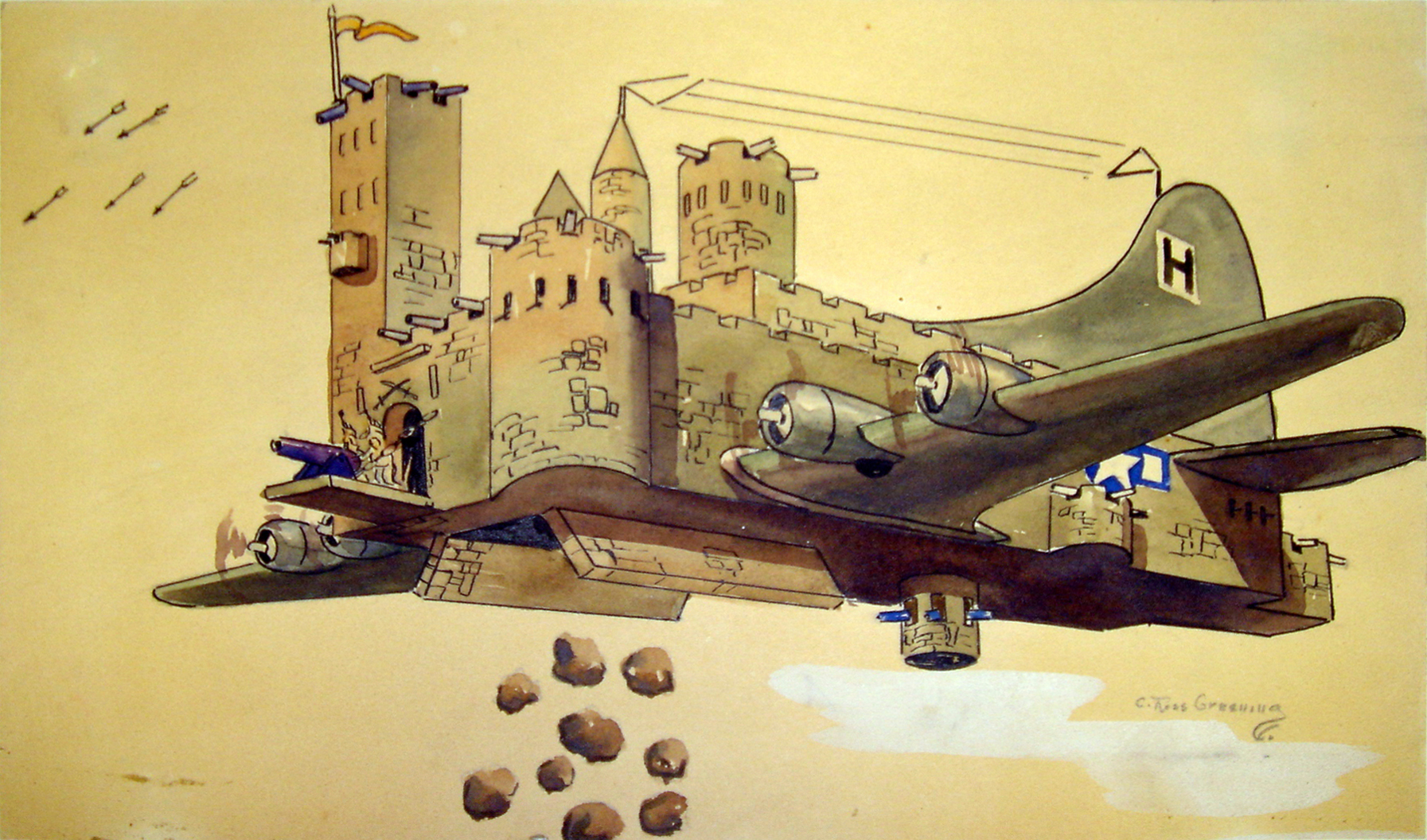
B-17 narysowany jako dosłowna „latająca forteca”

B-17 Flying Fortress uznawany jest za samolot legendarny, „bezdyskusyjnie”  zajmujący pierwsze miejsce w oczach opinii publicznej spośród wszystkich bombowców II wojny światowej. Jeszcze przed wybuchem II wojny światowej prezentowany był jako „cudowny bombowiec” w filmach takich jak Brawura (1938 rok). Pod względem estetycznym Donald Miller ocenia, że B-17 „na ziemi wyglądał groźnie, w powietrzu prezentował się pięknie”.
B-17 był wytrzymalszy i zwrotniejszy, ale wolniejszy i miał mniejszy zasięg w porównaniu ze służącym równolegle bombowcem B-24 Liberator. Przede wszystkim jednak B-17 słynął z odporności na uszkodzenia i jest często wskazywany jako najodporniejszy samolot całej II wojny światowej . Gruby płat B-17 dobrze znosił przestrzelenia, rozległe użycie instalacji elektrycznej (zamiast hydrauliki jak w B-24) zmniejszało ryzyko pożaru na pokładzie .
Ponadto B-17 radził sobie lepiej niż B-24 po awarii jednego z czterech silników. Znany jest co najmniej jeden przypadek, w którym lądowanie odbyło się na jednym sprawnym silniku – maszyna z 305. Grupy Bombowej wracająca z nalotu na Lipsk 20 lutego 1944 roku została sprowadzona na ziemię przez Williama R. Lawleya, którego odznaczono za męstwo Medalem Honoru. Niemniej jednak B-17 zalicza się do samolotów ponoszących najwyższe straty w przekroju całej II wojny światowej, ale z drugiej strony – Flying Fortressy latały z reguły nad cele silniej bronione niż cele atakowane przez jednostki wyposażone w B-24 . Sondaż przeprowadzony w 1943 roku na zlecenie przedsiębiorstwa Consolidated wykazał, że 73% respondentów (mężczyzn z sześciu miast USA) zna nazwę „Liberator”, podczas gdy nazwę „Flying Fortress” – 90% .
W czasie II wojny światowej B-17 zrzuciły na cele w Europie 640 036 ton bomb (B-24 – 452 508 ton) i odbyły 291 508 samolotolotów bojowych. Na wszystkich teatrach działań wojennych lotnictwo wojsk lądowych USA utraciło w boju około 4750 Flying Fortressów.

## Zachowane egzemplarze
Pewna liczba Flying Fortressów zachowała się do czasów współczesnych i może być oglądana w muzeach w wielu krajach, a około dziesięciu maszyn – wyłącznie egzemplarze wersji B-17G – jest nadal zdolnych do lotu (stan na 2017 rok, żaden z nich nie uczestniczył w działaniach bojowych).
Jedyny latający egzemplarz w Europie, B-17G-105-VE s/n 44-85784 o nazwie własnej „Sally B”, zbudowany przez zakłady Vega, przebywa na stałe w Wielkiej Brytanii.
Więcej latających B-17 znajduje się w Stanach Zjednoczonych. Należały do nich między innymi B-17G-VE s/n 44-85740 „Aluminum Overcast” (własność Experimental Aircraft Association) czy B-17G s/n 44-83514 „Sentimental Journey” i B-17G-95-DL s/n 44-83872 „Texas Raiders” (oba stanowią własność Commemorative Air Force).
B-17G s/n 44-83575 „Nine-O-Nine”, stanowiący własność Collings Foundation, uległ zniszczeniu 2 października 2019 roku w wypadku po starcie na lotnisku Bradley w stanie Connecticut. Z trzyosobowej załogi i dziesięciorga pasażerów zginęło siedem osób, w tym 75-letni pilot. Był to czwarty wypadek z udziałem B-17G od 1982 roku.
12 listopada 2022 roku podczas pokazów lotniczych w Dallas doszło do zderzenia w powietrzu B-17G (s/n 44-83872, znaki rejestracyjne N7227C) oraz myśliwca Bell P-63 Kingcobra, w wyniku czego oba samoloty spadły i zginął pilot P-63 oraz pięć osób na pokładzie B-17.

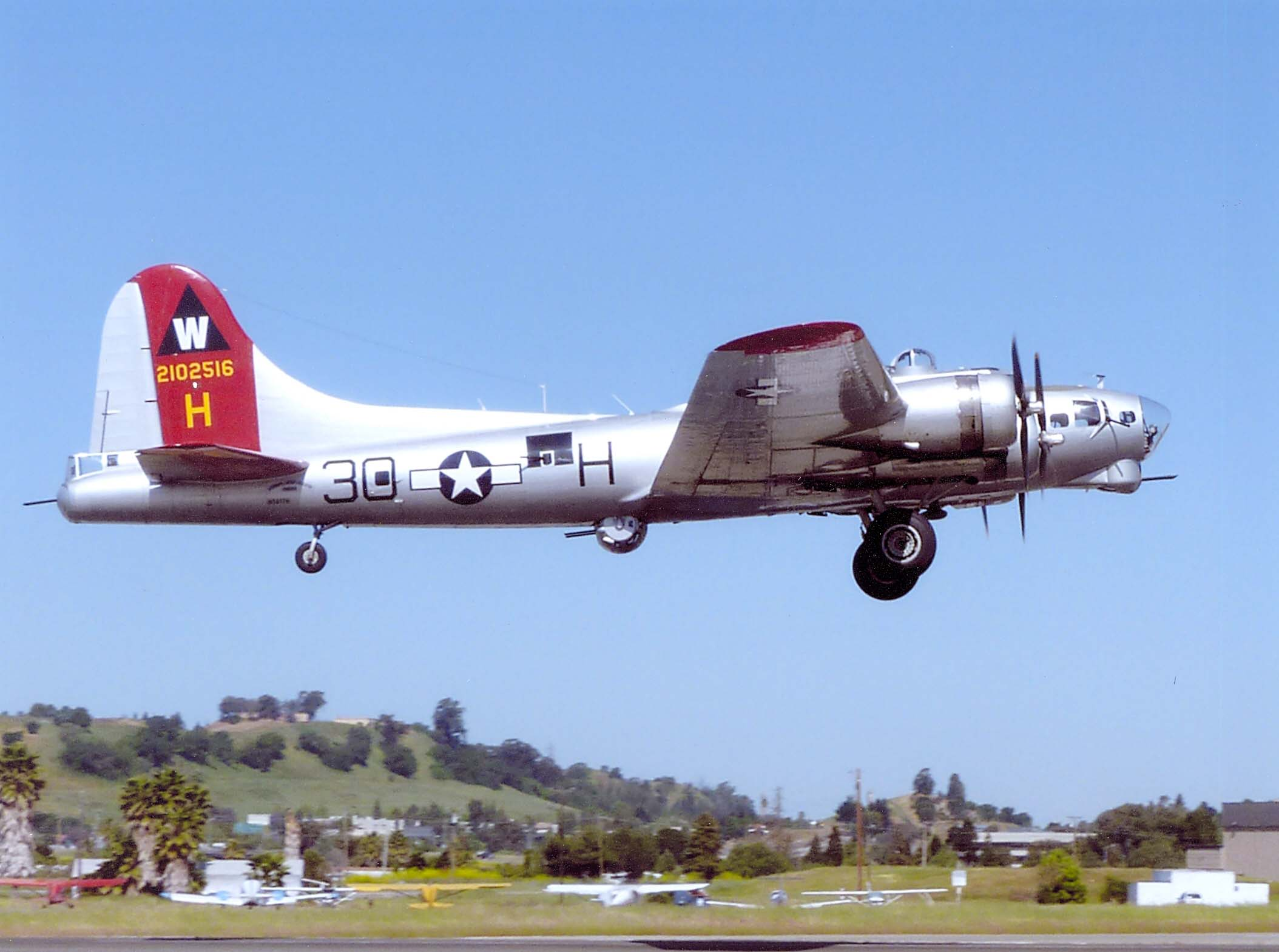
„Aluminum Overcast” startujący z Buchanan Field(inne języki), 2013
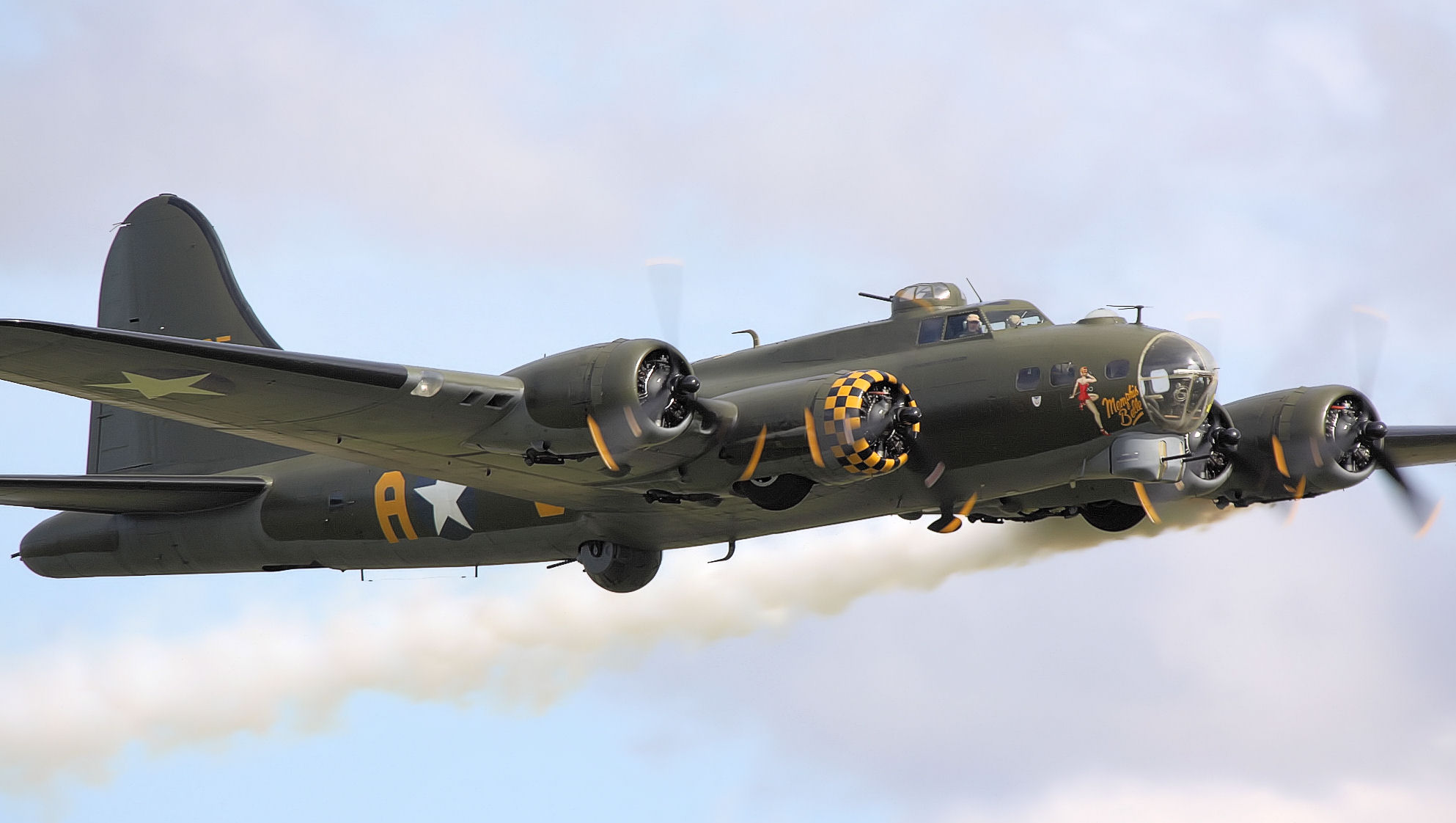
„Sally B” w locie, 2009
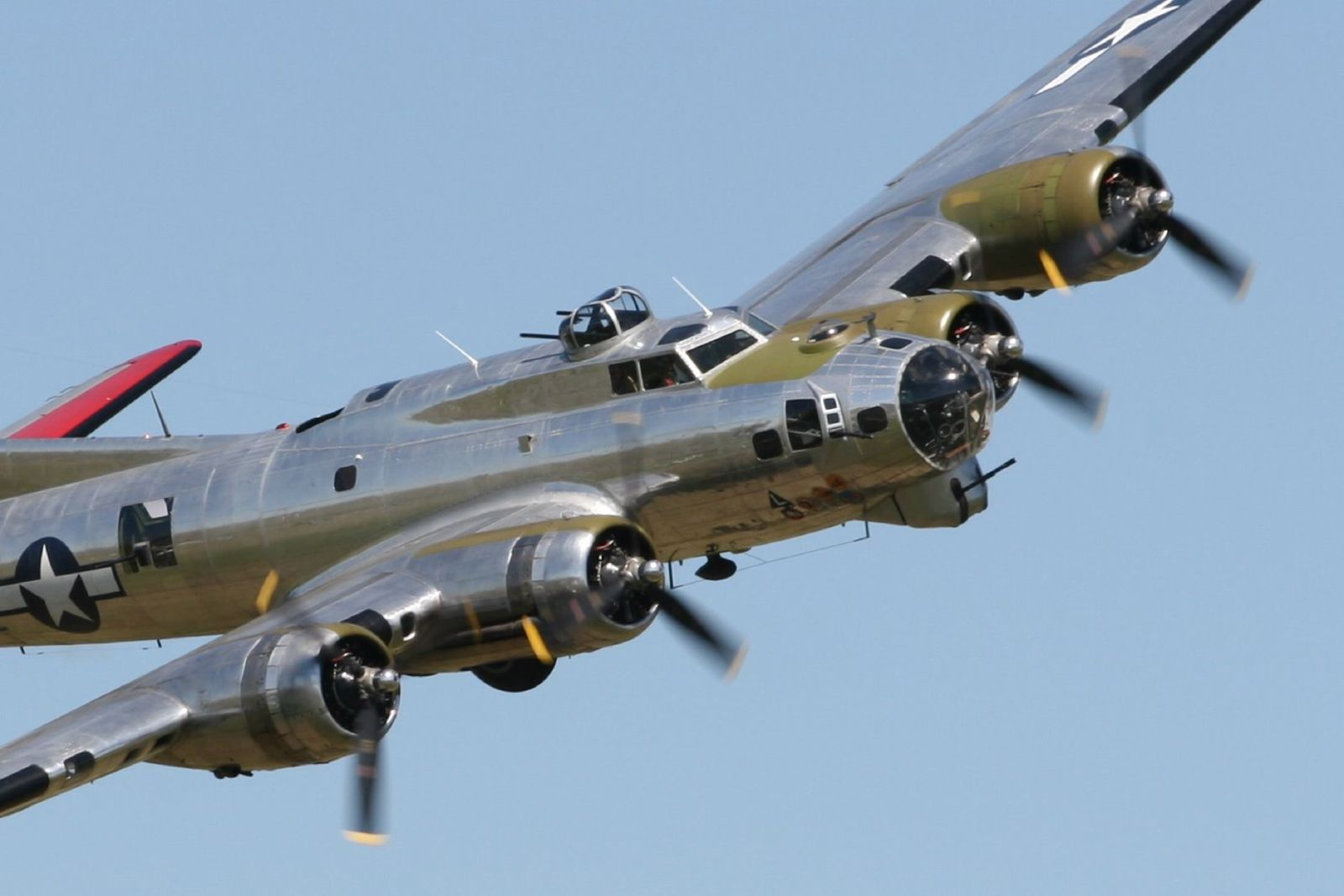
„Yankee Lady” w locie, 2007
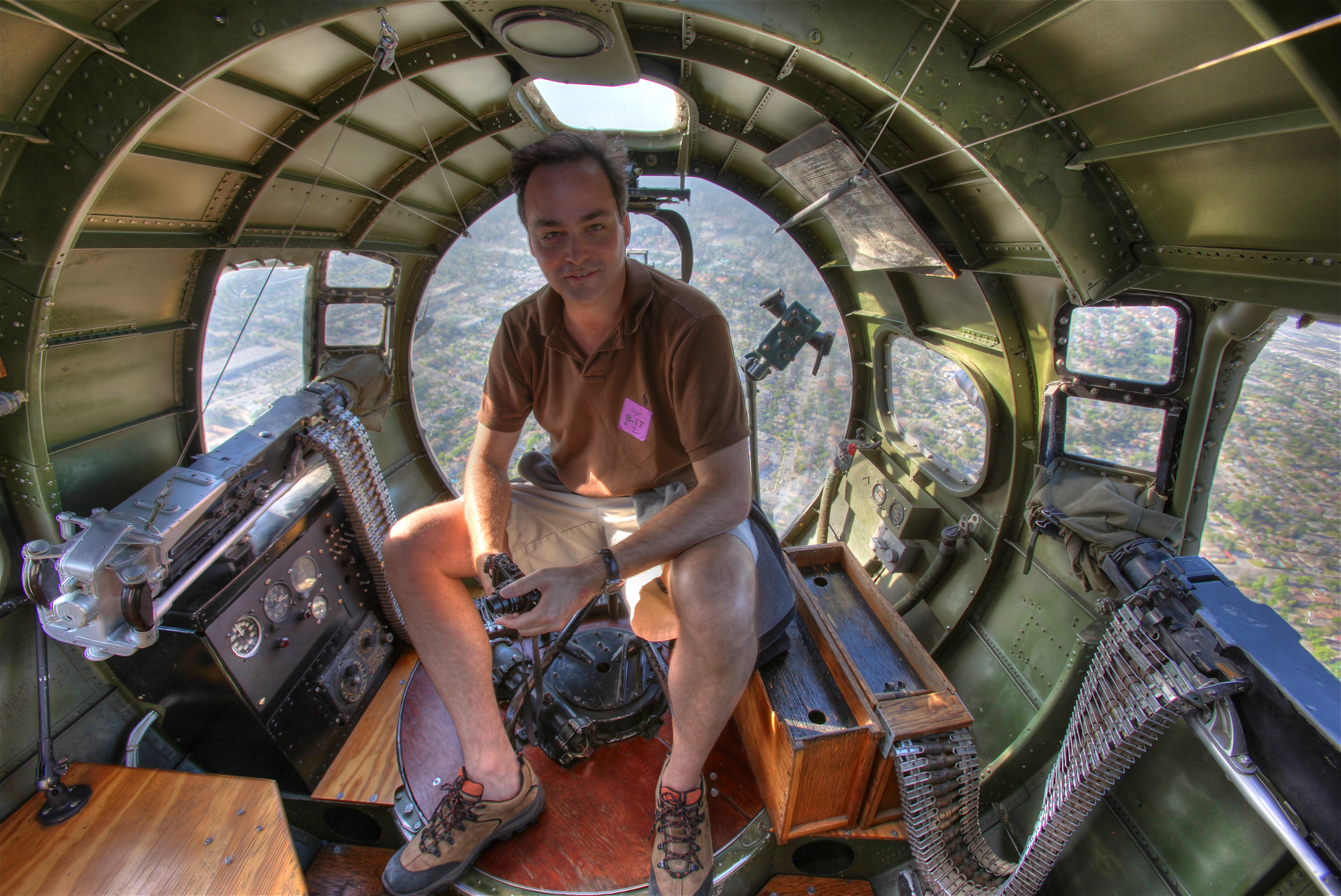
Turysta odbywający lot w przedziale dziobowym „Nine-O-Nine”, 2009
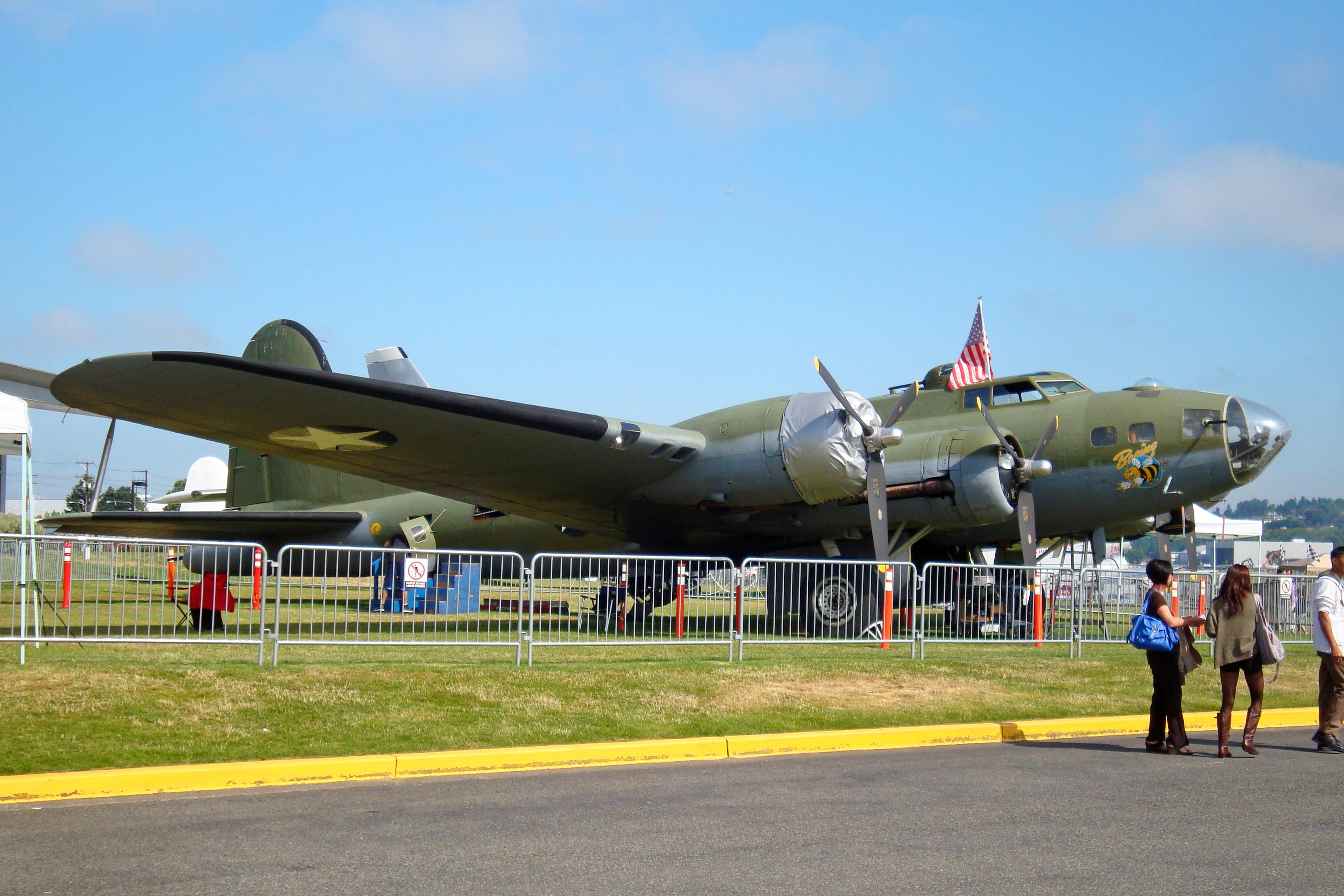
B-17F w Museum of Flight(inne języki) w Seattle
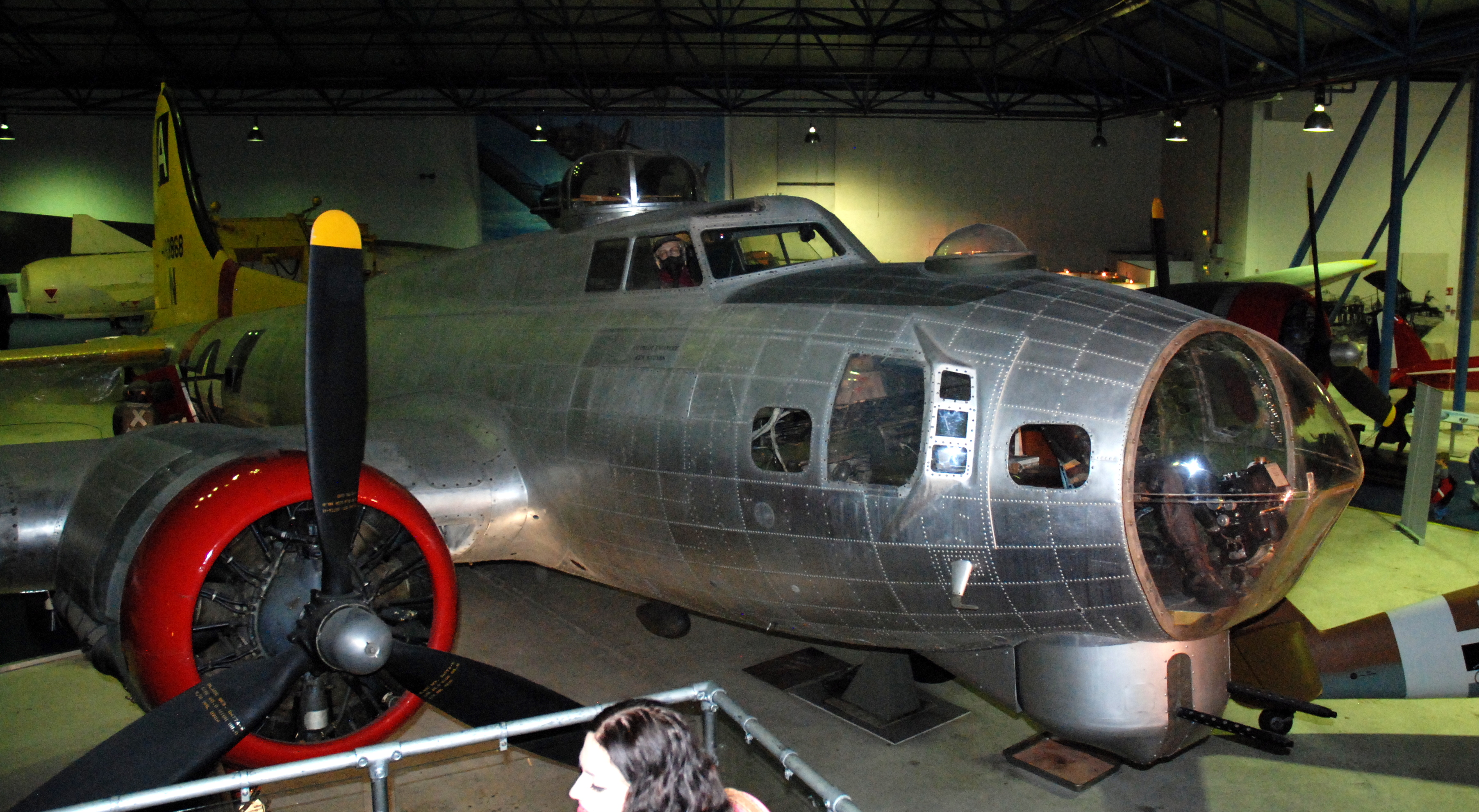
B-17G w Royal Air Force Museum w Londynie
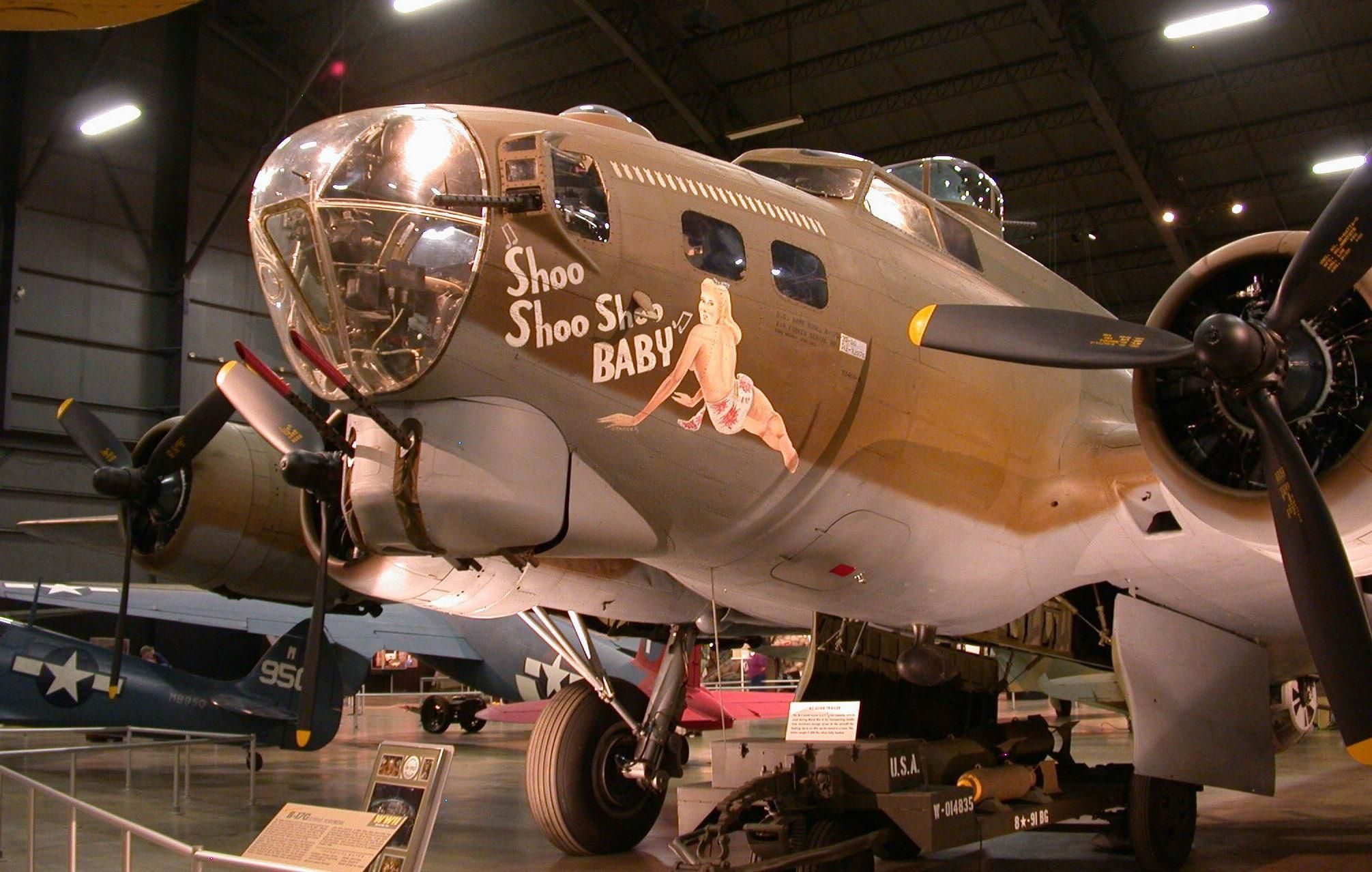
B-17G w National Museum of the United States Air Force
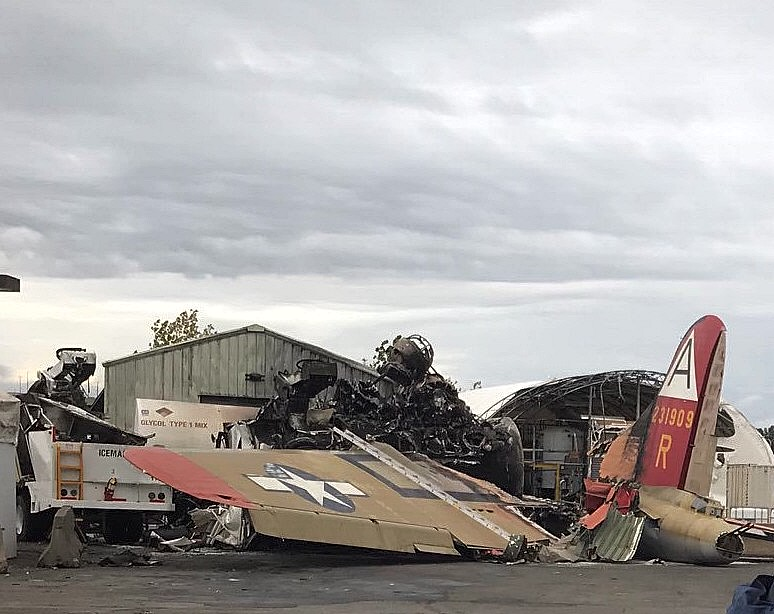
Wrak B-17G s/n 44-83575 „Nine-O-Nine”
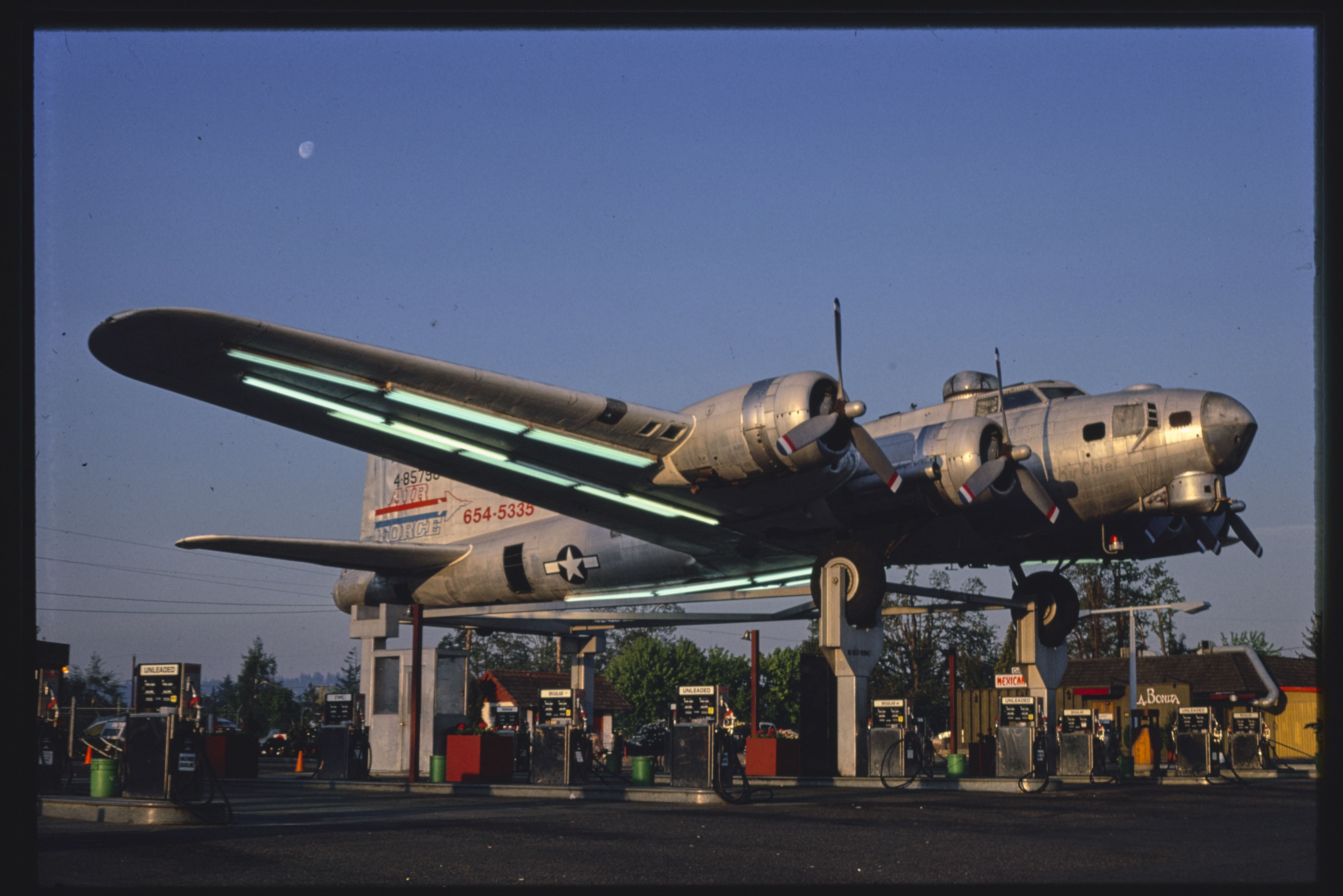
B-17G „Lacey Lady” jako ozdoba stacji benzynowej w stanie Oregon, 1980.  Obecnie w remoncie.